# 노무현
노무현(盧武鉉, 1946년 9월 1일~2009년 5월 23일)은 대한민국의 제16대 대통령이다. 판사로 재직 후 부산에서 변호사로 활동하다가 제13·15대 국회의원을 지냈고, 김대중 정부에서 제6대 해양수산부 장관을 지냈다.
본관은 광주(光州)이며 경상남도 김해 출생이다. 부산상업고등학교를 졸업하고 막노동에 뛰어들었다가 독학으로 1975년 3월 30세에 제17회 사법시험에 합격하였다. 대전지방법원 판사로 1년을 재직하다가 그만두고 부산에서 변호사 사무실을 개업하여 여러 인권 사건을 변호하였다. 통일민주당 총재 김영삼의 공천을 받아 제13대 총선에 출마하여 부산 동구에서 당선되며 5공비리특별위원으로 활동했다. 1990년 3당 합당에 반대하면서 김영삼과 결별한다. 김대중 정부에서 해양수산부 장관을 지냈고 국민경선제에서 새천년민주당 소속으로 제16대 대선에서 대통령으로 당선되었으나 2003년 말에 새천년민주당을 탈당하고 2004년 초 새천년민주당을 탈당한 개혁 세력들이 주축이 되어 창당한 열린우리당에 입당하였다.
2004년 무렵 공직선거 및 선거부정방지법이 정한 중립의무 및 헌법 위반을 시유로 야당에 국회가 대한민국 헌정 사상 최초로 대통령직 재임 중 탄핵 소추를 진행해서 대통령 직무를 정지시켰다. 하지만 이후 탄핵을 주도했던 새천년민주당과 한나라당, 자유민주연합은 여론의 역풍에 휩싸여 제17대 총선에서 참패하였고 얼마 후 헌법재판소에서 소추안을 기각하며 노무현은 다시 대통령 직무에 복귀하였다.
주요 업적으로 권력층에 만연하던 권위주의와 정경유착을 타파하고 기존 정권이 하지 못했던 각종 재벌 개혁 시행을 꼽는다. 상속증여세의 포괄주의를 도입해 대기업 총수의 탈세 여지를 좁히고, 증권 관련 집단소송제를 시행하고, 대기업 간 불공정 담합에 대한 적발과 처벌을 강화하는 등이 높게 평가받는다. 임기 중 경제성장률은 4.42%로 OECD 평균성장률을 항상 상회했지만 역대 대한민국 정부 중 OECD의 성장률을 하회한 정부는 존재하지 않는다. 이러한 수치는 이후 이명박 정부의 2.9%와 박근혜 정부의 2.8%를 크게 상회하는 것이나, IMF의 발표 자료에 따르면 세계 경제성장률 대비 국내 경제성장률이 노무현 정부 -0.7%, 이명박 정부 +0.0%, 박근혜 정부 -0.5%로 나타났다. 노무현 정부는 골디락스 호황에도 불구하고 세계 경제성장률을 상회하지 못했고 도리어 이를 가장 크게 하회한 대한민국 정부로 기록되었다.
주요 실책은 정치적으로 친인척 및 측근비리, 사회적으로 교육 정책 및 부동산 정책의 실패, 경제적으로 양극화 심화에 따른 민생경제 파탄, 외교적으로 햇볕정책의 실패 등이 꼽힌다. 부동산 정책은 전반적으로 실패했다는 평가를 받았고, 1997년 IMF 외환위기 이후 노무현 정부에서 소득 분배 지표가 더욱 악화되어 서민경제의 파탄을 초래했다는 비판도 있다. 게다가 반미적 입장, 편협한 국수주의, 친북적 정책으로 인한 외교적 모순으로 국제사회에서 신뢰를 잃었다는 분석도 존재한다. 이렇듯 서민 생활과 직결되는 분야에 정책 과오와 외교·안보 실책으로 대통령 직무수행에 대한 여론 조사가 정례화한 제6공화국 이래 노태우를 제치고 임기 평균 국정 지지율 최하위를 차지할 정도로 대중적인 지지가 부족했던 대통령이었다. "이게 다 노무현 때문이다" 같은 유행어가 나올 정도로 재임 시 국민들에게 많은 원성을 듣고 대중적 인기가 부족했으며 적이 많았던 대통령으로 평가받는다.
정계 입문 초기에 걸출한 입담과 특유의 달변 그리고 직설적인 화법으로 청문회 스타 자리에 오르기도 하였으며, 이는 대중적 인지도를 크게 끌어올려 대통령 당선의 밑바탕이 되었다. 임기 중에는 "대통령 못 해먹겠다", "미국 엉덩이 뒤에 숨어서" 등의 뼈있는 어록을 남겼다. 한국대학총학생회연합(한총련) 합법화, 국가보안법 폐지 검토, 2007년 10월 4일 남북정상회담 당시 김정일과 회담에서 NLL에 관한 발언이 오해를 불러 일으켜 보수 언론이 공격하였다. 우익 언론들은 노무현을 반미주의자이며 좌파로 규정하고 공격을 가했으나, 실제 임기 중에 펼친 정책은 그러한 노선과 거리가 멀었다. 진보 진영은 한미 FTA 추진과 이라크 파병 등 노무현 정부의 정책을 신자유주의 우익에 가깝다고 비난하였다. 진보 언론은 신자유주의자로, 보수 언론은 반미주의자로 양측 진영에서 모두 비판했던 대통령으로 평가받기도 하였다. 행정수도 이전과 혁신도시 등 지방 균형 발전을 추진하였으나 세종특별자치시의 수도 이전은 헌법재판소에서 관습헌법이라는 이유로 위헌 결정을 내려 행정도시로 선회하였다.
퇴임 후 고향 김해의 봉하마을로 귀향하였다. 2009년 검찰의 정관계 로비 수사가 전방위로 확대되면서 노무현의 측근 세력들이 수사 대상에 올랐다. 노무현과 개인적 친분이 있던 박연차는 노무현 일가에 금전을 제공했다는 포괄적 뇌물죄 혐의를 받아 조사를 받았으며, 노무현 또한 검찰 조사를 받기에 이르렀다. 아내가 받았다는 노무현 주장과는 달리, 박연차는 검찰 조사에서 노무현이 직접 전화를 걸어 자녀들의 집 장만에 쓸 100만달러를 요구했다고 일관되게 진술하였고, 비서관을 통해 요청을 받고 차명계좌에서 노무현의 아들 노건호와 조카사위 연철호가 동업하는 기업에 500만 달러를 송금한 사실도 밝혀졌다. 이러한 노무현 일가의 640만 달러 수수 의혹은 현재까지도 해소되지 않고 있다.
이같은 뇌물 수수 직접 개입 의혹이 수면으로 부상하면서 궁지에 몰리자, 노무현은 그 해 5월 23일 자택 뒷산인 봉화산 부엉이 바위에서 투신자살로 사망하였다. 양산부산대학교병원의 기자회견에서 두부 외상과 다발성 골절 등을 사망 원인으로 결론내렸다. 노무현이 사망하면서 법무부는 노무현의 뇌물 수수 의혹에 대한 검찰 수사를 공소권 없음으로 종결시켰다. 노무현 재단 주장에 따르면, 노무현 사후 봉하마을에 전국에서 500만여 명의 추모객 발길이 이어졌고, 노무현의 장례는 국민장으로 치렀다.

## 대통령이 되기 이전

### 생애 초반
노무현은 1946년 9월 1일에 경상남도 김해에서 아버지 노판석과 어머니 이순례 사이에서 3남 2녀 중 막내로 태어났다. 그의 위로 있는 형 2명 중 맏형 영현은 교통사고로 세상을 떠났고, 작은 형 건평은 현재까지 살아있다. 노건평은 1968년 세무직 9급 공무원이 되어 10년간 지방 세무서에서 근무하였다. 노무현은 광주 노씨 매죽와공파 31세손으로 6대조부 노벽수가 1780년경에 경상도 함양에서 김해 장유로 와서 정착했다.
1953년에 진영대창국민학교에 입학하였고 학업 성적은 우수했으나 가난으로 결석이 잦았다고 한다. 6학년 때 담임교사의 권유로 전교 학생회장을 맡았다. 1959년 3월에 진영중학교에 진학했다. 중학교 재학 당시 노무현은 입학금이 없어 중학교는 외상으로 입학하였다고 한다. 1학년 말 제4대 정·부통령 선거를 앞두고 당시 이승만 대통령의 생일을 기념하는 교내 글짓기 대회가 열리자 노무현은 백지동맹을 일으키다가 정학을 당하였다. 집안 형편이 어려워져 중학교를 1년간 휴학한 뒤 부일장학회의 장학금을 얻어 가까스로 중학교에 다니다가 1963년에 가까스로 졸업하고 부산상고에 진학하여 1966년에 졸업하였다.

### 청년기
고등학교 졸업 후 농업협동조합의 입사 시험에 응시했으나 낙방하고, 한 어망 제조업체에 취직하였으나 최저 생계비에도 미치지 못하는 임금과 다쳐도 치료비조차 주지 않는 고용주의 비정함에 실망하여 결국 그만두었다. 이후 막노동과 사시 공부를 병행하였다.
1968년 군에 입대하여 제12사단 을지부대에서 육군 상병으로 만기전역하였다. 1972년 27세에 권양숙과 결혼하였고 1973년에 아들 건호를, 1975년에 딸 정연을 낳았다. 1975년 3월 30세에 제17회 사법시험에 합격하였다. 이는 4번째 도전에서 이루어진 성과였고 노무현은 제17회 사법시험에서 유일하게 고졸 출신 합격자였다. 이후 1977년 대전지방법원의 판사로 임용되었으나 5개월 만에 사직하였다.

### 인권 변호사 시절
1978년 5월 무렵 판사를 그만두고 부산에서 변호사로 개업하였다. 이후 세무·회계 전문 변호사로 명성을 쌓았다. 주로 조세 및 회계 사건 등을 통해 높은 수임료를 받았다. 당시 평범한 동료 변호사들처럼 지역의 경제인과 어울리며 요트를 즐기는 등 여유롭게 생활하였다.
그러나 민청학련 사건 변론으로 이름이 높았던 김광일 변호사가 1981년 부림 사건의 변호에 참여하라고 권유했고, 이를 수락함으로써 본격적인 인권 변호사 활동을 시작하는 계기가 되었다. 노무현은 나중에 이 사건을 통해 자신의 인생이 바뀌었다고 회고하며, 당시 학생들이 "얼마나 고문을 당하고 충격을 받았는지 처음엔 변호사인 나조차 믿으려 하질 않았다. 공포에 질린 눈으로 슬금슬금 눈치를 살피는 모습을 보자 피가 거꾸로 솟는 듯했다."라고 밝혔다.
1982년에는 부산 미국문화원 방화사건의 변론에 참여하였고 1984년 부산 공해문제 연구소 이사를 거쳐서,1985년에는 부산 민주시민 협의회 상임위원장을 맡게 되면서 시민운동에 발을 들여놓게 되었다. 그해 자신의 사무실에 노동법률 상담소를 열기도 했다. 또 1987년에는 민주헌법쟁취 국민운동본부 부산 본부 상임 집행위원장을 맡아 6월 민주항쟁에 앞장섰다. 그 해 8월 22일의 거제도 대우조선 사건에서 경찰이 쏜 최루탄에 맞아 대우조선 노동자 이석규가 사망하자 이상수 등과 함께 사인 규명 작업을 하다가 9월에 제삼자 개입, 장식(葬式) 방해 혐의로 경찰에 구속되었다. 이어 1987년 11월에는 변호사 업무정지 처분을 받았다.
1987년 부산 추도회에서 연행된 노무현에 대해 부산지방법원 한기춘 판사가 도주 및 증거인멸의 우려가 없다는 이유로 기각하자 검찰은 한밤 중에 기각된 영장기록 보따리를 들고 3명의 부장판사를 찾아다니며 영장불부를 중용하다 사회적 물의를 일으키기도 했다.

### 안기부 직원을 가르치다
한편 노무현은 자신을 감시하던 안기부 직원에게 광주항쟁 비디오와 노동운동 관련 자료들을 보여주면서 강의하였다. 안기부 직원 이화춘은 이러면 우리가 당신을 잡아가야 된다면서 오히려 놀라는 반응을 보였다. 그러나 노무현은 안기부 직원들에게 민중, 노동운동 관련 비디오, 자료들을 태연히 보여주었다.
안기부에 들어와 8년 동안 미국 자료를 수집하는 내근 업무를 하던 이화춘은 85년 5월 안기부 부산지부로 파견돼 법조를 담당하게 됐다. 전임자는 "'문제 변호사'가 네 명 있는데 이들의 동향을 파악하는 것이 당신의 주요 임무"라고 말했다. 이들 네 명은 노무현, 김광일, 문재인, 이흥록이었다. 인사차 찾아간 이화춘과 점심을 같이하던 노무현은 4시간 동안 노동.학생운동 사태 등 시국을 논했다. 8년간 미국 자료만 들여다봤던 이화춘은 제대로 말을 잇지 못했다. 이에 노무현은 "당신같이 무지한 정보 요원은 처음 봤다. 당신 큰일났다"고 걱정했다. 이씨가 "내가 어떻게 해야 하나"라고 묻자 노변호사는 "교육을 받아야겠다"며 밤에 집으로 오라고 했다.
| “ | 광주항쟁 테이프를 보여주더군요. 일어서려는데 노변호사가 소설가 황석영씨가 집필한 '죽음을 넘어 시대의 어둠을 넘어'란 광주항쟁 기록집을 주더라고요. | ” |
|   | — 이화춘의 회고 |   |

노무현이 보여준 자료들을 보고 안기부의 직원들은 당황해했다. 이화춘 등은 "이러면 내가 당신을 잡아가야 한다"며 뿌리치자 노무현은 "나중에 잡아가더라도 일단은 읽어보라"고 했다. 다음날 아침 노변호사가 전화를 걸어 독후감을 물었다. 이화춘은 "광주사태의 참혹상에 충격을 받아 밤을 꼬박 새웠다"고 답했다. 이화춘과 안기부 직원들은 노무현과 문재인 변호사가 같이 운영하는 '노동문제연구소' 겸 변호사 사무실을 출입했다. 사무실은 늘 학생.노동자로 붐볐다. 이씨의 '기관원 의식'은 무뎌져 갔고, 그와 노무현은 서로의 애환을 챙기는 관계로 발전했다고 한다.

### 정치 입문

#### 정계 입문 초기

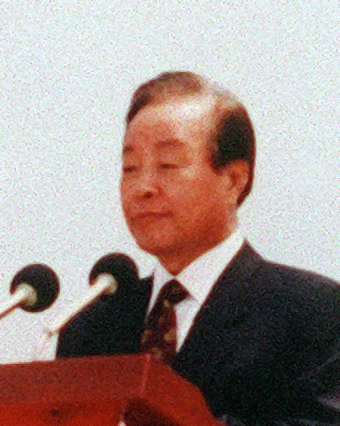
인권 변호사로 활동하던 노무현은 김영삼과의 인연으로 정계에 입문했다.

재야 활동을 하던 노무현은 통일민주당 총재 김영삼과의 인연으로 1988년 4월 26일 제13대 총선에 출마하여 부산 동구에서 통일민주당 후보로서 제13대 국회의원에 당선됐다.
국회 노동위원회에서 활발한 활동을 벌여 이해찬, 이상수 의원 등과 함께 '노동위원회의 3총사'로 불렸다. 한편, 1987년 12월에 있었던 현대중공업 파업 현장에서 강연 중에 "사람을 위해 법이 있는 것이지 법을 위해 사람이 있는 것이 아니다"라고 했던 구절이 문제가 되어 언론의 공세를 받았다.

#### 청문회 스타로 등극
1988년 11월에 제5공화국 비리 특별조사위원회 청문회에서 전 국가안전기획부장 장세동, 전 청와대 경호실장 안현태, 전 법무부장관 이종원, 현대그룹 회장 정주영 등을 상대로 한 증인 신문에서 차분하고 논리적인 질의와 치밀한 추궁으로 '청문회 스타'가 되었다. 이어 최초로 텔레비전으로 중계된 5공 청문회에서 죄가 없다고 주장하는 전두환 전 대통령에게 명패를 던지는 등의 언동으로 국민의 관심을 받았다. 1989년 초 국회 5공 비리·광주 사태 특별위원회의 증인 출석 여부를 둘러싼 정부·여당의 집요한 방해 책동에 항의해 의원직 사퇴서를 냈다가 이를 번복하고 사퇴서를 거둬들이기도 했다. 한편 이 무렵 김영삼은 그를 상도동 자택으로 수시로 불러서 면담도 하고 용돈도 넉넉히 지원해 주었다.

#### 3당 합당 거부와 야당 정치인
1990년 1월 12일, 통일민주당 김영삼 총재, 민주정의당 총재인 대통령 노태우, 신민주공화당 총재 김종필이 민주자유당을 창당하기로 하는 3당 합당 선언을 하였다. 이에 노무현은 3당 합당을 '밀실야합'이라고 규정하였다. 이후 노무현은 민자당에 합류하지 않고 통일민주당 잔류 세력 등과 함께 민주당 (1990년 대한민국)을 창당하였다. 김영삼 총재가 3당 합당 당시 "구국의 차원에서 통일민주당을 해체합니다. 이의 없습니까? 이의가 없으므로 통과됐음을…."이라고 말하는 순간 갑자기 노무현이 일어나 오른손을 번쩍 들며 "이의 있습니다. 반대 토론을 해야 합니다"라고 외쳤다. 이후 그는 김영삼의 3당 합당 참여를 민주화 운동에 대한 배신으로 규정해 자신의 후원자였던 김영삼과 결별하였다. 1990년 7월 5일 민주당 중앙당 기획조정실장이 되었다.
한편 노무현은 노태우 정부 하에서 국군 보안사령부의 사찰 대상 중 한 사람이 되어 감시당했다. 이는 1990년 10월 4일 한국외국어대학교에 재학 중 민학투련 출신으로 보안사로 연행돼 프락치로서 수사에 협조해 오다 탈영한 윤석양 이병의 폭로로 밝혀졌다.
1991년 10월 14대 총선을 코앞에 둔 시점에서 '주간조선'이 게재한 ‘노 의원은 과연 상당한 재산가인가’라는 제목의 기사를 보도했다. 이 기사는 인권 변호사로 알려진 당시 노무현 의원이 부동산 투기의 전력이 있고 호화 요트를 소유하고 있다는 등 재산 규모 및 형성 과정의 의혹을 보도했다. 노무현 의원은 명예훼손 소송을 제기했고 1년여 만에 승소 판결을 받아냈다. 이 기사가 선거에 어느 정도 영향을 미쳤는지는 계량할 수 없으나 결국 노무현은 1992년 민주당 후보로 부산 동구 선거구에 출마하였다가 2위로 낙선하면서 재선에 실패했다. 1993년 민주당 최연소 최고위원이 되었다. 1995년에는 민주당 후보로서 부산광역시장 선거에 출마하여 36.7%의 득표율을 얻었으나 결국 낙선했다.

#### 정치 활동

##### 새정치국민회의 입당
14대 대선에서 패한 후 정계 은퇴를 선언한 김대중이 1995년에 정계 복귀하면서 새정치국민회의를 창당했고, 노무현은 이를 '전근대적 정치 행태'라고 비난하면서 합류하지 않았다. 많은 의원들이 민주당(1991년)를 탈당하여 새정치국민회의로 가면서 민주당(1991년)은 제2야당으로 전락하였다. 이후 민주당(1991년)은 개혁신당과 통합하여 통합민주당을 창당하는데, 노무현도 이 통합민주당(1995년)에 합류하였다.
정계에 복귀한 김대중이 지역등권론을 주장하자 노무현은 이부영 등과 함께 김대중의 지역등권론을 비판하였다.
1995년 노무현은 민주당 부산시장 경선에 출마하여 황백현 부산진을 위원장을 13표 차로 누르고 민주당 부산시장 후보로 출마했으나 지역감정의 벽을 넘지 못하고 낙선했다.
1996년 4월 11일에 시행된 15대 총선에서 노무현은 서울 종로구에 통합민주당(1995년) 후보로 출마했으나 신한국당의 이명박 후보, 새정치국민회의의 이종찬 후보에 밀려 3위로 낙선했다. 이후 노무현은 이부영, 박계동, 김원기, 이철 등과 함께 국민통합추진회의(약칭 통추)를 결성하여 활동하였다. 통추 활동기간 동안 노무현은 대선 출마를 선언하기도 하였는데, 이에 대해 노무현 후보는 "3김 정치에 한 번도 저항하지 않은 이인제 후보는 세대교체를 논할 자격도 없다"라며 이인제가 주장한 세대교체에 대해 강력 비판하는 뜻으로 대선 출마를 선언했다. 그러나 일주일이 흐른 후 노무현은 대선 출마를 철회하게 되는데, 이는 통추의 '노무현 대선 출마'에 대한 강력한 비토로 인한 것이었다.
15대 대선을 앞두고 통합민주당(1995년)의 대통령 후보 조순이 신한국당의 이회창과 연대 및 합당을 결정하면서 통추 내에서는 격론이 벌어졌다. 이부영·이철 등은 "3김 정치를 청산해야 한다"라며 신한국당을 선택하자고 주장하였고, 노무현·김원기·김정길 등은 "군사정권과 그 후예들을 심판하여 50년 만의 정권교체를 이룩해야 한다"라며 새정치국민회의 입당을 주장하였다. 결국 1997년 11월 노무현은 김정길, 김원기 등의 집행위원들과 함께 새정치국민회의에 입당하여 김대중을 지지하였다. 입당 후 김대중은 노무현을 비롯한 통추 집행위원들을 독대한 자리에서 1995년 야권 분열에 대해 "오늘은 매우 기쁜 날입니다. 단순히 여러분과 다시 일하게 된 데 대한 기쁨뿐만이 아니라, 그동안 여러분에게 지고 있었던 마음의 짐을 풀었다는 것이 가장 기쁩니다"라는 말로 과거의 일을 반성했다. 그리고 그 해 12월 18일, 김대중이 15대 대통령에 당선되면서 노무현은 사상 처음으로 여당에 몸담게 되었다.

#### 국민의 정부 시절
1998년 2월, 한나라당 의원 이명박이 선거법 위반으로 의원직 상실형을 최종 선고 받기 직전 서울특별시장 경선 출마를 선언하며 의원직을 자진 사퇴하였다. 이에 따라 치러진 7월 21일 국회의원 재선거에서 노무현은 새정치국민회의 소속으로 서울 종로구에 출마하여 한나라당의 정인봉 후보를 물리치고 6년 만에 국회에 복귀하게 되었다.
2000년 4월, 16대 총선에서 상대적으로 당선 가능성이 높았던 서울시 종로구 공천을 거절하고, "지역주의 벽을 넘겠다"라는 의지를 표명하면서 부산 북·강서을 지역구에서 새천년민주당 후보로 출마하였으나 결국 낙선하였다. 이를 안타깝게 여긴 네티즌들이 인터넷을 통해 노사모를 조직하였고, 이후 노무현은 '바보'라는 별명을 얻었고, 노사모는 노무현의 중요한 정치적 자산이 되었다.
국회의원에 낙선이 된 후 그는 2000년 8월부터 2001년 3월까지 김대중 정부의 해양수산부 장관을 지냈다.

### 2002년 대통령 선거

#### 국민경선제
일명 16부작 정치 드라마로 불렸던 국민 경선제는 2002년 3월 9일부터 제주를 필두로 전국 16개 시도를 돌면서 당원(50%)들과 국민(50%)들이 직접 투표하는 방식으로 진행됐다. 국민 경선제에는 노무현을 비롯해 김근태, 김중권, 유종근, 이인제, 정동영, 한화갑 등이 후보로 출마하였다.
국민 경선이 도입되기 이전에 민주당 부동의 1위는 이인제였고, 노무현은 군소 후보로 지지율은 10% 미만이었다. 경선 국면이 시작되면서 노무현은 "영남 후보론" 및 이인제 후보를 겨냥한 "정체성 시비"로 20%대 지지율에 진입하기 시작했다. 첫 번째 지역이었던 제주에서 한화갑 후보가 의외의 1위를 차지했고, 노무현은 득표 3위를 기록했다. 두 번째 울산에서는 인상적인 연설을 한 노무현이 예상대로 1위를 차지했다.
한편 여론조사에서는 대선 판도에 큰 변화가 나타나기 시작했다. 3월 13일 문화일보와 SBS가 공동으로 실시한 조사에 따르면, 노무현과 이회창이 양자 대결을 벌일 경우 노무현이 41.7%로 40.6% 지지율을 기록한 이회창을 앞서는 것으로 조사되었다. 대선 주자 지지도 여론 조사에서 이회창이 민주당 후보에 뒤처지는 결과가 나온 것은 대선 구도가 형성된 이후 처음 있는 일이었다.

#### 예비 후보 지명전에서 승리
관건은 3월 16일에 실시한 광주 경선이었다. 무엇보다도 광주는 김대중 대통령의 정치적 기반이자 새천년민주당의 근거지로서 이곳의 결과가 사실상 새천년민주당 대선후보를 결정짓는다고 해도 과언이 아닐 정도로 최대의 승부처였다. 당시 이인제 대세론이 있었고, 호남 출신으로 오랫동안 김대중을 보좌해온 한화갑의 기세가 만만치 않아 당시의 분위기는 노무현에게 결코 우호적이지 않았다. 무엇보다도 영남 출신인데다 새천년민주당 내에서는 이렇다 할 조직이 없었다. 그러나 결과는 노무현의 승리였다. 이회창을 이길 수 있는 유일한 카드라는 여론 조사 결과가 유리하게 작용했다. 거세게 불 것으로 예상했던 지역주의 투표 성향이 무너지면서 광주 경선은 지역주의 극복이라는 의미를 지니게 되었다. 정작 1위를 장담했던 호남 출신인 한화갑 후보는 3위를 기록했고, 영남 출신 후보가 1위를 기록했기 때문이다.
노무현은 당시 연단에 서서 "광주시민 여러분들의 위대한 승리, 민주당의 승리, 한국 민주주의 승리로 이어질 수 있도록 최선을 다하겠습니다"라면서 감격적인 소감을 밝혔고, 이후 노무현은 단숨에 지지율이 급상승하며 '노풍(盧風, 노무현 바람)'의 주인공이 되었다. 광주 경선 직후 이인제의 지역 기반인 대전· 충청권에서 일격을 당해 노풍이 꺾이는 듯싶었지만 대구광역시 경선 결과, 종합 1위가 확정되었다. 노무현 후보는 연단에서 "동서화합의 큰 가능성이 열린 것으로 평가한다"며 "선전해 준 두 후보께 감사한다"고 소감을 밝혔다. 이후 강원도와 전남, 전북, 경남, 대구를 비롯한 거의 전 지역을 석권해 나갔고, 2002년 4월 26일, 서울 경선에서 새천년민주당의 제16대 대통령 선거 후보로 공식 선출됐다.
경선이 끝난 4월 말 노무현의 지지율은 당시 역대 대통령 후보 가운데 사상 최고치라는 60%를 기록했다.

#### 민주진보세력 대통합론과 위기
노무현은 대선 후보로 선출된 직후 대선 승리를 위한 계획으로 '민주 세력 대통합론'(대통합론)을 내놓았다. 1987년 대선에서 양김이 분열되면서 쪼개졌던 민주화 세력을 하나로 묶어내 한국의 미래를 함께 열어젖히겠다는 포부였다. 이를 위해 노무현은 상도동 자택에서 김영삼 전 대통령을 만나 대통합론의 취지를 전달하고 김영삼에게 지방 선거 후보 추천을 제안하기도 했다. 이 자리에서 노무현은 김영삼에게 통일민주당 시절 김영삼으로부터 손수 받은 손목시계를 내보이기도 했다. 그러나 노무현의 '민주 세력 대통합론'은 국민들에게 대선 승리를 위한 정략으로 보이면서 진정성을 인정받지 못했다. 게다가 5월 들어 김대중 대통령의 두 아들인 김홍업과 김홍걸의 비리가 불거지며, 새롭고 신선한 이미지의 노무현에게 큰 타격을 줬고, 지지율은 본격적인 내림세로 돌아서기 시작했다.
한편 노무현은 영남권 광역 단체장을 한 명도 당선시키지 못할 경우 재신임을 받겠다고 말했다.
새천년민주당은 지방 선거에서 광역 단체장에서 호남과 제주의 4석만 건지며 참패했다. 노무현은 선거 전 약속한 대로 후보 재신임을 물었고, 민주당 당무 회의는 만장일치로 재신임을 의결했다. 이에 대해 민주당 내 최대 계파 모임인 중도 개혁 포럼은 불복하고 ‘후보, 지도부 즉각 사퇴론’을 주장했다.

#### 민주당 내분 사태
친(親)이인제 성향의 반노(反盧), 노무현의 집권 가능성에 회의적이던 비노(非盧) 의원들은 지방 선거에 참패하자 집단으로 신당 창당, 후보 사퇴를 주장하며 '노무현 흔들기'에 나서기 시작했다. 노무현은 신당 창당과 재경선 수용 입장을 밝혔다. 한때 정몽준, 박근혜, 이한동 의원과 자민련 등이 신당 참여 대상으로 거론되기도 했으나 무산되었고, 정몽준과 이한동은 각자 독자적으로 당을 만드는 것으로 정리되었다. 당시 천정배 의원은 8월 16일 국회의원, 지구당 위원장 연석회의에서 반노 진영의 행동은 '경선 불복 행위'라고 말했다.
2002년 한일 월드컵 바람을 타고 대통령 출마를 선언한 정몽준이 거센 돌풍을 일으키자 노무현은 지지율도 토막이 나고 당내 의원들로부터도 배척받기 시작했다. '노무현 흔들기'는 더욱 노골화되었고, '후보 단일화론'은 물론이거니와 '후보 교체론'까지 나왔다. 노무현은 경쟁력이 없는 만큼 정몽준을 수혈해 대선 새판 짜기에 나서야 하지 않느냐는 정치공학적 판단이었다.
10월 들어서 상황이 악화되었다. 노무현의 낙마를 바라는 의원들이 탈당하여 후보 단일화 추진 협의회(후단협)를 만들고 후보 단일화를 주장했는데, 이들은 노무현으로 후보 단일화가 되면 함께 할 수 없다고 발언하였고 정몽준 지지의 속내를 감추지 않았다. 11월 19일 후단협은 정몽준에 대한 공개 지지를 밝혔으며, 심지어 후단협 소속 의원이 정몽준 대표 측에 돈을 요구하기도 했다. 후단협 해체 후 일부 의원은 한나라당에 입당했고, 12명은 민주당에 복당했다.
이때 정몽준의 국민통합21에 입당하기 위한 김민석의 탈당은 노무현에게 반전의 계기가 되었다. 그의 탈당은 노무현에게 악재가 되지 않겠느냐는 관측이 있었으나, 답보 상태였던 그의 지지율은 20%대를 회복하고 후원금 액수도 크게 늘었다.

#### 정몽준과의 후보 단일화
후보 단일화는 정 대표로의 단일화를 염두에 둔 민주당 내 반(反)노무현, 비(非)노무현 측의 요구에서 비롯하였다. 단일화 방안으로는 크게 3가지가 있었는데, 국민 경선과 여론 조사, 협상 담판이었다. 이 중 협상 담판은 정몽준의 후보의 주장으로 11월 1일에 정식 제안했고, 국민 경선안은 국민 참여 50%, 당원 참여 50%의 민주당 안을 노무현 후보가 11월 3일 정식 제안했다. 여론 조사안은 단일화 여론 조사를 실시했을 때 우위를 점하는 정몽준 후보가 유리한 안으로 정몽준 후보가 선호하는 안이었다.
국민통합21은 노무현 진영 측의 제안을 반대하며 "국민 경선을 할 시간적 여유가 없다"라는 이유를 들었다. 그러나 판세는 1강(이회창) 2중(노무현-정몽준)의 구도로 바뀌고 있던 차였다. 국민통합21도 더는 단일화 방안을 놓고 입씨름을 벌일 만한 상황이 아니었다.
노무현 후보는 11월 11일 자신에게 불리한 여론 조사를 통한 단일화를 제의하였고, 단일화 재협상에서도 마지막 쟁점인 '무효화 조항'을 전격 수용하면서 양보하는 모습을 보였다. 민주당으로서는 받아들이기 힘든 설문 내용 변경도 단일화를 위해 수용했다. 민주당 김원기 고문은 노무현의 결단은 "이기고 지는 것을 초월한 것"이라고 말했다. 이로 인해 노무현 후보의 지지도는 더욱 반등하기 시작했다.
텔레비전 토론을 거쳐 2002년 11월 24일 노무현 후보는 극적으로 단일화 여론 조사에서 승리했다. 24일 시행된 2군데 여론 조사 중 리서치 앤드 리서치 경쟁력 조사에서 46.8%를 얻어 42.2%를 얻은 정 후보를 제쳤고, 월드 리서치 조사에서는 이회창 후보 지지율이 조사 유효화 조건인 31.1%에 미치지 못한 28.7%가 되어 무효가 되긴 했지만, 38.8%를 얻어 37%를 얻은 정몽준 후보를 앞섰다. 노 후보 측은 이날 승리 원인에 대해 '성실하게 원칙과 정도를 지켜온 것이 국민을 감동시킨 것'이라고 말했다.
단일화가 되고 나서 여론 조사에서 노무현이 이회창 후보를 역전한 직후 이인제가 탈당하여 자유민주연합에 입당한 후 이회창을 지지하는 선언을 하는 등 새로운 갈등을 야기하기도 하였다. 2002년 11월 새천년민주당 후보였던 그는 서울 여의도에서 열린 '전국 농민대회'에 참석했다가 성난 농부들이 던진 달걀에 얼굴을 정면으로 맞았다.

#### 정몽준의 후보 단일화 파기
정몽준은 대선 투표 전날인 12월 18일 저녁 10시 민주당과의 선거 공조를 파기했다. 지지 철회 발표문에 따르면, 노무현 후보가 '미국과 북한과 싸우면 우리가 말린다'라는 표현을 했는데, 국민통합21은 "미국은 우리를 도와주는 우방이고, 미국이 북한과 싸울 이유가 없다는 시각을 가지고 있다"면서 이 발언을 문제 삼았다.
노무현 후보는 설득을 위해 심야에 정몽준 국민통합21 대표의 자택을 방문하였다. 노무현은 정대철 선대위원장 등과 함께 자택 앞에서 기자들에 둘러싸여 기다렸으나 정몽준 대표는 만나주지 않았고, 심야 회동은 결렬되었다. 그러나 정몽준의 지지철회로 위기감을 느낀 진보 진영이 민주노동당을 지지하지 않고 노무현에게 표를 몰아주는 의외의 효과가 나타난다.

### 제16대 대통령 당선
2002년 12월 19일 대통령 선거 본투표가 시작되었고, 개표 초반에는 뒤지고 있었으나 막판 역전에 성공하면서 한나라당의 이회창 후보를 57만 표 차이로 이기고 당선됐다. 통신사 KT에 의하면 대통령 선거 당일 오후 12시부터 3시까지 집전화 및 휴대전화 사용, 문자메시지 사용률이 폭증하였는데 이는 오후에 접어들어 젋은 층들의 투표를 이끌어내기 위한 캠프 측의 독려를 위한 행동이었다. 노무현은 선거 기간동안 인터넷을 중심으로 선거운동을 이어가며 젊은 층들의 표심을 이끌어냈고, 노사모 등 팬클럽들의 온라인화도 큰 주목을 받았다. 이에 영국 일간지 가디언에서는 노무현의 취임을 두고 "세계 최초의 인터넷 대통령이 로그온(Log-on) 했다"는 논평을 내놓기도 했다.
인수위 과정에서 정해진 노무현 정부의 공식 명칭은 참여정부이다. 2003년 1월 14일 열린 인수위 회의에서 노무현은 "토론을 국정운영 방법으로 정했으면 한다"라면서 "토론공화국이라 말할 정도로 토론이 일상화되면 좋겠다"라고 덧붙였다.

## 대통령 취임식
취임식은 2003년 2월 25일, 국회의사당 앞마당에서 거행되었으며 총 48,500명이 참석하였다. 선거 과정에서 인터넷을 사용했던 것처럼 취임식 티켓 역시 온라인을 통해 응모를 받아 배포하여 화제를 모았다. 노무현은 취임식 참석 전 자신이 6년간 거주하던 명륜동 자택을 떠나면서 "종로구 국회의원이 되면서 처음 명륜동에 왔는데 이 집에서 해양수산부 장관을 거쳐 대통령까지 됐다"는 말을 남기며 주민들에게 짧은 작별인사를 했다. 자택을 떠난 뒤 국립서울현충원에서 참배를 하고, 취임식장으로 향했다. 취임식 단상에 입장할 때는 사전 선정된 국민대표 8인과 함께 입장했는데, 국민대표 8인은 장경숙 푸드뱅크 소장, 안철수 안철수연구소 사장, 최일도 목사, 약사 권혜숙 씨와 딸 이지은 양, 여군조종사 박지연 씨, 오규민 상병이었다.
취임식에는 김대중 전 대통령을 비롯해 김영삼, 전두환, 노태우, 최규하 전 대통령 등 전직 대통령 전원이 참석하였다. 대통령 비서실장으로 내정된 문희상 의원과 민정수석비서관 내정자였던 문재인도 참석했다. 김석수 국무총리, 박관용 국회의장, 최종영 대법원장, 유지담 중앙선거관리위원장, 고건 국무총리 내정자 등 5부 요인도 참석했다. 이 외에도 전국 광역단체장 전원이 취임식에 초청되었으며, 김종필 자민련 총재도 참석하여 삼김 전원이 참석한 마지막 대통령 취임식이 되었다. 문화계 인사로는 배우 문성근과 방송인 홍석천이 초청되었다. 외국 사절로는 콜린 파월 미 국무장관, 첸지천 중국 부총리, 고이즈미 준이치로 일본 총리, 나카소네 야스히로 전 일본 총리, 모리 요시로 전 일본 총리, 세르게이 미느로프 전 러시아 연방평의회 의장, 알렉산드르 로스큐프 외무차관, 리하르트 폰 바이츠제커 전 독일 대통령, 수파차이 파닛팍디 WHO 사무총장, 도널드 존스턴 OECD 사무총장이 초대되었으며 2002년 FIFA 월드컵에서 한국 국가대표팀 감독으로 4강 신화를 이뤄낸 거스 히딩크 감독도 특별초청되었다.
본 취임식에서 국기에 대한 경례가 전통 악기로 연주되었으며, 애국가 제창은 팝페라 가수 임형주가 맡았다. 순국 선열을 위한 묵념에 앞서 대구 지하철 화재 참사로 희생된 피해자들을 기리는 추모 멘트와 묵념이 이루어졌다. 안숙선 명창과 합창단이 《우리가 원하는 우리나라》를 합창으로 불렀으며 남성 바리톤 김남두, 김영환, 김세원, 최승원이 《오 솔레미오》와 《희망의 나라로》를 합창했다. 한편 식전행사에서는 가수 양희은이 참석해 《상록수》를 불렀는데 《상록수》는 노무현이 대선 광고에서 직접 기타를 치며 불렀던 인연이 있다.
대통령 취임식은 MBC/SBS/KBS 지상파 3사와 YTN, MBN에서 생중계되었으며 11시 정각에 마무리되었다. 취임식 당일 저녁 열린 만찬에는 전두환 내외와 김종필 자민련 총재 부부가 참석하였다.

## 대통령 재임시

### 국정 방향
취임 초 노무현은 노무현 정부, 즉 참여정부의 주요 정책은 크게 12개의 국정 과제로 제시됐다. 외교안보 분야와 정치행정 분야의 기조로 부패 없는 사회 봉사하는 행정, 지방 분권과 국가 균형 발전, 참여와 통합의 정치 개혁이 경제 분야에는 자유롭고 공정한 시장경제 확립, 동북아 경제 중심국가 건설, 과학기술 중심사회 구축, 미래를 열어가는 농어촌이 제시되었다. 사회 문화 여성 보건 분야로는 참여복지와 삶의 질 향상, 교육 개혁과 지식문화 강국 실현, 국민 통합과 양성평등의 구현, 사회 통합적 노사관계 구축 등을 제시하였다.

### 외교 정책

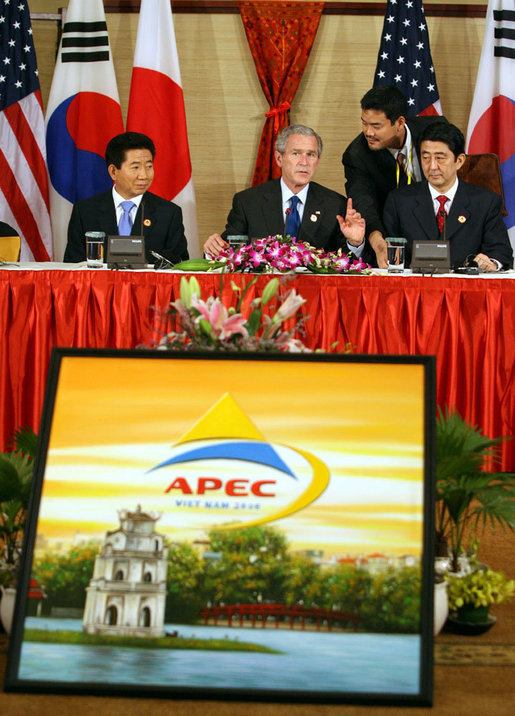
2006년 베트남에서 열린 APEC 정상회의 직후 한·미·일 정상 간의 기자 회견 모습. 왼쪽부터 한국의 노무현, 미국의 부시 대통령, 일본의 아베 신조 총리

외교 방식은 동북아 균형자론을 표방하였다.
그는 대표적으로 그리스, 루마니아, 핀란드, 영국, 스페인 국빈 방문과 동남아시아, 남미, 러시아, 프랑스, 폴란드, 이탈리아, 바티칸 순방을 위한 23차례에 걸쳐 총 49개국을 방문했다. 한국 대통령 가운데 처음으로 공식 방문한 국가는 이집트, 나이지리아, 알제리, 아제르바이잔, 아랍에미리트, 스페인 등 6개국이다.

#### 대미 관계
그는 대선 전부터 반미주의자로 여겨졌는데, 2002년 대한민국 제16대 대통령 선거 당시 이는 약점보다는 강점으로 작용했다. 당시 대한민국 국민들은 미군 장갑차 여중생 압사 사건, 불평등 SOFA 협정 등 때문에 미국에 대해 우호적이지 않았다. 노무현은 "미국에 할 말은 한다"며 대미 관계에 있어 독자노선을 갈 것처럼 보였다.
당시 미국은 조지 W. 부시를 위시한 네오콘이 장기 집권하고 있었다. 이로 인해 참여정부와 미국 정부와의 정책적 충돌이 자주 일어났다. 취임 후 부시 행정부와 대북 정책의 입장 차이가 발생하자 미국의 공화당 보수파는 그를 의심스럽게 쳐다보았고, 당시 야당인 한나라당은 이에 가세하여 그를 좌파라고 강력하게 비난했다. 그러나 실제로 노무현 정부가 미국에 대해 대북 정책 이외엔 독자노선을 걸었던 흔적은 드러나지 않고, 반대로 부시 행정부의 요청에 따른 이라크 전쟁 파병, 주한미군 용산 기지 이전 문제, 한미 FTA의 추진 등에서 오히려 부시 행정부의 요구를 받아들이면서도 실리는 챙기지 못했다.

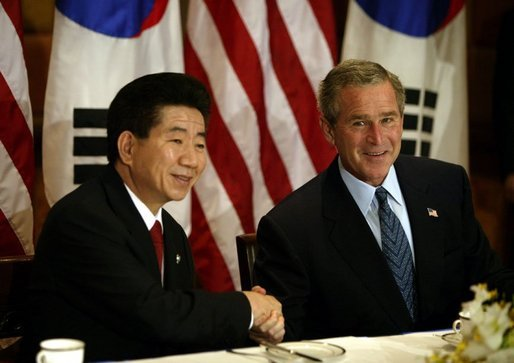
2003년 10월에 노무현과 미국 대통령 조지 부시가 함께한 모습.
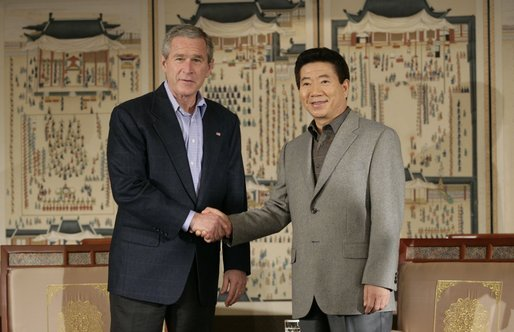
2005년 11월 17일, 노무현과 부시가 경주에서 정상회담 후 악수하는 모습.
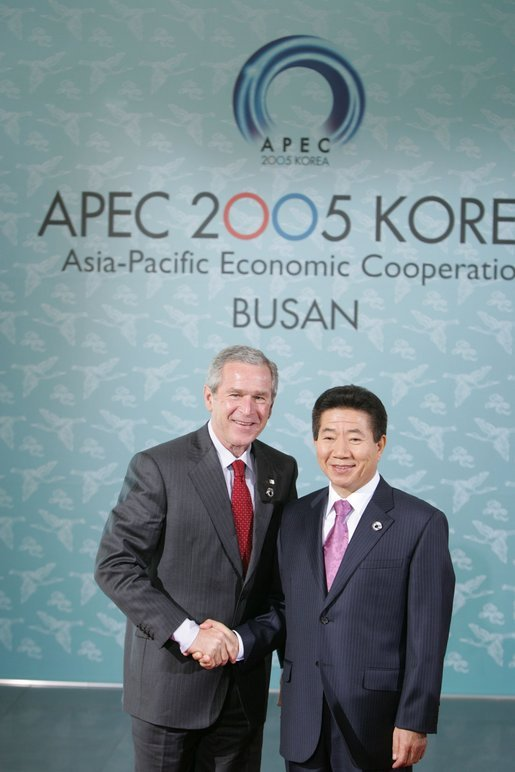
2005년 11월 18일, 부산에서 열린 APEC 정상회의에서 부시와 악수를 하는 모습.
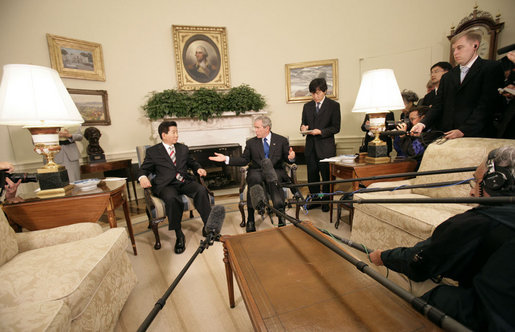
2006년 9월 14일의 백악관에서 부시와 정상회담을 하고 있는 노무현(왼쪽).

2007년 9월 호주에서 아시아·태평양 경제협력체(APEC) 정상회담이 열렸을 때, 당시 노무현은 부시에게 "평화조약에 대해 더 분명히 말해 달라"고 여러 차례 외교적 결례에 해당하는 요구를 하자, 부시가 짜증내는 사태까지 발생했다. 워싱턴 정가의 소식을 전하는 넬슨리포트는 "노 대통령의 의전상 결례에 대해 부시 대통령뿐 아니라 현장의 (미국) 기자들도 놀란 것 같았다"라고 전했다. 양국의 외교관들이 서둘러 진화에 나섰지만 두 정상 간의 껄끄러운 궁합을 보여주는 상징적 사건이 되었다.
2008년 2월 마이클 그린 전 미 NSC 선임보좌관은 인터뷰에서 "노무현 대통령의 한미동맹에 대한 그의 기여는 전두환·노태우 이상이다. 그가 퇴임하는 2008년 2월 현재 한미 동맹은 훨씬 강하고 좋아졌다. 노 대통령은 미국·영국 다음 가는 대규모 이라크 파병에다 한미 자유무역협정(FTA)체결, 주한미군 용산기지 이전 등 정책적으로 한미 동맹에 크나큰 기여를 했다"라고 평가하였다.

#### 대일 관계

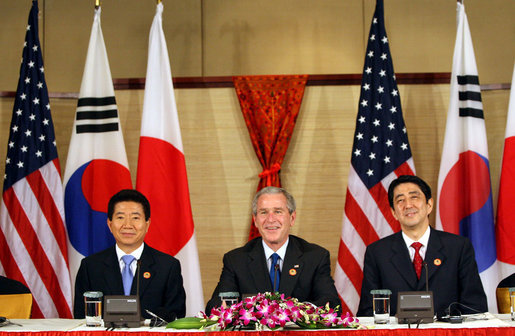
조지 부시 미국 대통령과 아베 신조 일본 총리와 함께 한 노무현

고이즈미 준이치로 정권 출범 이후 일본의 우경화 추세에 맞물려서 일본과의 관계는 악화일로를 걸었다. 2004년 3·1절 치사에서 그는 제2차 세계 대전 당시 전쟁을 일으켰던 A급 전범들의 위패가 안치된 야스쿠니 신사 참배와 관련하여 일본의 지도자(구체적으로 적시하지 않았지만 문맥상 고이즈미를 가리킨다고 판단됨)를 강하게 비판했다. 이는 야스쿠니 신사 참배에 대한 국민 감정을 대변하려는 것이었지만, 보수 언론 및 야당으로부터 감정적 대응이라는 비판을 듣기도 했다.
2005년 야치 쇼타로 일본 외무성 사무차관이 한국의 야당 의원들과의 대담에서 북핵 문제와 관련하여 대북 유화 정책을 지속하려는 노무현 행정부를 비판하자 김만수 청와대 대변인이 외교적 결례로서 공식 항의하는 일도 벌어졌다. 2006년 일본의 시마네현이 "다케시마의 날"을 제정하는 등 독도 문제에 관해 일본과의 긴장이 높아가자 4월 25일에는 특별 담화를 발표하여 일본에 대해 강하게 경고했다. 아베 정권 출범 이후로도 점점 우경화되는 일본과 마찰을 빚는 일이 빈번해졌다. 그는 또 3월 23일에 일본의 행태를 "더 이상 묵과할 수 없는 사태"로 규정하고 독도 문제에 대해서는 "지난 날 침략을 정당화하고 대한민국의 광복을 부인하는 것"이라고 성토하면서 외교적 갈등이 시작되었다.
2006년 11월 APEC 정상회의와는 별도로 열린 아베 신조 총리와의 양자 회담에서 동해를 예를 들어 '평화의 바다' 또는 '우의의 바다'로 부르면 어떻겠느냐고 제안했다고 청와대가 확인했다. 그러나 청와대측은 정식으로 제안한 것이 아니라 "발상의 전환의 한 예로 든 것을 언론이 전격 제안으로 보도했다"라고 해명했다.
미국의 UPI 통신은 '한국, 동해를 놓고 제안을 했다'란 제목의 기사에서 "한국과 일본 사이의 바다(명칭)에 대한 타협안으로 노무현 대통령이 '평화의 바다'로 바꿔 부를 것을 제안했다"라고 보도했다. 이 같은 제의는 외교ㆍ안보 라인과 사전 협의도 거치지 않은 돌출 발언이었던 것으로 알려졌으며, 전문가들은 국제무대에서 국가 수장의 돌출 발언은 국익에 적잖은 문제를 초래할 수 있다고 지적했다. 노 대통령의 일관성 없는 대일 영유권 시각도 문제가 있다는 지적이다. 한나라당은 "노 대통령은 국민의 자존심과 역사의식에 상처를 입혔다"며 "반역사적 발언에 대해 깊이 반성하라"고 지적했다. 네티즌들도 "한 국가의 최고 통치권자로서 적절치 못한 역사관 표명이었다"며 노 전 대통령을 비난했었다. 2007년 10월 발행한 '2007 방위백서'의 한글 번역본에는 독도를 다케시마로 표기하고 있다.
이와는 별개로 2003년 한일 정상회담 후에 가진 기자회견에서 '일본에서는 다케시마라고 하지요?'라며 독도를 '다케시마'라는 표현을 써 파문이 일었다. 일본 언론들이 이를 "한국 대통령이 일본의 견해를 용인?"했다는 식의 보도를 했다. 민주노동당 박용진 대변인도 논평에서 "일제 강점기 만행을 정부가 공식적으로 제기하지 않으면 누가 하겠는가"라고 반문했다. 그러나 청와대 대변인은 "기자가 '다케시마 문제'라고 질문에 언급해서 이를 받아서 설명하는 과정에서 '다케시마'라는 언급이 한 번 있었다"면서 기자의 질문을 받아 대답하는 과정에서 '독도'를 '다케시마'라고 표현했다고 이를 왜곡하는 것은 문제가 있다"고 불쾌감을 드러냈다.

### 취임 1년차 (2003년 2월 25일 ~ 2004년 2월 24일)

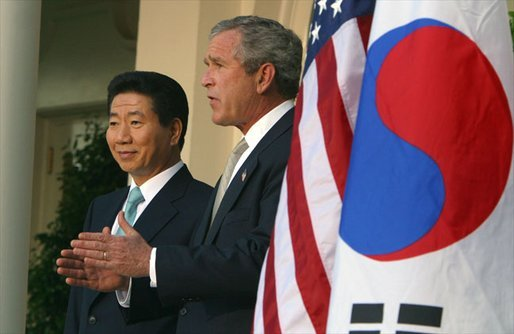
2003년 5월 14일, 미국 방문 당시 백악관에서 노무현과 부시 미국 대통령이 정상회담 직후 기자 회견하는 모습

2003년 2월 25일 노무현은 제16대 대통령으로 취임하였다. 이로써 참여정부가 출범하였다. 이튿날에는 고건 총리 임명 동의안이 국회에서 통과되었고, 또 이튿날에는 참여정부 조각 발표로 새 내각을 출범시켰다.
취임식 당일인 2003년 2월 25일에는 고이즈미 준이치로 일본 총리와의 정상회담, 5월 15일에 미국을 방문하여 부시 대통령과 백악관에서 정상회담을 하였다.
한편 3월 9일, 검찰 개혁의 향배와 검찰 인사를 놓고 검찰이 일선 검사들과 마찰을 빚자 노무현은 강금실 법무부 장관과 일선 검사들이 함께하는 '대통령과 전국 검사와의 대화'(토론회 명칭)라는 제목의 토론회가 방송 3사를 통해 전국에 생중계되었다. 이 자리에서 검사들은 검찰 개혁을 외치면서 대통령이 인사위원회도 거치지 않고 인사 개입을 하는 것은 검찰 개혁이 아니라며 대통령 검찰 인사의 부당성을 지적했으나, 노무현은 "지금 인사위원회에 앉아 있는 사람들이 모두 인사 대상"이라며 "여기서 인사하지 않으면 낡은 검찰로 몇 달 더 가자는 것"이라며 검찰 인사의 불가피성을 강조했다. 검사들의 친인척 의혹 등 부적절한 발언이 거론되자 대통령이 "이쯤 되면 막 하자는 거죠”라는 발언을 하였는데, 보수 언론은 이를 "이쯤 되면 막가자는 거죠"라고 구설수에 올렸다. 검사들은 토론회의 의도에 대해 "대통령께서 토론의 달인으로 알고 있는데, 토론의 아마추어인 검사들을 말로써 제압하려 한다면 무의미하다"는 비판을 했다. 당시 이 토론회는 권위적이고 군림하는 대통령이 아닌, 탈권위적인 '토론하는 대통령'을 보여준 모습으로 평가받았다.

#### 취임 초기
2003년 3월 20일 미국이 이라크를 침공하고 한국을 비롯한 동맹국에 파병을 요청하자 그는 "국익을 위해 파병해야 한다"라며 이라크 파병이 '전략적 선택'이라고 표현한 대국민 담화문을 발표했다.
한편 3월 24일에는 원칙대로 운용되지 못하고 자의적으로 운용되거나 국회의원들이 유용해 온 특별 교부금에 대해 폐지 또는 보통 교부금에 통합하는 등 개선을 명령했다. 그러나 2008년 12월까지 이러한 관행은 개선되지 않았다. 4월 18일에는 노무현의 지시에 따라 청남대가 개방되고 모든 관리권이 충청북도로 이관하였으며 현재는 관광지로 이용되고 있다.
그러나 노무현은 초기 어려움을 겪에 되었다. 5월 21일 각종 사회적 갈등이 봇물 터지듯 쏟아져 나오자 그는 "이러다가 대통령직 못해 먹겠다는 생각이, 위기감이 생긴다" 며 국정 운영의 어려움을 호소했다. 한편 2003년 9월에는 새천년민주당을 탈당하였다.
2004년 2월 25일 민주당은 참여정부 출범 1주년을 맞아 실패한 1년, 잃어버린 1년이라는 제목의 국정평가 보고서를 배포했다. 보고서에는 참여정부의 7대 비리의혹을 꼽았으며, 또한 노무현 대통령의 11가지 자질부족 사례를 꼽았다.
불법 관권선거 개입 사례로는 노무현의 양강구도 언급 등 총선관련 발언들과 군복무기간 추가단축 검토를 비롯한 행정부의 총선용 선심성 공약 남발 사례, 민주당 파괴공작, 총선 올인 등을 꼽았으며 이와함께 장관임기 보장 약속 파기, 대북송금 특검 수용과 정몽헌 현대아산 회장의 자살을 비롯한 사례 21가지 등 총 43가지 예를 들어 노무현 정부 1년을 혹평했다.

#### 위기돌파와 신행정 수도론
10월 청와대 총무비서관인 최도술이 SK그룹으로부터 비자금을 수수했다는 의혹이 터지고,10월 10일에는 대통령 측근 비리 의혹에다가 김두관 행정자치부 장관 해임 건의안 가결되었고, 윤성식 감사원장 임명 동의안 부결 등의 문제가 계속해서 발생하자 노무현은 청와대에서 열린 기자 회견에 "국민에게 재신임을 묻겠다"고 선언했다.
2003년 12월 29일 국회는 여야의 합의로 신행정수도법을 통과시켰다. 이후 2004년 1월 14일 그는 연두 기자 회견에서 "지난 수십 년간 끊어내지 못했던 정치와 권력, 언론, 재계 간 특권적 유착 구조는 완전히 해체될 것이며, 투명하고 공정한 사회로 성큼 다가설 것이다."라고 말했다. 그해 1월 16일에는 2003년 말에 국회에서 여야 합의로 통과된 신행정수도법을 공포했다.
2004년 1월에 노무현의 며느리인 배정민이 개인 홈페이지에 "150만 원짜리 유모차가 사고 싶은데 엄마 아빠(노무현, 권양숙 추정)에게 사 달라고 졸라야겠다."라는 글을 올린 이른바 유모차 해프닝이 벌어졌다. 그 뒤 항의가 일자 배정민은 결국 홈페이지를 폐쇄했다.

### 취임 2년차 (2004년 2월 25일 ~ 2005년 2월 24일)

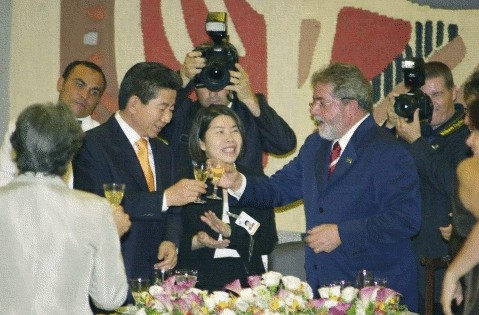
브라질 대통령 룰라와 만찬장에서 건배를 하는 노무현

2004년 노무현은 위기를 맞이하였다. 한나라당이 다수를 차지하던 국회는 새천년민주당의 주도 하에 그를 탄핵하였고, 이로써 헌정 이후 사상 처음으로 탄핵된 대통령으로 낙인찍혔다. 그러나 이 여파로 좌파진영이 국회의 다수를 차지하게 되었다.

#### 탄핵
2004년 3월 3일 중앙선거관리위원회는 민주당이 고발한 노무현의 열린우리당 지지발언에 대해 노무현 대통령이 선거중립 의무 위반이 있다고 인정하고 선거중립의무 준수요청을 했다. 민주당은 이 조치를 근거로 노무현이 선거법 위반에 대해 사과하지 않으면 탄핵을 발의하겠다며 야3당과 함께 노무현 대통령 탄핵 소추를 추진하기 시작했다.
같은 달 그의 형인 노건평이 대우건설 사장 남상국으로부터 청탁성 명목으로 뇌물을 수수한 사실이 언론에 보도되었다. 노무현은 언론 브리핑에서 "대우건설의 사장처럼 좋은 학교 나오시고 크게 성공하신 분들이 시골에 있는 별 볼일 없는 사람에게 가서 머리 조아리고 돈 주고 그런 일 이제는 없었으면 좋겠다"면서 남상국을 질타했고, 2004년 3월 11일 남상국은 한강에서 투신했다. 이 사건으로 노건평은 유죄가 인정되어 집행유예 판결을 받았다. 이와 관련해 일각에서는 남상국의 자살이 노무현에서 비롯됐다는 주장을 펴면서 노무현이 사과해야 한다고 주장했다. 민주당 송영길 최고위원은 국회에서 열린 최고위원회의에서 이 사건의 본질에 상관없이 무조건적으로 노무현 대통령을 마녀사냥하는 언론의 태도에 대해 비판하였고, 노무현 대통령이 기자회견을 통해 자신의 형에 대한 인사청탁에 대해서 관련된 당사자의 실명을 거론하며 공개적으로 비난한 부분에 대해서 적절치 못한 행동이라는 의견을 제시했다. 그 당시 송영길 의원은 열린우리당 소속으로 탄핵반대투쟁에 참가하였다.
3월 12일, 대한민국 국회가 찬성 193표, 반대 2표로 노무현 대통령 탄핵 소추안을 가결시켰다. 그로 말미암아 노무현의 대통령 직무 수행이 정지되고, 고건 국무총리가 직무 권한 대행의 역할을 맡았다.
그러나 노무현의 탄핵은 국민들의 불만을 키우는 요인으로 적용되었다. 탄핵 당일인 3월 12일부터 3월 27일 보름 동안 서울을 중심으로 전국 각지에서 '탄핵무효 부패정치 척결을 위한 범국민행동'(약칭 탄핵무효 국민행동)이 주도하는 노무현 대통령 탄핵 소추 무효를 주장하는 촛불 집회가 열린다. 3월 13일에는 가장 많은 인파가 촛불을 들고 탄핵 무효를 주장했는데, 주최 측 추산 10만, 경찰 추산 5만 명의 인파가 모였다. 한편 80여 개의 보수 단체로 이루어진 '바른선택 국민행동'이 주도하는 탄핵 찬성 집회도 3월 27일에 2000여 명(경찰 추산)이 운집한 가운데 이루어졌다.
이후 한나라당을 비롯한 보수세력들은 국민들의 반감을 사고 말았다. 이 영향으로 '정신적인 여당'인 열린우리당이 탄핵 후폭풍으로 지지도가 크게 상승하였고, 4월 15일에 치러진 17대 총선에서 단숨에 152석을 차지해 제1당이 되었다. 이로써 헌정 이후 사상 처음으로 진보세력이 중심이 되는 국회가 출범하였고, 국민들의 큰 기대를 얻었다. 이후 5월 14일 헌법재판소는 노무현 대통령 탄핵 심판 사건을 기각했다. 그러나 헌법재판관들의 개별 의견은 공개되지 않았다.

#### 새로운 여당의 탄생
같은 해 5월 20일 노무현은 1당이 된 열린우리당에 "수석 당원"으로 입당하여 열린우리당은 공식적인 여당이 되었다. 같은 해 8월 11일에는 1월에 공포한 신행정수도법에 따라 국회는 신행정수도를 연기군과 공주시의 일부를 신행정수도의 입지로 정했다.
한편 8월에는 노무현에게 숨겨놓은 딸이 있다는 악성 댓글을 인터넷에 올린 혐의로 기소된 H(49세) 씨에 대해 징역 1년 3개월을 선고했다. 재판부의 증거 조사 결과 그런 사실은 없는 것으로 확인됐다.
2004년 10월 21일 헌법재판소는 "신행정수도특별법은 서울을 수도로 보아온 관습헌법에 어긋나는 일"이라며 수도 이전은 위헌이라는 판결을 내렸다. 수도는 서울이라는 것이 관습 헌법에 해당하므로, 수도 이전을 위해서는 헌법 개정을 통해 수도의 위치를 삽입하거나, 수도가 서울이라는 법적 확신이 소멸해야 한다는 것이다. 헌법재판소는 8:1로 위헌 판결을 내렸지만 '관습 헌법'이라는 일반에 생소한 개념까지 동원하며 헌법재판소에서 기각되자 수긍할 수 없다는 일부 여론이 있기도 했다. 어쨌든 이에 따라 그가 선거 공약으로 내걸었던 행정수도 이전이 차질을 빚게 된다.
같은 해 12월 16일 FTA 추진 지시를 내렸다.

### 취임 3년차 (2005년 2월 25일 ~ 2006년 2월 24일)

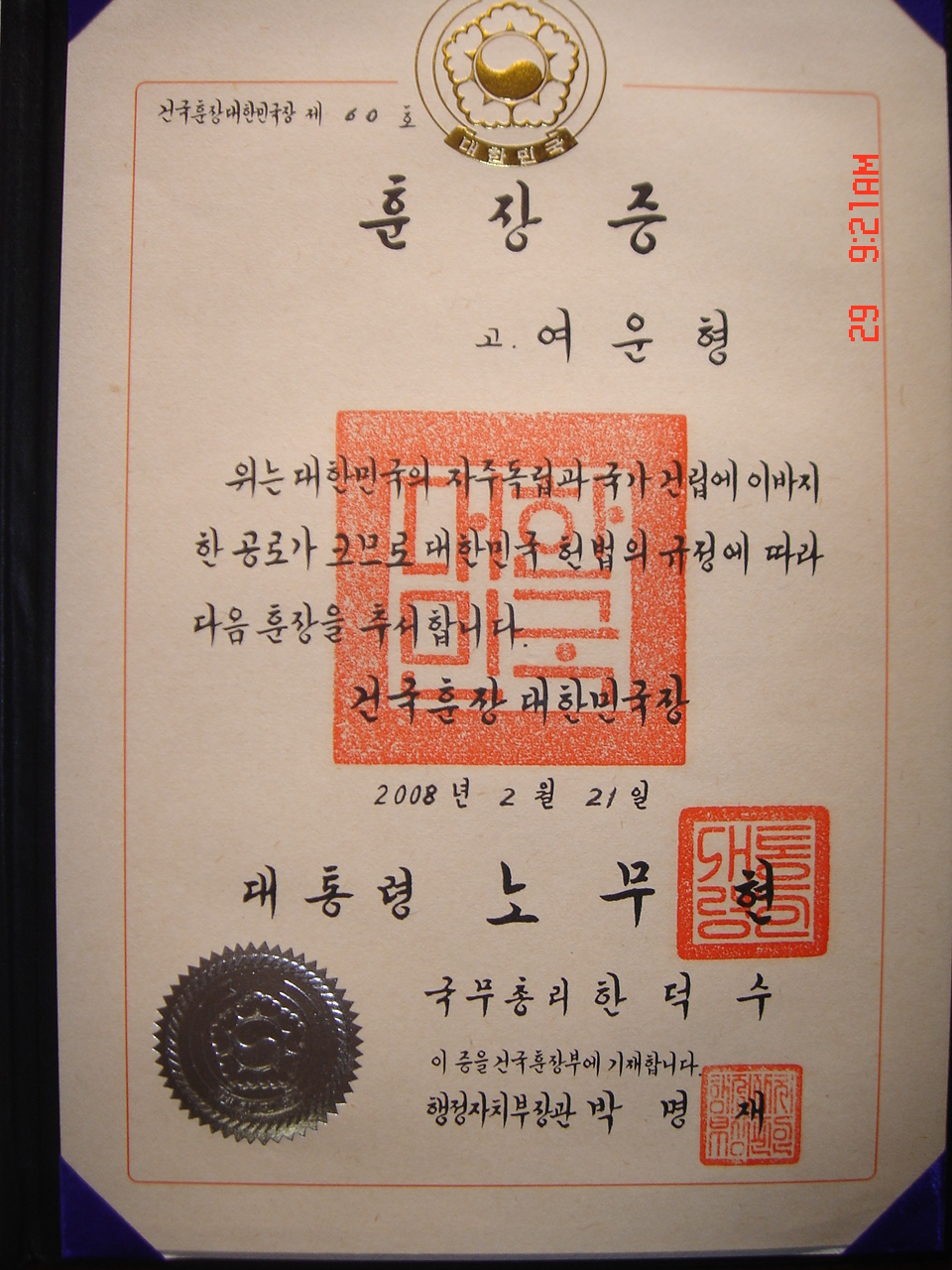
2008년 몽양 여운형의 건국훈장증.

- 2005년 3월 2일, 행정도시 특별법이 국회에서 가결되었다. 행정도시 특별법은 신행정수도특별법이 헌법재판소에서 위헌 판결이 나자, 몇몇 부분을 수정한 뒤 입안한 법이다.
- 2005년 2월 14일, 그가 직접 고안한 청와대 업무관리시스템 'e지원'이 노무현과 청와대 업무 혁신 비서관인 강태영 등 시스템 구축에 관여한 5명 명의로 특허를 출원해 특허를 취득했다. 2005년 7월 행정자치부에 시범 도입됐다.[113]
- 2005년 3월 7일, 중국과 일본의 역사 왜곡과 영유권 주장 등 일본과 중국의 역사 왜곡에 체계적으로 대응하기 위한 동북아 역사재단을 지시, 설립하였다.[114]

- 2005년 3월 13일 새로 개관한 리움 미술관을 방문하여 이건희 회장 내외와 함께 부부 동반으로 건물 입구에서 취재진들을 향해 사진 촬영을 하고 미술관을 관람하였다.[115]
- 2005년 6월 29일, 헌법재판소법 개정안이 통과되어 탄핵 심판에서도 소수 의견 공개가 의무화되었다.[116]
- 2005년 8월 3일, 국가보훈처는 광복 60주년을 맞아 사회주의 계열 독립운동가 47명을 포함한 214명의 순국선열과 애국지사에게 서훈이 추서되었다. 지난 3·1절 여운형 등 54명의 사회주의 계열 독립투사 서훈에 이어 주요한 사회주의 활동가에 대해 재조명해 뒤늦게 서훈이 추서되었다. 하지만 보수파의 반대와 훈격 논란이 일기도 했다.[117].

### 취임 4년차 (2006년 2월 25일 ~ 2007년 2월 24일)

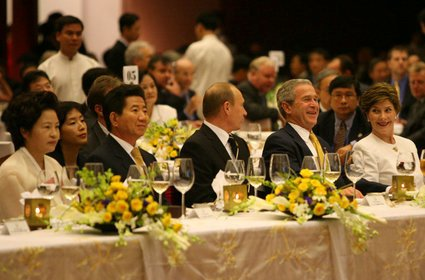
2006년 11월 18일, 권양숙과 노무현(왼쪽에서 각각 첫 번째와 두 번째)이 APEC 정상 회의 직후 오찬장에서 푸틴 러시아 대통령(가운데), 부시 미국 대통령과 함께 있는 모습.

- 2006년 3월 23일, 노무현은 청와대 영빈관에서 네티즌들과 "국민과의 인터넷 대화"를 갖고 포털 사이트를 통해 온라인 생중계로 대국민 토론회를 진행했다. 사회 양극화 문제와 주요 국정 현안에 대한 입장을 밝혔다. '양극화, 함께 풀어갑시다' 등의 주제로 이날 오후 1시부터 네이트, 다음, 야후, 엠파스, 파란 등 5개 포털사이트가 생중계했다. 세계 최초로 시도된 인터넷을 통한 전자 민주주의 구현에 초석을 쌓은 '사건'이다.[118][119]
- 2006년 5월 8일 스승의 날을 앞두고 SBS-리얼미터가 조사한 결과에 따르면 우리나라 전·현직 대통령 가운데 담임 선생님으로 모시고 싶은 사람으로 노무현이 3위를 차지했다. 1위는 박정희(36.6%)로 꼽혔고 2위는 김대중(25%), 4위 전두환(6.5%), 5위 김영삼(4.3%) 순이었고 꼴찌는 노태우로 0.8%를 기록했다. 한편 학창시절 선생님 속을 가장 썩였을 것으로 생각되는 대통령 1위는 노무현(30.5%)이 차지했고, 전두환(27.4%), 김영삼(15.7%), 김대중(7.8%), 노태우(7.2%) 순으로 그 뒤를 이었다.[120]
- 2006년 6월 3일, 미국에서 4월에 귀국한 딸 노정연이 딸을 출산했다. 이로써 노무현은 친손녀 1명, 외손녀 2명 등 손녀 3명의 할아버지가 됐다. 청와대 관계자는 "원정출산에 대한 사회적 시각이 곱지 않은 점을 감안해 노정연 씨가 곽 변호사와 상의해서 한국에서 출산키로 결정한 것으로 알고 있다"라고 말했다.[121]
- 2006년 11월 30일, 노무현은 여당 내 신당 창당 움직임에 대해 "나는 신당을 반대한다. 말이 신당이지 지역당을 만들자는 것이기 때문이다"라며 신당 창당에 반대했다. 이어 "당적을 유지하는 것이 당을 지키는 데 도움이 된다면 그렇게 할 것이고, 탈당을 하는 것이 당을 지키는 데 도움이 된다면 그렇게 할 것이다"라고 말해 열린우리당 사수 의지를 피력했다. 그는 "다시 지역당 시대로 돌아갈 수는 없다. 지역당으로는 어떤 시대적 명분도 실리도 얻을 것이 없다"라고 지적했다.[122]
- 2006년 12월 6일 5.7%대의 낮은 지지도를 기록하였다. 이는 당시까지 재임했던 대한민국의 대통령 가운데 최저치였다.[123] 이는 그 당시까지 역대 최저치였던 임기 말 김영삼 전 대통령의 8.4%보다 2.7%포인트 낮은 수치였다.[123] 2006년 12월 헤럴드 경제는 여론조사기관인 '케이엠조사연구소'에 의뢰하여 노무현 정부에 대한 '최근 국정현안에 대한 국민의식 조사'를 설문 실시했다. 이 조사에서 '노 대통령의 국정운영에 대해 어떻게 평가하느냐'는 질문에 대해 '매우 잘한다'는 1.0%, '잘한다'는 4.7%로 집계돼 국정운영 지지도는 5.7%에 불과했다. 반면 '못한다'(37.0%), '매우 못한다'(27.7%)는 부정적인 답이 주류를 이뤘으며 '보통이다'(29.6%)는 응답도 많았다.[123] 이번 조사와 유사하게 시행된 한국사회여론연구소 조사에 따르면 노무현의 지지도는 지난 5월 9일 31.0%로 정점에 달한 후 8월 16일 20.6%, 10월 24일 12.9%, 11월 14일 11.0%로 하락 추세를 보여왔다.[123]
- 2006년 12월 8일, 기자 회견에서 북한이 "미국이 한국 내 핵무기를 배치하고 있다"고 거듭 주장하고 있는 것과 관련, "북한은 미국이 한국에 핵무기를 배치하고 있다고 믿고 있기 때문에 핵개발을 포기하지 않는다는 언론 보도에 대한 의견을 말해 달라"는 질문에 "한국에 미국의 핵무기는 없다"며 "미국의 핵우산이라는 것은 한반도에 핵무기를 두는 것을 전제로 하는 것이 아니라는 점은 공지의 사실"이라고 말했다.[124]
- 2007년 1월 9일, 노무현은 그간 5년 단임제에서 4년 연임제로 헌법 개정을 제안했다.[125]
- 2007년 2월 22일, 그는 집권 여당인 열린우리당 탈당을 선언, 이와 함께 한명숙 국무총리가 3월 초순께 총리직에서 물러나 당으로 복귀하기로 했다. 한편 노무현은 이날 당을 떠나겠다는 의사를 표시하면서 '탈당' 대신 '당적 정리'라는 표현을 썼다.[126][127]

### 취임 5년차 (2007년 2월 25일 ~ 2008년 2월 24일)

제2차 남북정상회담에서 김정일 국방위원장과 악수하는 노무현 대통령

- 2007년 1월 23일, 신년 연설에서 그는 "권력형 비리는 없고 밀실, 측근 가신 이런 말도 사라졌다"라고 말했다.[97]
- 2007년 2월 28일, 열린우리당을 탈당했다.
- 2007년 6월 3일, 참여정부 평가포럼(약칭 참평포럼) 특강이 열린 서울 양재동 교육문화회관에서 강연하였다. 참여정부와 역대 정부의 성장률, 수출 증가, 주가 추이 등에 대한 지표를 조목조목 들면서 "어느 정부와 비교해서 실패라는 얘기냐"라고 반박했다. 이어 "아무런 전략도 없이 참여정부의 성과를 파탄이니, 실패니 공격하는 것만으로 우리 경제를 일류로 만들 수 없다"라며 한나라당과 이명박, 박근혜 대선 주자를 비판하였다.[128]
- 2007년 6월 8일, 참여정부 평가포럼에서 한나라당 후보들에 대한 내용을 발언하였고, 한나라당은 노무현을 선거법 위반으로 선거관리위원회에 고발하였다. 이에 선거관리위원회는 선거 중립 위반이라고 결정했다. 노무현은 그 결정에 대해 선거 중립 의무에서 "어디까지가 선거운동이고 정치중립인지 모호한 구성요건은 위헌"이며, "세계에 유례가 없는 위선적 제도"라고 주장했다.[129]
- 2007년 6월 10일, 6월 민주항쟁 기념일로 지정한 이래 처음으로 열리는 공식 기념식에서 노무현은 6월 민주항쟁은 국민의 정의와 민주주의가 승리했다는 점과 군사 독재의 시대를 끊어내었다는 점을 강조했다. 또 민주 세력의 분열과 수구 세력의 기회주의가 6월 민주항쟁의 성과를 반으로 깎아내리고 있음을 덧붙였다.[130] 이어 기득권 세력과 수구 언론이 개혁을 반대하고 진보를 가로막고 있음을 말하면서, "민주 세력 무능론까지 들고 나와 민주적 가치와 정책이 아니라 지난날 개발 독재의 후광을 빌려 정권을 잡으려 하고 있다"라고 지적했다. 과거 언론 보도와 관련하여 수구 언론이 지난날 독재 권력의 앞잡이에서 지금은 그들 스스로 권력으로 등장해 민주 세력을 흔들고, 수구의 가치를 수호하는 데 앞장서고 있다고 말하며 "1987년 이후 숙제로 남아 있는 지역주의 정치, 기회주의 정치를 청산해야 한다"라고 강조했다. 그러나 "수구 세력에게 이겨야 한다는 명분으로 다시 지역주의를 부활시켜서는 안 될 것이고 기회주의를 용납해서도 안 된다"라고 말했다.[131]
- 2007년 9월 12일, 노무현은 제주도 서귀포에서 열린 '제주 혁신도시 기공식'에 참석하여 축사를 통해 "균형 발전 정책은 참여정부의 상징적인 국가 발전 전략"이라고 소개하였다. "균형 발전 정책이 국가의 정의로운 목표로 뿌리 내려 어떤 정부도 이를 흔들 수 없도록 해야 한다"라고 말하면서 수도권 규제 완화 등 과거로의 회귀를 주장하는 세력이 있고, 그에 따라 2단계 균형 발전 정책으로 세제 혜택 등 유인책을 제공하고 있음을 강조했다. 한편으로는 성공 여부는 그 지방의 역량에 달려 있음을 아울러 강조하면서 국토균형 발전 정책의 지속적이고 자발적인 추진을 강조했다.[132][133]
- 2007년 10월 2일 TV방송으로 생중계 되는 가운데 차량 행렬이 청와대를 아침에 출발하여 시청 앞을 지나 강변북로, 통일로를 쉬지 않고 달려 군사분계선에 도착하였다. 도로 위에 그어 놓은 노란색 표시선 20여m 전에서 차량을 하차 후 국가 원수로는 처음으로 도보로 군사분계선을 넘었다. 북측 지역으로 들어가서는 다시 차량에 탑승하여 평양으로 출발하였다.
- 2007년 10월 4일, 평양에서 남북 정상 회담을 개최하여 조선민주주의인민공화국 김정일 국방위원장과 함께 남북 관계 발전 및 평화 번영을 위한 선언을 발표하였다.[134][135] 흔히 10·4 남북정상선언 또는 2007 남북정상선언으로 불린다.
- 2007년 11월 8일, 노무현은 무안공항 개항식 후 나주 중흥리조트에서 열린 광주-전남 주요 인사 오찬 간담회에서 "호남 뭉치자는 말만 하며 저급한 말만 쓰는 호남지역 국회의원들과는 답답해서 일을 못해먹겠다"라고 말해 한동안 논란을 일으켰다.[136]
- 2007년 11월 12일, 서울대 등 서울지역 7개 대학 학생의 노무현 임기 5년에 대한 설문조사에서 대학생의 65.4%가 노무현이 국정수행을 잘못했다고 답했으며 그 중 14%는 매우 잘못했다고 지적했다. 아주 잘했다는 평가는 0.9%에 그쳤다.[137]

## 대통령직 퇴임 이후

### 퇴임 직후

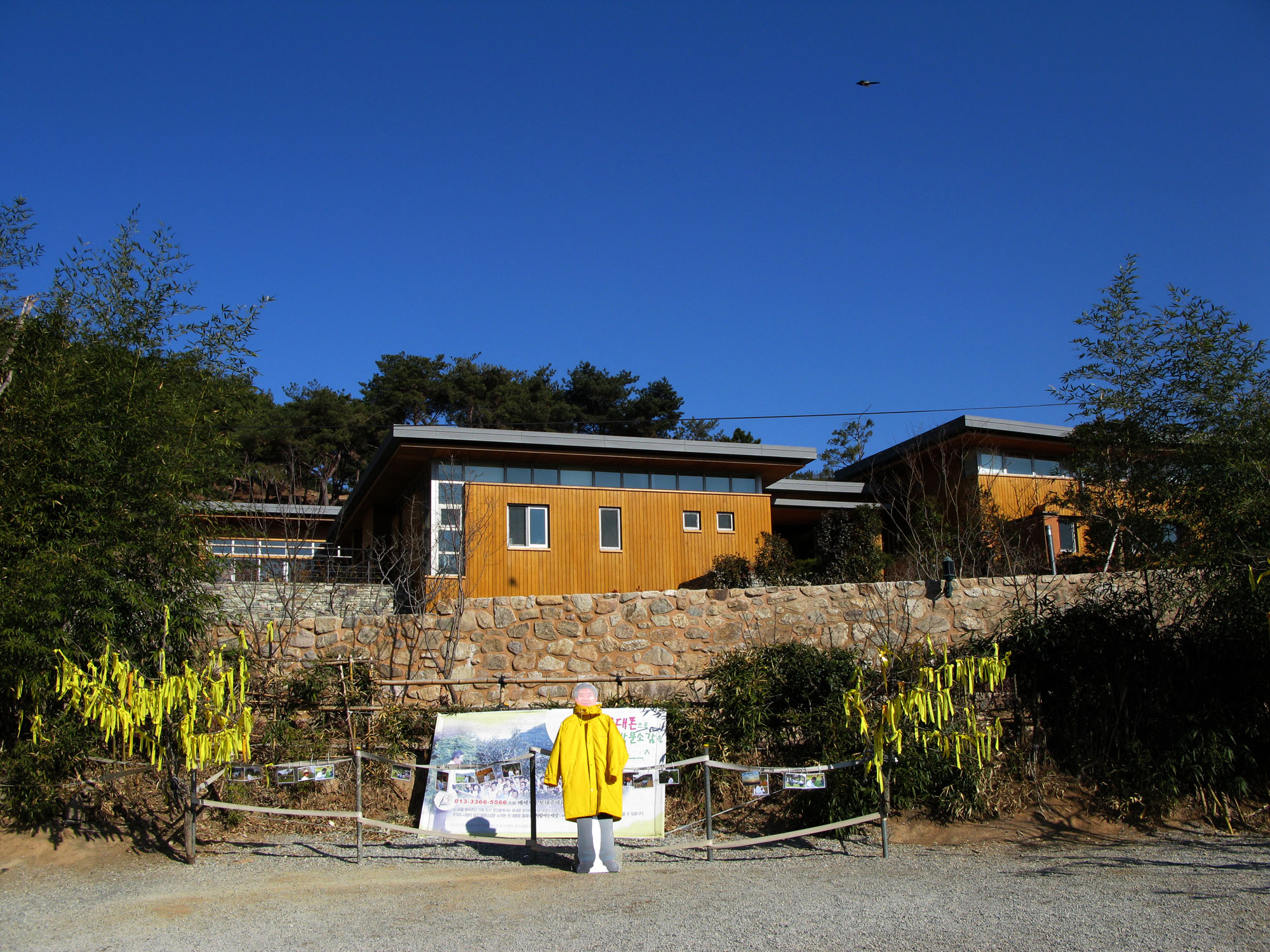
봉하 마을에 위치한 노무현 사저

2008년 2월 25일, 차기 대통령인 이명박의 취임식에 참석한 후 KTX를 타고 밀양을 거쳐 고향인 경상남도 김해 봉하 마을로 귀향했다. 그는 퇴임 후 고향으로 내려간 첫 대통령으로 꼽혔으며, 봉하 마을에 대한 관심이 누리꾼들에게 화제가 되었다. 노무현의 귀향으로 김해시 봉하 마을에 지지자 및 관광객들의 발길이 끊이질 않아 관광지로 급부상했다. 언론에 비친 모습을 통해 특정 누리꾼들에게 친근한 대통령으로 다가왔다. 또한 특정 네티즌들은 '노간지'라는 애칭을 붙여 줬다. 노무현이 봉하 마을 귀향 이후 관심을 갖고 추진한 사업으로 오리쌀 농법과 화포천 정화, 생태숲 조성 등 친환경·친농촌 생태사업이 있다.
원세훈 전 국정원장은 2009년 3월 노무현 전 대통령이 자신의 홈페이지에 한 토론글을 게시하자 곧바로 심리전단에 적극적인 대응을 하라고 지시한 것으로 드러났습니다.
2009년 3월 1일 홈페이지 '사람세상'에서 김수환 추기경의 선종 이후 추기경의 행적을 둘러싼 평가를 놓고 네티즌 사이에 논쟁이 일자 '민주주의와 관용과 상대주의'라는 제목으로 "민주주의 원리에서 가장 중요한 것은 관용"이라며 "서로 다름을 존중하고 대화와 타협을 통해 다름을 상호수용하고 통합할 줄 아는 사고와 행동이 필요하다 ... 우리가 국가보안법을 반대하는 이유는 그것이 관용이라는 민주주의의 원리를 훼손하고 있기 때문이고 우리가 강정구 교수의 처벌을 부정적으로 생각하는 이유는 그의 주장이 옳다고 생각해서가 아니라 민주주의 사회라면 그 정도의 발언은 용납돼야 할 자유이기 때문"이라는 내용을 게시하였다. 2009년 3월 3일 원세훈 국가정보원장은 내부 회의에서 심리전단에 해당 글을 언급하면서 적극적인 대응 심리전을 펼치라고 지시했다.

### 기록물 이관 논란
그는 대통령 임기를 마치고 자신의 사저인 봉하 마을로 귀향하였다. 이명박이 대통령으로 취임한 첫날에 노무현 정권 인사들이 고의적으로 청와대의 컴퓨터 시스템에 보안 장치를 걸어 새 정권이 시스템을 사용 못하게 막아 놓았다는 뉴스가 나왔고, 그 후 약 2주간 시스템을 사용하지 못했다고 한다. 알고 보니 단순히 화면 보호기에 암호가 걸렸으며, 이는 남아 있는 'e-지원' 담당자에게 물어보면 충분히 알 수 있는 일이었다고 한다.
- 2007년 12월 20일, 남상국의 처 김선옥과 동생 등 유가족이 남상국의 명예훼손 혐의로 소송을 제기하였다.[146] 이는 노무현의 당시 그의 실명을 언급하며 "대우건설 사장처럼 좋은 학교 나오시고 크게 성공하신 분들이 시골에 있는 별 볼일 없는 사람에게 가서 머리 조아리고 돈 주고 그런 일 이제는 없었으면 좋겠다"라고 한 것이 원인이 됐다.[147] 당시 노무현의 공개적인 발언 직후 남상국은 자살했다.

2008년 4월 20일, 그는 광주광역시 북구 오치동에 위치한 노씨 문중 선산에서 열린 종친회 삼릉단 제종회 대제에 참석해 제관인 초헌관 자격으로 제를 지냈다. 같은 날 오후에는 국립 5·18 민주묘지를 참배했다.
2008년 7월, 국가기록원과 뉴라이트 전국연합에서 대통령 기록물을 사사로이 봉하 마을로 옮긴 건에 대하여 검찰에 불법적인 '무단 유출'로 기록물에 관련된 전 비서관과 행정관들을 고발하여 수사가 진행되었다. 기록원의 고발 조치에 대해 노무현 측 비서관인 김경수는 "청와대와 정부의 목적이 기록 회수가 아닌 참여정부 흠집 내기였음이 분명해진 것"이라고 밝히며 "참모진과 향후 대응 방안을 논의하겠다"라고 말했다. 검찰이 대통령 기록물 유출 실체 규명에 나서게 됨에 따라 신·구 정권 간 대립과 갈등이 격해질 것이라는 시각도 있다. 한편 회수 조치를 하는 와중에 기록이 담긴 하드디스크(데이터)뿐만 아니라 노무현이 개인 자금으로 구매한 e-지원 시스템 서버(하드웨어)까지 반환하라고 요구했고, 노무현 측은 개인 재산이라는 이유로 거부했다. 이때 대통령기록물 관리에 관한 법률 제17조 5항에 따르면, 전직 대통령 및 전직 대통령이 지정한 대리인은 대통령 기록물을 열람할 수 있고, 그것이 비밀로 지정되어 있지 않다면, 그것을 출판하거나 언론매체에 공표할 수 있다고 규정되어 있다(다만 이 조항은 2010년 2월 4일 개정되었다). 그러나 법률 내용에도 불구하고 외부로 반출하여 지정되지 않은 장소에 보관하는 것은 기록물의 관리 및 보안상 유출 우려가 있어 인정할 수 없다는 것이 법학자들의 다수 견해가 있었다.
2008년 9월 18일, 그는 건전한 토론 문화 조성을 취지로 인터넷 토론 사이트 '민주주의 2.0'을 개설했다. 노무현 측은 사용자 참여 중심의 인터넷 환경인 '웹 2.0'에서 착안한 이름으로 체계적 토론을 통해 더 나은 민주주의 공동체를 만들어 가자는 뜻을 담고 있다고 설명했다.
2008년 10월 17일, 한국 정치학회와의 인터뷰에서 자신에게 위협이 되는 보수주의를 비판하였다. 2008년 10월 21일, 보수적 성향의 시민단체인 자유시민연대(대표회장 이강욱)는 노무현을 국가보안법 및 대통령 기록물 관리에 관한 법률 위반 혐의로 서울중앙지검 첨단범죄수사부에 소송을 제기하였다.
노무현과 관련한 기록물 유출 의혹 사건은 훗날 2009년 10월 29일 노무현의 자살로 인하여 검찰에서 불기소 종결했다.

### 뇌물 수수 혐의 검찰 수사

#### 배경
2007년 12월 이명박은 대통령 당선 직후, 문재인 당시 청와대 비서실장에게 전임자가 존중받는 전통을 만들겠다고 피력하여 전임 대통령에 대한 정치보복 가능성을 배제하였고, 복수의 정관계 관계자들은 이 시기 전임자와 후임자의 관계는 나쁘지 않았다고 증언하였다. 그러나 2008년 5월부터 미국산 쇠고기 협상 반대 시위와 광우병 괴담 파동으로 이명박 정부 출범 초기 국정에 큰 차질을 빚게 되자 상황은 바뀌게 된다. 청와대 관계자들의 증언에 의하면, 이명박 정부는 정황상 이 사태의 배후의 중심에 친노세력이 있다고 판단하였고, 2008년 7월 한상률 국세청장으로 하여금 박연차를 비롯한 노무현 주변의 측근들에 대한 강도 높은 세무조사를 진행하도록 하여, 전임자에 대한 방침을 급선회하였다.
이후 노무현은 부인과 자녀 등이 노무현의 퇴임 후 금품을 수수한 혐의가 드러나 검찰 수사를 받게 되었다.

#### 수사 과정
2008년 10월, 박연차가 정관계 인사 등에게 로비를 벌였다는 의혹이 제기되었다. 이때 이명박의 친형 이상득 의원이 로비 상대로 거론되었다. 2008년 12월 4일, 노무현의 친형 노건평은 세종증권 매각비리 의혹과 관련, 농협의 인수 청탁과 함께 29억여 원을 받은 혐의로 영장 실질 심사를 거쳐 구속 수감되었다.
2008년 12월 5일, 자신의 친형인 노건평의 비리 사건에 대해 "내가 사과하면 형님의 죄를 인정하는 것"이라며 대(對)국민 사과를 거부하였다.
2009년 3월 26일, 이호철 전 민정수석과 정윤재 전 비서관이 금품을 수수했다는 오보를 문화일보 등에서 보도하였다. 이때 노무현 게이트라는 말을 문화일보에서 처음으로 사용했고, 이로 말미암아 이호철 및 정윤재로부터 명예훼손에 따른 손해배상 소송에 휘말렸다. 그해 4월 7일, 노무현은 검찰이 정상문 전 청와대 비서관을 체포하자 자신의 개인 공식 홈페이지에 부인 권양숙이 박연차로부터 돈을 받아 사용했다는 내용의 사과문을 게재했다. 그러나 사과문에 대해 한나라당 최고위원 박순자는 같은 날 기자 회견에서 "석고대죄를 해도 시원찮을 판에 노회한 승부수를 던지는 모습에 국민들은 참담한 배신감을 느끼고 있다"라며 비판하였다.
2009년 4월 9일 대검찰청 중앙수사부(검사장 이인규)는 박연차가 정상문 전 대통령비서실 총무비서관을 거쳐 10억여원(달러 포함)을 노무현의 부인 권양숙에게 전달한 사실을 확인했다. 해당 돈은 차용증이 포함되지 않았고, 박연차는 빌려준 것이 아니라고 진술했다. 검찰은 정상문에 대해 구속영장을 청구했으나, 4월 10일 새벽 법원은 영장 청구를 기각했다. 2009년 4월 10일 오전 9시, 검찰은 박연차의 홍콩 비자금 500만 달러를 송금받은 혐의로 노무현의 조카사위인 연철호를 체포했다.
2009년 4월 12일, 뇌물 수수 관련 혐의로 그의 부인인 권양숙이 검찰 소환 조사를 받았다. 이때 문재인은 변호인 자격으로 동행하였다. 같은 날 아들 노건호가 소환 조사 받았다. 4월 19일, 권양숙 여사가 빌려 썼다는 3억 원에 대해 ‘검찰이 거짓임을 확인’했다고 보도했다. 당시 권양숙 여사가 정상문 비서관에게 말해 박연차로부터 돈을 빌렸다고 진술했다. 그러나 12월 18일 정상문 유죄 판결문에서는 노무현이 3억 원을 빌렸다는 사실을 적시했다.
2009년 4월 22일, 검찰이 노무현에게 박연차의 정관계 로비 의혹 수사와 관련된 서면 질의서 7장을 발송했다. 그에 대한 답변서(진술서)를 4월 25일 노무현이 검찰에 전자 우편으로 먼저 제출했고, 검찰은 이것을 검토하였다.
2009년 4월 30일 오전 8시 노무현은 김해 봉하마을 사저를 출발, 오후 1시 20분 경 대검찰청에 피의자 신분으로 출석해 대검찰청 중앙수사부 1120호 특별조사실에서 오후 11시 20분 경까지 조사를 받았다. 노무현은 진술조서를 검토한 뒤 익일 오전 2시 10분쯤 청사를 나와 귀가했다. 노무현은 박연차로부터 2007년 6월 말 정상문 전 총무비서관을 통해 100만 달러를 받고, 2008년 2월 말 조카사위 연철호를 통해 500만 달러를 받은 혐의를 받았다. 또한 검찰은 정상문 전 총무비서관이 횡령한 대통령 특수활동비 12억 5천만원에 대해 보고를 받았는지, 박연차의 명품 시계 선물과 15억원의 차용증을 쓰게 된 경위에 대해서도 조사했다. 노무현의 조사는 주임검사인 우병우 중수1과장이 신문을 하였고, 직무관련성 부분은 김형욱 검사가, 100만달러 수수 혐의에 대해서는 이주형 검사가 조사했다. 또한 500만달러 수수 혐의와 특수활동비 12억 5000만원 수수 혐의에 대해서는 이선봉 검사가 조사했고, 이인규 중수부장과 홍만표 수사기획관은 조사 상황을 모니터로 지켜보며 실시간으로 지휘했다. 임채진 검찰총장은 자정까지 청사에 남아 수사 내용을 보고 받았으며, 노무현의 변호인 측은 문재인과 전해철 변호사가 번갈아 가며 변호했다. 수사팀은 오후 1시 40분 경부터 4시 10분까지 대통령의 직무와 권한, 박연차와의 관계에 대해 조사하였으며, 10분간 휴식한 뒤 박연차로부터 100만달러를 수수한 혐의에 대해 오후 6시 30분까지 조사를 진행했다. 저녁 식사 후 오후 7시35분부터 박연차로부터 500만 달러를 수수한 혐의, 정상문 전 대통령 총무비서관이 횡령한 대통령 특수활동비 12억5천만원, 박연차가 노무현 측에게 선물한 명품시계 등에 대해 조사했다. 검찰은 박연차의 베트남 화력발전소 사업 등에 도움을 준 대가로 600만 달러를 받은 게 아니냐고 신문했으나, 노무현은 대통령이 한국 기업의 해외 사업에 도움을 준 게 문제가 될 수 없다고 주장했다. 노무현은 2007년 박연차로부터 받은 100만 달러에 대해 채무를 갚는데 자신의 배우자 권양숙이 쓴 것이며, 대통령 재임 중 이같은 사실을 몰랐다고 진술했다. 100만 달러의 구체적인 사용처에 대해서는 서면 답변과 마찬가지로 밝힐 수 없다고 진술했다. 2008년 500만 달러를 받은 사실에 대해서는 대통령 퇴임 후에 알게 된 사실이며, 호의적인 투자일 뿐 자신과는 무관하다고 주장했다. 정상문이 횡령한 12억 5000만원에 대해서도 몰랐다고 진술했다. 검찰은 노무현의 조사에 앞서 금융정보분석원(FIU)에서 외화송금 거래 내역을 건네받아 2006∼2007년 권양숙이 다른 사람을 시켜 30만 달러 이상을 미국에 체류하던 장남 노건호와 딸 노정연에게 송금한 사실을 확인했다. 노무현은 기존 서면 답변과 같이 사실이 아니며 기억이 나지 않는다는 입장을 유지했으나, 검찰이 확보한 금융정보분석원 자료 앞에서는 흔들리는 모습을 보인 것으로 전해졌다. 노무현이 전반적으로 혐의를 부인함에 따라 검찰은 오후 11시경 노무현과 박연차의 대질 조사를 시도했으나, 노무현과 변호사 문재인은 전직 대통령에 대한 예우가 아니며 시간이 너무 늦었다고 거부해 11시 20분 경 조사를 종료했다.
2009년 5월 13일, 노무현의 부인 권양숙이 노무현의 회갑 선물로 받은 1억 원짜리 시계 두 개를 논두렁에 버렸다고 검찰에 진술하였다고 언론에 보도되었다. 이에 "부인·아들에 딸까지 돈을 받고 이제는 증거 인멸 시도까지 하느냐"며 강하게 비판하는 여론이 형성되었다. 검찰은 노무현이 검찰 조사에서 "논두렁"”이라는 말은 없었고, "집에서(권양숙 여사로부터) 버렸다는 말을 들었다"라고 진술했다고 확인했다. 2009년 5월 14일, 노무현의 딸 노정연이 받은 40만 달러를 놓고 검찰과 노무현 측이 진실 공방을 벌였으며, 검찰은 권양숙을 5월 16일 재소환하기로 했다.
2009년 5월 23일, 노무현이 자살함으로써 노무현에 대한 검찰 수사를 종료하였다.

#### 사후 수사 결과
2009년 6월 12일, 검찰은 23일 박연차 사건과 관련하여 노무현을 조사하던 부분을 '공소권 없음' 처분을 하고, 관련된 수사를 종결하기로 결정했다. 또한 박연차의 정·관계 로비에 관한 수사도 노무현의 장례가 마무리될 때까지 당분간 중단하기로 했다.
2009년 9월 9일, 해운회사로부터 비자금과 관련해 세무 조사를 무마해 달라는 청탁과 함께 거액을 받은 혐의로 기소됐던 정상문 전 청와대 총무비서관이 3심 모두 무죄 판결을 받았다. 2009년 9월 17일, 박연차가 여러 정치인에게 뇌물을 준 뇌물공여죄의 혐의로 1심에서 유죄 판결을 받았다. 그러나 노무현 및 그 가족과 관련해서는 뇌물 수수 혐의가 확인되었다고 발표했으나 기소하지 않았다. 이에 대해 보수 언론은 "노무현이 재판을 받았다면 유죄"라고 추정했다.
2009년 12월 16일, 이호철 전 민정수석과 정윤재 전 비서관이 금품을 수수했다는 문화일보의 기사 내용이 오보이므로 손해배상 및 정정 보도를 하라고 판결했다. 2009년 12월 18일, 박연차로부터 금품을 받은 정상문 전 청와대 총무비서관이 항소심에서도 유죄 판결을 받았다. 그러나 "(노무현을 위해) 15억 원이나 관리하면서 박연차로부터 노무현이 3억 원이나 빌릴 때에도 그 돈을 내놓지 않고 차명 계좌에 은닉하고 있었다는 것을 믿을 국민은 없다"라고 판시하였다.
2009년 12월 18일, 박연차로부터 금품을 받은 정상문의 재판 판결문에서 노무현이 박연차로부터 돈을 빌렸다는 내용이 포함되었다.
2010년 1월 8일, 세종증권 비리와 관련하여 관련자 가운데 다수가 무죄 판결을 받았다. 1월 14일, 세종증권 비리와 관련하여 노건평이 유죄 판결을 받았다. 2013년 1월 11일, 창원지검 결심공판에서 노건평은 변호사법 위반·업무상 횡령 혐의로 징역 5년에 추징금 13억5000만원을 구형 받았다.
2013년 1월 23일, 서울중앙지방법원은 노정연에게 외화 100만 달러를 불법 송금한 혐의로 유죄 판결을 내리고 징역 4월과 집행유예 1년의 형을 선고했다.
2013년 2월 20일 노무현이 자살한 것은 전날 거액의 차명계좌가 발견됐기 때문이라는 취지의 발언을 했다가 노무현재단에 의해 고소된 조현오 전 경찰청장이 징역 10월을 선고받고 법정구속됐다.
2013년 3월 29일 외화 밀반출 혐의로 재판을 받아온 노정연이 항소를 취하해 집행유예가 확정됐다. 항소가 취하됨에 따라 이 재판은 1심 선고인 징역 4월에 집행유예 1년이 확정됐다.
2013년 9월 4일 노무현의 딸 노정연의 '13억원 불법송금' 사건에 연루된 재미교포 경연희가 1심에서 벌금 1500만원을 선고 받았다.

#### 검찰 수사에 대한 평가
검찰 수사가 형평성을 잃었다는 비판이 제기되었으며, 여론 조사에서도 검찰 책임론이 대두되었으나, 검찰은 원칙대로 수사하였을 뿐이라 주장하였다. 사망 이후 '노무현 정권에 대한 정치 보복'이라는 말은 공공연해졌다. 또한 노무현의 죽음에 대해 민주당 천정배 의원은 "노무현 전 대통령의 서거는 권력기관의 사유화와 보수언론의 탐욕이 만들어낸 재앙이다"라고 말하여 보수 언론과 함께 검찰에게 책임이 있음을 강조하였다.
박연차 태광그룹 회장으로부터 시작된 검찰 수사는 노무현의 일가와 주변 인물에만 집중됐다는 지적이 있다. 정상문 전 비서관 구속으로 이어졌고, 대부분의 언론은 봉하 마을에 있는 노무현의 사저 앞에서 24시간 대기에 들어갔다. 노무현은 자신의 홈페이지에 "저의 집은 감옥입니다"라고 괴로운 심경을 드러냈다. 검찰이 박연차 회장으로부터 세무 조사 무마 청탁을 받은 것으로 알려진 이명박 대통령의 친형인 이상득 의원에 대해서는 혐의가 없어 수사 초기 단계에서 제외됐다는 점을 문제 삼았다. 이번 검찰 수사는 2008년 7월 '태광실업 특별 세무 조사'에 대한 한상률 당시 국세청장의 청와대 보고 후 시작됐다. 검찰은 여기서부터 현 정권 핵심의 의중에 따라 수사를 진행했을 가능성이 제기돼 왔었다. '정권의 하수인'으로 검찰이 노무현을 수사했다는 의혹이다. 그리고 검찰이 수사 과정을 언론에 피의사실을 공표하여 피의 사실 공표 금지법을 검찰 스스로 위반하였으며, 그 뒤 수사 과정에서 노무현 및 그 가족의 피의 사실 입증에 실패하자 스스로 '빨대' 논쟁을 일으키는 등의 무리수를 두었다는 지적이 있다. 검찰의 수사에 대한 비판은 한나라당 내부에서도 제기되었다. 한나라당 홍준표 의원은 "나는 가장 큰 실수가 노 대통령에 대한 신병처리 결정을 빨리 하지 않은 거라고 본다. 구속 여부를 신속하게 했어야지. 전직 대통령 수사를 하면서 이래저래 모욕감을 주는 행동을 한 셈"이라며 검찰을 비판했다.
그러나 이는 노무현 측근들의 지속된 거짓 증언 및 증거 인멸로 의심되는 행위를 하는 등 노무현 측근들이 스스로 자초한 측면도 있다는 지적이 있다. 한편에서는 그 물품 자체를 받은 사람이 노무현 부처가 아니라 노건평이었다는 주장도 있었다.
이후 검찰 책임론이 거세지자 임채진 검찰총장은 모든 책임을 지고 사표를 제출해 퇴임했고, 이인규 대검찰청 중수부장도 사표를 내 퇴임했다.
야당과 진보 성향의 시민 단체들은 검찰 수사에 대한 노골적인 비판을 가했으며, 검찰 수사와 관련된 시국 선언도 줄을 이었다. 대검찰청 홈페이지에는 검찰을 비하하는 '떡검'이라는 표현이 넘치며, 검찰을 견제하기 위한 공직자 부패 수사처를 신설해야 한다는 주장과 비판이 제기되었다. 그러나 보수 언론 및 시민단체에서는 전직 대통령이라도 법 위에 군림할 수 없고 죄를 지으면 누구나 처벌받을 수 있다는 원칙을 다시 세움으로써 대한민국이 법치국가임을 재확인했다고 주장했다. 그럼에도 불구하고 검찰은 노무현과 관련한 인물에 대해 그가 죽었다는 이유로 기소하지 않은 데 대해 이의가 제기되었다. 이는 예전에 노건평과 남상국 사이에 벌어졌던 뇌물 수수 사건에서 남상국이 자살했음에도 노건평을 기소한 예 와도 모순이 된다는 의견도 있으며, 검찰이 노무현과 관련한 사항에서 유죄가 확실하지 않았기 때문에 기소하지 않았다는 비판이 있다. 이와 별개로 검찰은 노무현의 아내인 권양숙의 거짓 증언이 사법 방해에 해당한다고 주장하면서 이를 근거로 뇌물 수수 혐의로 기소하려 했으나 노무현의 자살에 따른 동정 여론으로 인해 기소조차 하지 못했다는 비판도 있다. 앞서의 남상국 예와 같이 과거에 자살한 사람에 대해 그 상대방을 기소한 전례가 있기 때문이다. 다만 박연차와 권양숙이 관련된 자금에 대해서는 뇌물이 아닌 빌린 돈이라고 정상문 유죄 판결문에서 적시했다.
2015년 1월, 당시 수사를 담당했던 이인규는 그 당시 시계를 논두렁에 버렸다고 한 진술은 국정원의 조작이었으며, 피의사실을 과장하여 언론에 흘린 주체가 국정원이었다고 기자들에게 밝혔다. 이인규의 증언에 의하면 당시 검찰은 구속 수사를 염두에 두고 있었으나 국정원이 망신주기 여론전을 제안하였으며 이에 수사권 침해라며 검찰이 국정원 직원의 멱살까지 잡은 일이 있었다고 한다. 이인규는 그 당시 국정원의 행태는 공작 수준이었다고 주장했다.

#### 입장 표명
- "저희 집(권양숙 여사)이 박 회장의 돈을 받아 빚을 갚았다. 퇴임 직후 이 사실을 알았다"
- "해명과 방어가 필요하다. 사건의 본질이 엉뚱한 방향으로 간다"
- "강금원 모진 놈 옆에 있다 벼락 맞아"
- "한 사람의 인간으로서 호소합니다. 저희 집 안뜰을 돌려 주세요"
- 2009년 4월 7일, 개인 홈페이지인 '사람사는세상'에 "저와 제 주변의 돈 문제로 국민 여러분의 마음을 불편하게 해 드리고 있습니다. 송구스럽기 짝이 없습니다. 더욱이 지금껏 저를 신뢰하고 지지를 표해주신 분들께는 더욱 면목이 없습니다. 깊이 사과드립니다"라고 글을 올렸다.
- 2009년 4월 22일, '사람사는세상'을 폐쇄하고 '절필'을 선언, "나를 버려라"고 호소했다. "더 이상 노무현은 여러분이 추구하는 가치의 상징이 될 수가 없습니다. 저는 이미 민주주의, 진보, 정의, 이런 말을 할 자격을 잃어버렸습니다. 저는 이미 헤어날 수 없는 수렁에 빠져 있습니다. 여러분은 이 수렁에 함께 빠져서는 안 됩니다. 여러분은 저를 버리셔야 합니다"라고 글을 올렸다.[211]

### 죽음

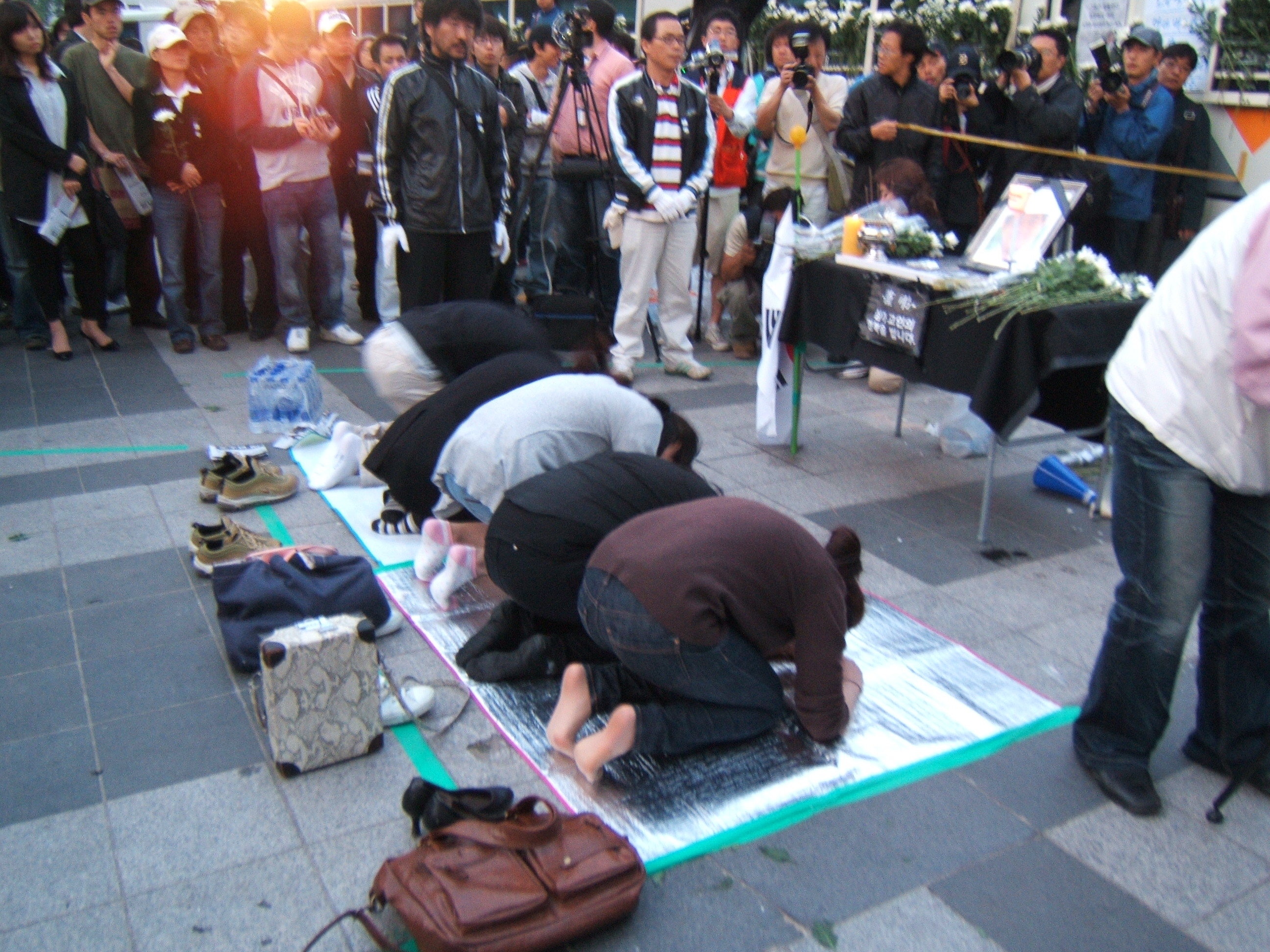
서울 덕수궁 대한문 앞에서 열린 추도식

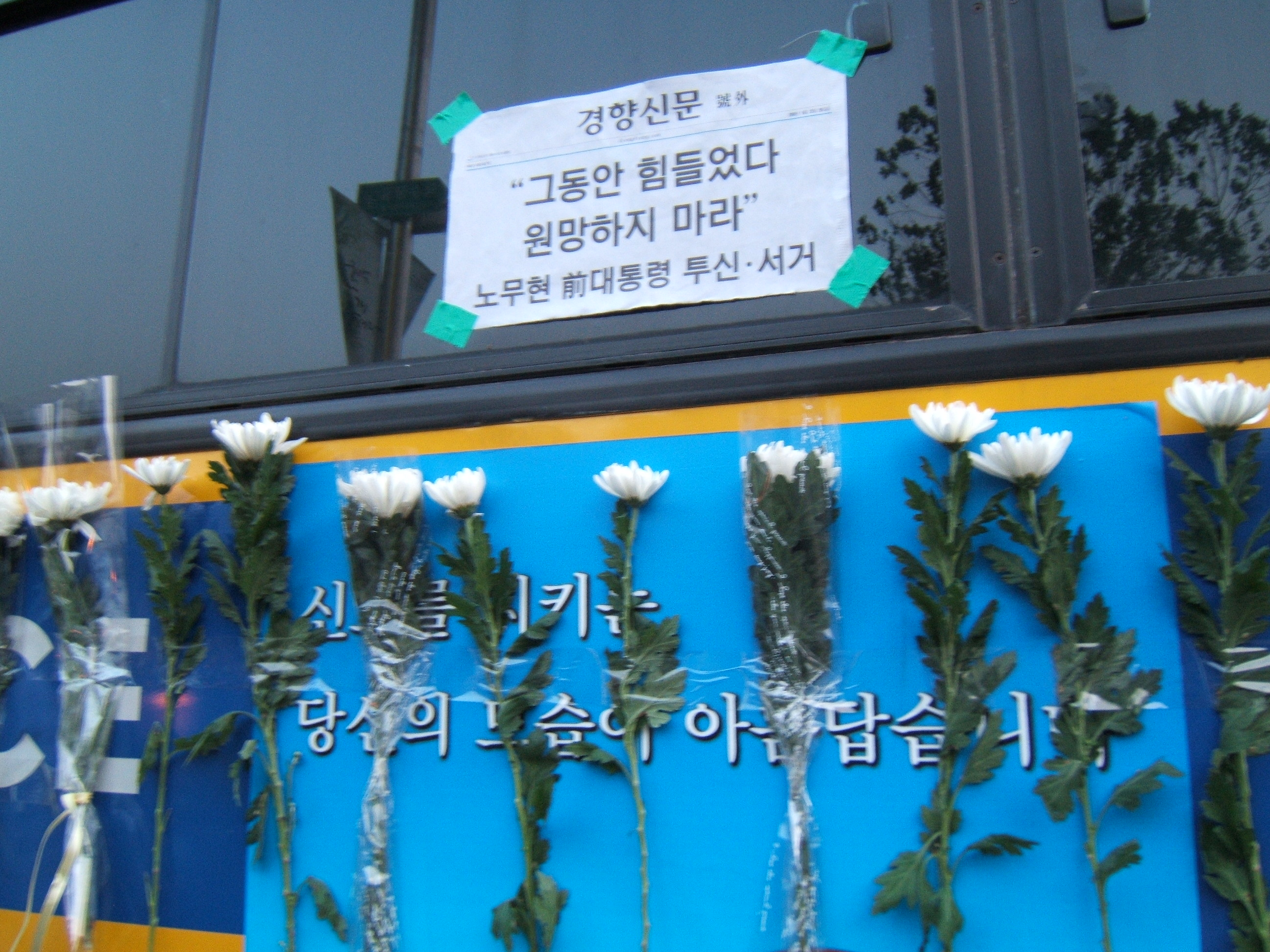
길을 봉쇄하고 있는 경찰 버스에 붙여 있는 국화와 경향신문 호외

2009년 5월 23일 11시 양산 부산대학교 병원 측은 노무현 전 대통령 사망의 직접 원인은 두부외상으로 판단된다고 말했다. 공식 발표에 의하면 23일 8시 13분 경 인공호흡을 시행하며 양산부산대병원 응급센터로 이송됐다. "도착 당시 의식과 자발 호흡이 없었으며, 심전도 모니터 상 박동이 없었다"라고 백승완 원장은 밝혔다. 백 원장은 "두개골 골절 등이 관찰됐으며 두부의 외상이 직접 사망원인으로 판단되고 늑골골절, 척추골절 등 다발성 골절도 관찰됐다"라고 말했다.
경남지방경찰청장은 "노무현은 수행 중이던 경호원 이병춘을 인근 정토사로 심부름을 보낸 후 자리를 비운 사이에 투신한 것으로 추정된다"라고 밝혔다. 그러나 경호원은 자책감 때문에 노무현이 "담배 있나? 저기 사람이 지나가네"라고 한 후 뛰어내렸다고 거짓 진술을 하기도 하였다. 하지만 이병춘이 진술을 번복하고, 경호관 사이에 있었던 휴대 전화 교신 기록이 발견되면서 이 같은 사실이 밝혀졌다. 경호관이 초기 수사에서 사망 당시 곁에 있지 않았다는 사실을 감추고 진술을 계속 번복한 것에 대해 경찰은 "경호 실패에 대한 문책을 두려워한 때문으로 보인다"고 설명했다. 노무현이 정확하게 언제 투신했는지는 알 수 없다. 사후 인터넷을 통해 일부 네티즌이 타살설과 유서 조작설 등 음모론을 언급하자 노무현의 유족과 측근은 이에 대해 불편한 기색을 드러냈다.
경찰은 노무현 전 대통령이 오전 8시50분께 사망한 것으로 밝혀진 가운데, 사망 원인이 '투신 자살'로 최종 확인했다. 노무현 전 대통령은 오전 6시 40분께 경호원과 함께 간단한 복장으로 사저 인근 뒷산으로 등산하던 중 10분 뒤 벼랑에 떨어져 크게 다쳤다. 노 전 대통령은 7시 인근 김해 세영 병원과 양산 부산대 병원(오전 8시10분)으로 호송됐으나 이미 상태가 다발성 골절로 소생할 수 없는 상황이어서 사망했다. 경찰은 노무현 대통령의 사망 원인을 실족사에 무게를 두고 조사했으나 집을 나설 당시 평소와 달리 권양숙 여사, 보좌관 등 측근에게 알리지 않고 경호원만을 대동한 점, 뒷산의 경사가 완만하다는 점 등을 종합해 투신 자살로 최종 공식 확인했다.
문재인 전 청와대 비서실장은 노무현 전 대통령의 사망 원인과 관련, 유서를 남겼다고 밝힘에 따라 자살 가능성이 거의 확실시 되고 있다. 문 전 실장은 기자들과 만나 "노 전 대통령은 봉하마을 뒷산에서 뛰어내렸다"면서 "가족 앞으로 유서를 남겼다"라고 확인했다. 김경수 비서관도 노 전 대통령이 유서를 남겼다고 밝혔다.
노무현이 5월 22일 검찰 소환 조사를 응하면서 '정치적 자살'을 선택했다고 평가했다. 또한 그가 극단적인 선택을 한 것은 결벽증에 가까운 정치적 자산이자 무기인 '도덕성'이 상처를 입고, 검찰의 수사 내용이 실시간으로 중계되면서 견디기 힘들 정도로 인간적인 모욕을 당했기 때문이면서 이와 함께 노무현은 자신으로 인해 자신들의 참모와 가족들까지 고초를 당하고 있는 것이 대해 부담을 느낀 것으로 보인다고 평가했다. 그의 극단적인 선택은 전직 대통령의 오욕과 비운의 역사를 끊어내려는 몸부림으로 해석할 수 있다면서 정권이 바뀌면 전 정권에 대한 '먼지털이식' 수사가 반복되는 현대사의 비극이라는 평도 있으며 '정치적 타살'이라는 비판도 있다.

#### 각계 반응 및 애도
이명박 대통령은 "참으로 믿기 어렵고 비통한 일"이라고 애도의 뜻을 표하고 "전직 대통령에 대한 예우에 어긋남이 없도록 정중하게 모시라"라고 지시했다. 정계나 학계, 시민단체는 보수와 진보를 가리지 않고 잇따라 공식 논평을 발표하고 애도의 뜻을 나타냈다. 서울에서는 네티즌과 시민들이 서울 도심에 분향소를 마련해 추모의 발길이 이어졌다.
후진타오 중화인민공화국 주석은 조문에서 "노 전 대통령은 나의 오래된 친구"라며 "재임 기간에 중국과 한국의 전면적 협력 동반자 관계 수립 및 발전을 위해 중요한 기여를 했다"라고 밝혔다. 원자바오 총리는 애도하면서 노무현의 대(對)중국 관계의 중시, 노무현의 솔직함과 성실함이 깊은 인상을 받았다며 한중 관계의 전면적 발전 추진을 위해 기울인 공헌을 기억하겠다는 소회를 덧붙였다. 미국의 버락 오바마 대통령은 긴급 애도 성명을 발표하였다. 이 성명에서 노무현 재임 기간에 한국과 미국 간의 '강력하고 활기찬'(strong and vital) 관계를 형성하는 데 기여했다며 애도의 뜻을 전했다. 아소 다로 일본 총리는 외상 시절 노 전 대통령을 만났던 기억을 떠올리며 애도했다. 영국의 엘리자베스 2세 여왕도 청와대에 애도 조문을 보내어, "지난 2004년 노 전 대통령의 영국 공식 방문은 한·영 양국 관계 증진에 중요한 이정표였다"라고 전했다. 반기문 국제 연합 사무총장은 사망 관련 성명을 발표하고 애도의 뜻을 표명하면서, "노 전 대통령은 민주주의 촉진을 위해 여러 가지 노력을 기울였다"라고 노 전 대통령을 칭송했다. 고든 브라운 영국 총리 역시 애도의 뜻을 전했다.

#### 유서
아래는 그가 투신 자살하기 전에 남긴 것으로 보이는 유서 전문이다. 이 유서는 사저의 컴퓨터에 "나로 말미암아 여러 사람의 고통이 너무 크다"라는 제목의 한/글 파일로 저장되어 있었다고 한다. 김경수 비서관에 따르면 이 유서 파일이 저장된 시간은 투신 1시간 19분 전인 오전 5시 21분이었다고 밝혔다. 한편 이 유서에는 돈 문제와 관련된 일부분이 누락되었다는 주장도 있으나 경찰은 조작설을 일축했다. 연합뉴스는 "유서 조작 의혹은 노 전 대통령의 측근이 유서에 담긴 내용이라며 전한 이야기를 일부 매체가 제대로 확인하지 않고 보도하면서 비롯된 혼선 때문이었던 것으로 확인되고 있다"면서 "삭제됐다고 주장하는 내용이 경찰의 공식 발표 이전에 일부 매체들이 보도한 내용과 거의 동일하기 때문이다"라며 평했다.
| “ | 너무 많은 사람들에게 신세를 졌다. 나로 말미암아 여러 사람이 받은 고통이 너무 크다. 앞으로 받을 고통도 헤아릴 수가 없다. 여생도 남에게 짐이 될 일 밖에 없다. 건강이 좋지 않아서 아무것도 할 수가 없다. 책을 읽을 수도 글을 쓸 수도 없다. 너무 슬퍼하지 마라. 삶과 죽음이 모두 자연의 한 조각 아니겠는가? 미안해하지 마라. 누구도 원망하지 마라. 운명이다. 화장해라. 그리고 집 가까운 곳에 아주 작은 비석 하나만 남겨라. 오래된 생각이다. | ” |

#### 언론 책임론 공방
그의 사망은 또한 '언론 책임론'을 불러 일으켰다. 검찰의 몰아붙이기식 수사도 문제였지만, 이를 "받아쓰기"하듯이 그대로 전달하거나, 한발 앞서 검찰 수사의 방향까지 제시한 언론 은 여론 조사에서 "노 전 대통령의 사망에 언론의 책임이 크다"는 쓴소리를 들어야 했다. 또한 천정배 의원은 "노무현 전 대통령의 서거는 권력기관의 사유화와 보수언론의 탐욕이 만들어낸 재앙이다"라고 말하여 검찰과 함께 보수 언론에게 책임이 있음을 강조하였다.
보수 신문은 "일부 세력은 신문과 방송이 노 전 대통령의 혐의를 중계하듯 보도해 억울한 죽음으로 몰고 갔다"라고 주장하지만, 2009년 9월 17일 판결이 나오자 "이번 판결을 보더라도 노 전 대통령이 근거 없는 모함을 당한 것은 아니다"라고 단정했다. 또 "언론이 신속 정확한 보도를 위해 노력하는 것은 당연하다"라며 자신들을 비롯한 언론이 검찰의 모욕 주기 수사·흘리기 수사를 받아쓰고, '아니면 말고' 식의 보도를 했던 것을 정당화했다.
한겨레는 보수지의 노무현과 관련된 보도를 "비판 대신 증오, 죽은 권력 물어뜯기"라고 평가하며 사망의 책임이 보수 언론에 있다고 주장했다. 동아일보는 "한겨레, 경향신문 만평도 달라져"란 제목의 기사에선 검찰 수사가 한창이던 때 진보 신문이 박연차 태광실업 회장과 노무현을 비판하고 희화화해 이전의 우호적 분위기를 찾아볼 수 없을 정도였지만, 사망 전후 확연히 다른 보도 행태를 보였다며 '일관성이 없다'고 비판했다.
한겨레신문에서 조사한 여론 조사에서 누가 가장 큰 책임이 있는지에 대한 여론 조사 결과 "56.3%는 검찰, 49.1%는 언론을 꼽았다"라고 보도했다. 이에 빅뉴스는 한겨레 여론 조사는 응답 1순위에서 노 전 대통령 자신(27.9%)을 꼽은 응답이 가장 많았는데도 여론 조사 항목을 자의적으로 배치하고 1,2,3순위를 합산하여 결과를 왜곡했다며 비난했다.
이렇듯 언론 책임론이 나오자 신문들은 즉각 보수·진보 양쪽으로 헤쳐 모여서 상대편의 책임이 더 크며, 상대편의 사망 전·후 보도 행태가 완전히 상반된다는 식의 공격을 퍼붓기 시작했다.

### 장례
노무현의 서거일 이틀 후인 2009년 5월 25일에 위원회가 결성된 뒤, 5월 29일까지 거행되었다. 당초 유족들은 가족장을 추진하였으나 전직 대통령에 대한 예우와 전 국민적인 추모열기로 국민장으로 치러졌다.
노무현의 영결식은 국민장으로 치러져 전국적으로 500만(봉하 마을 장례 위원회 추산)이 넘는 인파가 각지에 시민들이 마련한 분향소에 조문을 했다. 봉하 마을을 찾은 조문객의 수는 100만으로 사망 직후부터 전국에 분향소가 설치되기 시작하여 총 301곳 이 설치되었다. 일주일간의 추도 기간 동안 인터넷 포털, 언론사, 기업의 로고는 검은색으로 바뀐 추도배너가 내걸렸고, 대다수의 방송사 오락 프로그램의 방송이 결방 하였으며, 지지 세력들이 이웃처럼 느껴지던 서민 출신 전 대통령의 안타까운 자결에 충격과 슬픔과 정부가 그를 죽음으로 내몰았다는 생각에 따른 분노가 함께 표출되었고, 여론 조사에서도 60%가 넘는 사람들이 이명박과 검찰의 책임이라고 응답하였다. 한편으로는 위법 행위에 대해 끝까지 책임을 지지 않고 자살을 택한 것에 대해 전직 대통령으로서의 도리가 아니라는 비판이 제기되며, 한나라당에서는 추모 열기가 정치적으로 이용되는 것을 우려하는 목소리도 나왔다.

2009년 5월 29일, 故노무현 영결식에 참석한 시민들.

덕수궁 앞 대한문 앞에 마련된 장례 기간 동안 시민 분향소에서는 2킬로미터가 넘는 장례 행렬이 밤새 이어졌다. 임시 분향소가 차려진 서울 덕수궁 대한문 일대에 경찰이 출입을 통제하고, 시청 앞 서울 광장을 원천 봉쇄하여 전의경 버스가 시민들의 추모발길을 막는 등 노무현 전 대통령에 대한 조문행렬을 잠재적 폭력 시위대로 간주하고 있다는 비판이 있다. 정부는 "애석하고 비통하다"라고 조의를 표할 때와 말과 행동이 다르다며 진정성과 이중성에 대한 비판이 있다. 이처럼 정부가 국민장으로 치르기로 결정하고도 서울 광장과 청계 광장의 민간 분향소 설치를 막으면서 ‘과잉 통제’ 논란이 일었다. 정부와 경찰 측은 장례식 참석자들의 돌출 행동으로 인한 폭력 사태가 우려되어 부득이한 통제였다고 주장하였다. 이렇게 노무현 수사에 대한 책임론이 대두되고, 과잉 통제 논란이 지속되는 상황에서 이명박 정부에 대한 국정 운영 지지율이 이명박이 집권한 이후 가장 낮은 20%대까지 폭락하였다.
이날 영결식에 직접 참석하지는 않았지만 앞서 세계 150여 해외 공관에 설치된 분향소에도 각국 주요 인사가 추모 행렬에 동참했다. 미국 백악관의 제임스 존스 국가안보 보좌관과 성 김 대북 특사가 분향소가 차려진 주미 한국 대사관을 찾아 조문했다. 힐러리 클린턴 국무장관이 미국 정부를 대표해 조문했다. 아소 다로 일본 총리와 하토야마 유키오 민주당 대표, 나카소네 야스히로, 고이즈미 준이치로 전 총리 등 일본 정·관계 주요 인사들이 주일 한국 대사관으로 찾아가 분향했다. 중국의 후진타오 주석과 원자바오 총리는 노무현의 사망을 애도하는 메시지를 장례위원회에 보냈다.
영결식은 장례는 국민장으로 엄수되었으며 시신은 봉하 마을에서 새벽 5시에 출발, 5월 29일 오전 11시 서울 경복궁 흥례문 앞뜰에서 가족, 정부, 종교단체 인사들이 참석한 가운데 치러졌다.
일본에서는 후쿠다 야스오 전 총리, 미국은 스티븐스 주한 대사를 단장으로 알렉스 아비주 국무성 동아태 부차관보, 마이클 그린 국가 안보회의(NSC) 선임보좌관, 빅터차 전 NSC 보좌관이 영결식에 참석했다.

#### 빈소 및 분향소 설치
5월 23일 서거한 노무현 제16대 대통령의 시신은 당일 오후 6시 30분 봉하마을 마을회관으로 옮겨져 빈소가 마련되었다. 임시 분향소에서 5월 23일 오후 10시부터 조문객을 맞았으며, 이튿날 마을회관 앞 광장에 공식 분향소가 세워졌다. 노무현 전 대통령의 서거 소식이 전해진 뒤 곳곳에서 추모객이 몰려 들었으며 5월 29일 국민장 기간이 끝날 때까지 100만명 이상의 추모객이 봉하마을 분향소를 방문하였다.
정부에서 세운 공식 분향소는 서울역사박물관을 비롯해 102개소에 마련되었으며 총 조문인원은 5월 29일 18시까지 98만 5331명에 달하였다.
시민들이 자발적으로 세운 분향소는 대한문 앞을 비롯해 알려진 것만 150여곳에 달하였다. 5월 29일 새벽까지 조문객은 500만여명에 달하였다.

#### 장의위원회 구성
정부는 5월 23일 관계 국무위원 간담회를 개최해 국민장을 거행하기로 뜻을 모았고, 5월 24일 국무총리 주재로 임시 국무위원회의를 개최하여 국민장 거행을 의결하였다. 장의위원장은 관례에 따라 국무총리인 한승수가 선정되기로 하였으나 유가족 측이 공동위원장을 제의, 5월 25일 현직 국무총리 한승수와 전 국무총리 한명숙이 선정되었다. 장의위원은 전·현직 고위공무원, 사회지도층 인사, 유족이 추천한 친지 및 친분이 있는 인사 총 1,383명으로 구성되어 역대 최대 규모이다. 이와 함께 정부는 5월 27일 국민장 영결식을 5월 29일 경복궁 흥례문 앞 뜰에서 거행하기로 공고하였다.

#### 추도사
한명숙 전 총리의 추도사와 김대중 전 대통령의 추도사가 영결식 동안 진행되었다.

#### 발인
2009년 5월 29일 오전, 많은 주민들과 지지자들의 애도 속에서 운구차량이 출발하였다. 주민들과 지지자들은 고 노무현 전 대통령을 대표하는 색깔인 노란 풍선과 종이 비행기를 운구차량에 날렸다. 주민들의 슬픔을 뒤로하고 고속도로를 5시간을 달려 경복궁 영결식장에 도착하였다.

#### 화장
노무현의 시신은 당초 예정보다 약 2시간여 늦게 경기도 수원 연화장에 도착해 화장되었다. 화장 후 수습된 유골은 고향인 경남 김해 봉화산의 정토원에 49재가 끝나고 매장되기 전까지 안치되었다. 당초 작은 비석을 세워달라고 유언하였으며, 한때 국립묘지 안장 여론이 제기되기도 하였으나 바로 고인돌 형태의 묘소에 납골당 형태로 안장되었다.

#### 경찰의 분향소 강제 철거 논란
경찰은 덕수궁 분향소에 조문가는 일반 시민들이 촛불을 켜 들고 이동하는 것을 '(사전에 신고되지 않은 불법) 시위로 발전할 우려가 있다'면서 제지하기도 하여 시민들의 지탄을 받았다. 또한 한편 시민분향소 주변을 시청 앞 서울광장을 전경 및 의경 버스로 둘러 막아 이곳에서의 추모 행사를 원천봉쇄하는 등 노무현 전 대통령에 대한 조문행렬을 잠재적 폭력시위대로 간주하여 시민들과 충돌을 벌이기도 했다.

#### 국민행동본부의 분향소 파괴와 영정 강탈(절도)
6월 24일 오전 5시 30~40분경 국민행동 본부 50여명이 비공식 분향소를 파괴 및 강제철거하고 영정사진을 강탈(절도)했다. 국민행동본부는 고엽제 전우회와 함께 분향소를 철거했다고 밝혔다. 서정갑 본부장은 연합뉴스와의 전화통화에서 불법 시설물을 치운 것이라 잘못이 없다는 입장을 밝히고, 경찰이 이를 방치한 것은 직무유기라고 주장했다. 시민분향소 운영진은 오전 10시 30분 기자회견을 열어 분향소 파괴 및 철거와 영정 강탈을 규탄했으며, 49재가 끝나는 날까지 분향소를 운영할 것이라고 밝혔다. 서울특별시 중구청은 직원 30여명을 동원해 오후 2시 20분부터 50여분간 파괴된 분향소 잔해를 철거하였으며, 이 과정에서 시민 5명이 연행되었다. 그리고 이날 오후 8시 30분쯤 분향소 철거에 항의하는 시민들 28명이 연행되었다. 경찰은 분향소 파괴 관련자를 수사하겠다고 밝히고 서정갑을 불구속 입건했다. 한편 분향소를 파괴한 애국기동단 측은 경찰의 조사를 받은 뒤 표창장을 받아야 한다고 주장했다. 국민행동본부 등이 절도한 영정은 당일 오후 서울역 광장에서 열린 북핵도발 총궐기대회에서 서정갑의 연설도중 등장하였으며, 이후 영정은 택배편으로 봉하마을에 보내졌다. 서정갑은 한겨레21과의 인터뷰에서 '쓰레기를 청소한 것'이라는 입장을 밝히며 '공권력이 완수하지 못한 것을 우리가 한 것'이라고 주장했다. 또한 분향소 철거를 위해 사전답사를 하고 파트별 임무를 부여하는 등 계획적으로 추진하였다는 사실도 밝혔다.

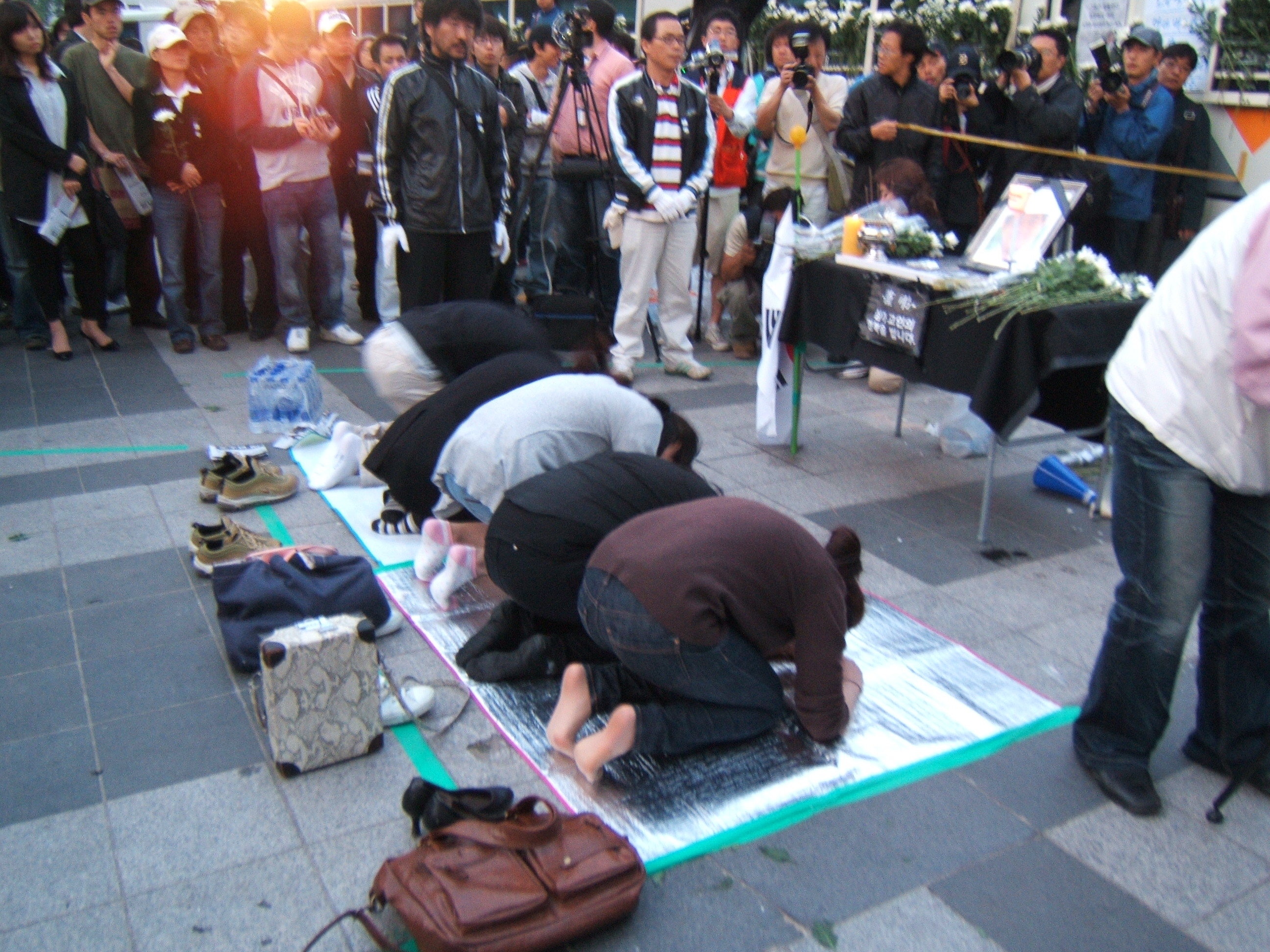
대한문 시민 분향소에서 고 노무현 전 대통령을 추모하는 시민들

### 사후
2009년 9월 23일 《사람사는세상 노무현재단》(약칭 노무현재단)이 출범했다.
2009년 9월 24일 노무현의 생가가 복원과 함께 일반인에게 공개됐다.
2009년 10월 1일 노무현의 회고록인 《성공과 좌절》은 출간한 지 열흘 만에 베스트셀러로 판매량 1위를 기록하기도 했다.
2009년 12월 2일 전국 7개 도시의 대학생을 대상으로 "멘토로 삼고 싶은 대통령"에 대한 설문조사에 41.1%로 노무현이 1위를 기록했다. 서울 41.4%, 경기도 39.5%, 경상도 41.5%, 전라도 36.7%, 충청도 47.2%, 강원도 30%, 제주도 45%로 전국적으로 고른 인기를 얻었다. 또한 '2009년 대한민국을 대표하는 인물'에는 12%로 2위를 기록했다. 2009년 12월 19일 중국의 반관영 통신사인 중국 신문사가 선정한 《2009년 세계 10대 뉴스인물》 중 노무현이 3위에 선정됐다. 선정한 이유로 "그의 자살 사건은 한국 정치에 깊은 생각거리를 남겼다"라면서 "노 전 대통령은 많은 공헌을 남긴 평민정치가였지만 재임 기간의 공적, 특히 햇볕정책에 대해서는 평가가 크게 엇갈린다"라고 전했다. 2010년 1월 1일 G세대 505명을 대상으로 한 《지난 100년간 우리나라에서 훌륭한 인물》 조사에서 1위를 기록했다.

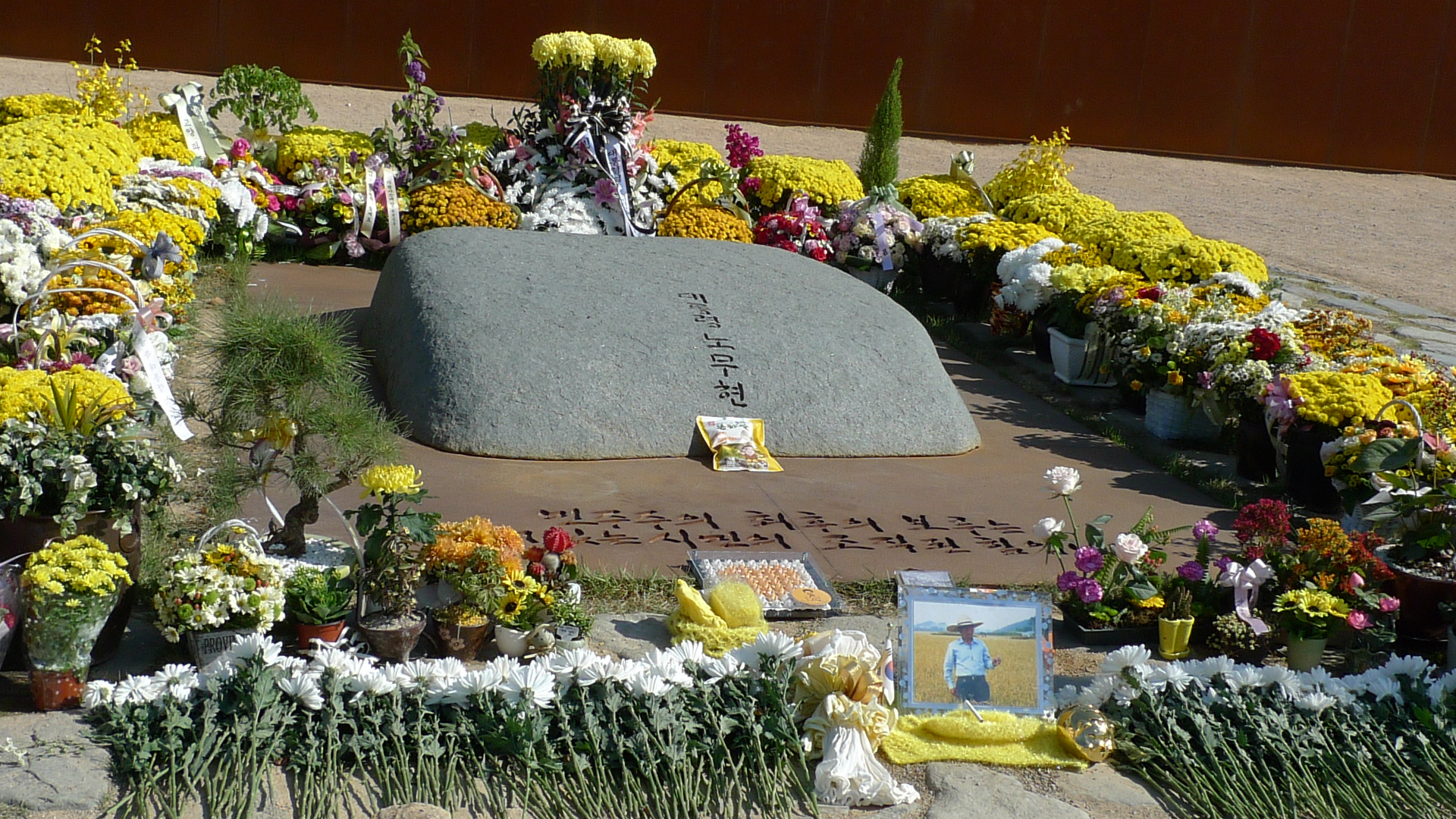
고(故) 노무현 전 대통령의 묘소

2010년 5월 23일 노무현 사망 1주기를 맞아 광주, 대구, 대전, 창원, 인천, 대전, 충남 등 전국 각지에서 추모행사가 열렸다. 김제동이 사회를 보기도 했으며, 봉하마을에 7만명, 서울에도 2만 5천명의 추모객들의 발길이 이어졌다. 또한 2010년 6월 2일에는 전국 제5회 전국동시지방선거가 있는 날인데 노무현 추모 열기로 인해 지지율 하락을 걱정하던 한나라당의 이른바 '천안함 사건 대응 문건'에는 "노풍(노무현 바람)이 확산되지 않도록 재빨리 세간의 관심을 다른 이슈로 전환시키기 위한 정책이슈개발 등이 필요하다"는 내용이 공개되기도 하였다.

#### 노무현 묘소 배설물 투척 문제
2010년 11월 14일 오후 1시경 봉하마을 노무현 묘소에 인분이 투척되는 사건이 발생했다. 62세의 정모씨는 노무현 묘소에 인분을 투척하고 유인물 22장을 살포하였는데 그가 뿌린 유인물은 노무현 그대 무덤에 똥물을 부으며"라는 제목으로, "전교조·전공노·민주노총 같은 좌파세력들이 생성되도록 도와 청소년들의 정신을 세뇌시키고, 국가 정체성을 혼돈에 빠뜨렸으며, 국민을 불안하게 했다"는 내용이었다. 정모씨는 인분 투척후 현장에서 바로 경찰에 붙잡혔으며 경찰 진술에서 "고 노무현 전 대통령이 재직 중 좌익세력이 판을 치는 데 대해 불만을 품고 범행을 계획했다" 고 밝혔다. 한편 경찰은 정모씨의 단독범행으로 결론 짓고 재물손괴 등의 혐의로 입건하고, 인분이 투척된 봉분을 세척 조치했다. 이에 대해 민주당 차영 대변인은 "믿기지 않는 이번 사건에 대해 민주당은 국민과 함께 분노하며 유감의 뜻을 밝힌다. 아울러 경찰은 철저한 수사를 통해 사건의 전말을 밝혀야 하고, 만약 배후가 있다면 철저히 가려내 엄벌해야 할 것"이라고 밝혔으며, 소설가 이외수는 자신의 트위터에서 "이런 사람들일수록 국격 자주 들먹거리면서 애국자 행세를 한다. 단세포적인 구토유발자들"이라고 맹비난했다. 한나라당 안상수 대표도 "이번 불상사는 깊이 개탄할 수 밖에 없는 상황"이라며 "법에 따라 엄정처리해야 한다"고 주장했다.
2016년 7월 21일에도 노무현 묘소에 소변이 투척되는 사건이 발생했다. 41세의 최모씨는 노무현 묘역에서 "노무현 대통령이 한 게 무엇이 있느냐"며 500ml 페트병 2통에 담긴 소변을 너럭바위 위로 뿌리고, 묘역에서 경비를 서던 의무경찰이 제지를 하자 들고 있던 페트병으로 의경을 폭행하였다. 경찰은 최씨를 재물손괴, 사체모욕, 공무집행방해 등의 혐의로 구속하였다. 계속되는 배설물 투척 사건에 대해 묘역을 관리하는 노무현재단 측은 경비와 시설 강화는 노무현 생전의 뜻과 배치되기 때문에 현실적으로 어려운 문제라고 토로하였다.

## 평가와 비판
1980년대 인권과 민주주의를 위해 인권 변호사로서 활동하다 정치에 입문하였다. 그의 정치 인생은 원칙을 굽히지 않으면서 권위주의와 지역주의 정치 타파를 위해 애쓴 노력의 연속이었다. 재임 중에는 대연정 제안과 사법 개혁 등을 통해 한국 사회의 지역주의와 권위주의를 탈피하려고 애쓴 것으로 평가되고 있다. 또한 그는 지지 정당으로부터도 비판받으면서 원칙과 소신에 입각해서 당정 분리라는 성과를 이루어내었다. 일각에서는 대한민국의 역대 대통령 중 가장 민주적이고 서민적인 대통령이라는 평가가 있다.
하지만 재임 기간 중에 보수적인 시각에서는 사회주의적이고 반미와 친북적인 설화가 많다는 이유로 비판을 받았으며, 진보적인 시각에서는 기업의 요구를 많이 반영된 비정규직 보호법으로 정규직 전환을 가로막고 대량 해고로 이어져 실직자를 양산한 점(이랜드 사태 등)과 같은 노동 환경의 악화와 한미 FTA의 추진, 이라크 전쟁 파병, 부실한 부동산 개혁 및 친재벌적이라고 비판을 받아 진보, 보수 어느 진영에게서도 명확한 지지를 얻지 못했다. 보수주의자에 따르면 '친북좌파'라는 비판과 진보 진영에서는 '친미신자유주의자'라는 비판 이 양립하고 있다. 이런 파병결정에 대해 훗날 문재인은 미국 부시 행정부의 네오콘들이 대북 제한폭격을 거론했고 그것을 막기 위해 파병을 했다고 털어놓았다.
2010년 9월에 시행된 "역대 대통령중에 가장 뛰어난 사람은 누구인지" 묻는 여론조사에서 박정희의 지지율이 떨어지면서 노무현에 대한 평가가 상대적으로 가장 많이 올랐다. 전체 지지율은 25.3%로 나타났으며 특히 20~30대 젊은층과, 화이트칼라 직종, 대학재학 이상의 고학력층에서는 박정희를 능가하는 지지율을 보이기도 했다.

### 긍정적 평가

#### 법치주의 확립을 위한 노력
노무현은 대통령 취임 뒤 국정원장의 독대 보고를 없앴고, 사법 고시 23회인 강금실을 법무부 장관에 임명함으로써 사법부에 뿌리 깊은 권위주의를 타파하기 위해 노력했다는 평가가 있다. 2003년 구태의연한 대법관 선발 관행에 제동을 걸었고, 사법 사상 최초로 여성 헌법재판관(전효숙)과 서열을 무시한 여성 대법관(김영란)을 탄생시켰다. 또 사법 개혁 위원회를 통해 법조 일원화, 국민의 사법 참여 등의 사법부 개혁을 위한 밑거름을 쌓았다. 일각에서는 지나친 의전 등으로 문제가 되던 법원들의 재판 사무 감사가 2006년 폐지된 이유가 김영란 대법관이 기수를 파괴하며 올라갔기 때문이라는 견해도 있다. 언론인 강준식은 "선거공영제를 확대하여 돈이 들지 않는 선거제를 확립한 것이라든지, 부작용은 있었지만 시민단체의 활발한 정치참여를 유도한 것이라든지, 시장 개입을 없앰으로써 정경유착의 고리를 상당 부분 끊은 것이라든지, 인권을 신장시킨 것이라든지, 권위까지 함께 버리는 우를 범했지만 권위주의를 청산한 것이라든지 하는 것 등은 다 그의 공이다."라고 말했다.

#### 어족자원 복원
해양수산부 장관 출신으로 연안 어족자원 복원에 노력했다. 당시 문제가 되고 있던 저인망식 불법어로를 근절하기 위해 촘촘한 그물을 제조하는 업체에 영업정지를 가하는 등 강경책을 사용했으며 연안에 인공 어초를 대량 투입하는 등의 대책을 시행하였다.

#### 노무현 벙커 명명
문민정부 출범 이후로 군생활을 제대로 한 최초의 대통령으로 국민들에게 대접을 받았다. 참여정부 당시에 김대중은 해안경비대 대원으로 군생활을 하였다고 알려졌었고 학도병 김영삼의 이야기는 전혀 대중에게 알려지지 못하였다. 최전방에서 초병 근무를 하였다는 진지가 '노무현 벙커'로 명명이 되었다고 유명해지며, 그 진지에서 근무를 서며 자랑스러워하는 초병들이 언론에 주목을 받기도 하였다.
UN 평화유지군으로 지속적인 해외 파병은 있었으나 미군에 항구적 자유 작전과 관련하여 이라크전이 발발함에 따라 추가적으로 자이툰부대의 이라크 파병이 결정되었다. 파병 동의 기간에는 국회에서 전투병 파병이냐 비전투병 파병이냐는 뜨거운 논란이 있었다. UN군이 아닌 국군으로서 해외 파병을 군사 정권이 아닌 행정부에서 최초로 결정한 수장이 되었다.

### 부정적 평가
재임 기간 중에 보수적인 시각에서는 사회주의적이고 반미와 친북적인 설화가 많다는 이유로 비판을 받았으며, 진보적인 시각에서는 기업의 요구를 많이 반영된 비정규직 보호법으로 정규직 전환을 가로막고 대량 해고로 이어져 실직자를 양산한 점(이랜드 사태 등)과 같은 노동 환경의 악화와 한미 FTA의 추진, 이라크 전쟁 파병, 부실한 부동산 개혁 및 친재벌적이라고 비판을 받아 진보, 보수 어느 진영에게서도 명확한 지지를 얻지 못했다. 보수주의자에 따르면 ‘친북좌파’라는 비판과 진보 진영에서는 ‘친미신자유주의자’라는 비판 이 양립하고 있다. 이런 파병결정에 대해 훗날 문재인은 미국 부시 행정부의 네오콘들이 대북 제한폭격을 거론했고 그것을 막기 위해 파병을 했다고 털어놓았다.

#### 정치

##### 취약한 정치 기반
그는 스스로 지역주의에 반대하며 민주자유당과 새천년민주당의 주류의 그늘에서 벗어나 개혁 정당인 열린우리당에 참여하였다. 하지만 국회에서의 그는 자신의 지지 정당인 열린우리당의 정치적 기반의 취약성과 새천년민주당, 한나라당, 자유민주연합과 같은 기존 정치 세력과의 타협이 부족해 다수당의 횡포로 탄핵 사태에 이르러 정치적 리더십이 부족하다는 비판을 받기도 한다.
국회의원 김경재는 그의 정치력 자체를 의심하였다. 2004년 김경재는 노무현을 가리켜 "미국은 노 대통령이 다중인격자처럼 행동해 대통령으로 인정하지 않는다"며 "노대통령은 임시정부 김구 주석을 실패한 정치인이라고 말하는 등 기본적인 상식이 없는 지도자"라고 지적하였다. 김근태는 "한미 정상회담이 성공적이라는 평을 받는 것은 노 대통령이 미국에 가서 그들이 하라는 대로 다 했기 때문"이라면서 "어떻게 현충일에 일본에 가서 '김구(金九) 선생은 실패한 정치인'이라는 말을 할 수 있느냐"라고 지적하기도 했다.

##### 측근 · 친인척 비리 논란
노무현은 대선 당시 깨끗한 정치, 낡은 정치 타파를 기치로 내걸어 집권에 성공했으며, 재임 중에도 기회 있을 때마다 도덕성을 강조했다. 참여정부가 내건 제일의 기치 또한 도덕성이었다. 그러나 친형인 노건평을 비롯하여 안희정, 이광재 등의 측근 비리에 연루되었다. 항상 도덕성을 토대로 정치적 정당성을 주장하던 노무현이었지만 측근과 친인척의 비리를 막지는 못했다는 평가가 있다.
 노무현이 대통령 되면 이제 이상 더 대통령의 의혹 사건을 가지고 국회에서 밤낮 조사하자, 이렇게 싸우는 일은 없어질 것입니다. 부정부패 없어야 합니다. 정치 지도자들의 부정부패 문제가 국회 일의 절반을 넘습니다. — 2002년 12월, 16대 대통령 선거 유세에서

 지금까지 청탁문화는 밑져야 본전이었습니다. 본전이었는데, 그걸로는 청탁 문화를 근절할 수 없습니다. 걸리면 패가망신으로…. — 2002년 12월 26일, 대통령 당선자 특별 회견에서

 국민들의 돼지 저금통을 비롯한 성금에 의해 선거가 치러졌습니다. 너무나 투명한 돈이고…. — 2003년 5월 10일, 재산관련 특별 기자 회견

이러한 언급에도 불구하고 취임 첫 해부터 대선 자금 문제로 안희정, 최도술 등 주변 인사들이 줄줄이 사법 처리되는 상황에 몰리지만 특유의 공세적 대응으로 불법 대선 자금 규모가 한나라당의 10분의 1을 넘으면 정계를 은퇴하겠다는 발언이 논란을 일으키기도 했다. 이 밖에 2004년 3월에는 전 대우건설 사장 남상국에게서 3000만 원을 받은 혐의로 형 노건평이 불구속 기소되자 기자 회견을 열어 "좋은 학교 나오시고 크게 성공하신 분이 시골에 있는 별 볼일 없는 사람에게 가서 머리 조아리고 돈 주고…."라고 형을 두둔하였고, 이 발언 이후 남 전 사장은 스스로 목숨을 끊었다.
또한 변양균-신정아 의혹이 터졌을 때는 "요즘 깜도 안 되는 의혹들이 많이 춤을 추고 있습니다"라는 발언을 하는 등 참여정부의 도덕적 우위를 지키기 위해 정치 상대를 비난하는 발언으로 논란이 되었다. 결국 2007년 11월 "대통령 취임 후 새살림을 꾸리려고 했는데…. 구시대의 막내 노릇, 마지막 청소부 노릇을 할 수밖에 없었다. 참여정부는 설거지 정부"라고 평가하면서 참여정부 시절 불거나온 비리 의혹들에 대해서 유감을 표하기도 했다.
국회의원 이종걸은 "'청년 노무현'은 대통령 되기 이전까지가 끝"이라며 "권력의 맛을 본 대통령 이후의 노무현은 더 이상 '청년 노무현'이 아니다"라며 비판했다. 2009년 5월 그는 일부 기자들과 만난 자리에서 이 같이 밝히면서도 "'청년 노무현'은 남에게 빚을 졌다고 하면, 갚지 않아도 될 빚까지 갚는 그런 사람이었다"고 밝히며, 노 전 대통령에 대한 애증(愛憎)을 피력했다.
그는 노 전 대통령의 사법처리 여부를 묻는 질문에는 "민정수석도 구속됐다"면서 "법의 형평성 차원에서, 임채진 검찰총장 입장에서 본다면 노무현 전 대통령을 구속시킬 수도 있다"고 말했다. 그러면서 포괄적 뇌물죄 적용과 관련, "돈의 액수가 적다는 게 문제는 안 된다. 대통령 위치에서도 돈을 받았다면 포괄적 뇌물죄가 적용될 수 있다"고 말했다. 그는 하지만 "전직 대통령을 사법처리까지 하는 것은 잘못된 것"이라고 지적했다.

##### 김지태와 인연 논란
노무현은 60년 김해 진영중학교 2학년 재학중 친일 부정축재 의혹이 있는 김지태가 설립한 부일장학회 시험에 합격해 1년 동안 장학금을 받았다고 한다. 부산상고에 입학해서도 동문회장인 김지태가 교내에 만든 '백양장학회'에서 3년 동안 장학금을 받아 학업을 마쳤다고 한다. 78년에는 김지태가 설립한 삼화그룹 고문 변호사로 일했으며 자신의 자전 에세이 '여보, 나 좀 도와줘'에서 이 과정을 언급하기도 하였는데 "나는 장학금만 바라보고 부산상고에 입학해 김지태 선생의 후배가 되었다"면서 "나의 오늘은 그 분(김지태)이 디딤돌을 놓아준 셈"이라며 고마움을 표시했다고 한다. 또한 1984년엔 김지태 회장의 유족들이 부탁한 117억원 짜리 상속세 소송을 맡아 전액을 취소 시키는 승소판결을 이끌어낸 바 있으며 그는 착수금 2000만원, 승소 사례금 4000만원을 포함 총 6000만원을 김지태 유족으로부터 받았다고 한다.
정수장학회 논란이 한창이던 2012년 10월 22일, 이정현 새누리당 공보단장은 노무현과 부일장학회(정수장학회의 원래 명칭)의 원소유자인 김지태와의 이와 같은 인연을 들어 논란을 촉발 시켰다. 이정현은 "김지태씨는 친일 부정축재 의혹이 있는데, 민주당이 언제부터 그런 의혹이 있는 사람들의 대변자가 됐냐"라고 말했다. 같은 날 박용진 민주당 대변인은 이정현의 발언을 비판하며 "민주당이 '왜 강압과 부당한 방법으로 남의 재산을 강탈하고 그 위에서 온갖 혜택을 누렸냐'고 묻자 느닷없이 새누리당 이 단장이 '너도 한패냐'고 윽박지르고 나섰다"라고 말했다.

#### 경제

##### 실패한 부동산 정책
참여정부 5년간 가장 실패한 정책으로 부동산 정책이 꼽힌다. 참여정부 시절 전국 미분양 주택은 2003년 3월 2만 3000여 가구에 불과했 것이 참여정부 말기 2007년 12월 11만여 가구로 약 4.7배 이상 증가하였다. 또한 참여정부 5년 동안 신도시 집값은 56% 상승했으며 전국 집값은 36%나 상승했다.
참여정부의 부동산정책이 실패한 가장 큰 원인은 부동산시장의 해법을 경제문제로 접근하지 않고 소득 계층간 갈등구조로 파악했다는 점이다. 이로 인해 서울 강남권 등 일부 부유층을 향해 반 시장적 규제를 가했고 이는 결국 주변집값마저 끌어올리는 부작용을 낳았다. 또한 동시다발적으로 전국토의 난개발로 인해 토지가격 급등과 저금리 기조에 따른 과잉 유동성에 대한 대처 등 부동산시장의 근본적인 원인을 제대로 해결하지 못했다. 수요가 몰리는 곳에 공급을 확대하는 정책이 아닌 단순히 투기적 수요를 근절해 부동산 시장을 잡겠다는 수요측면에서만 접근함으로써 불씨를 키웠다. 정상적인 수요도 투기로 간주해 수요를 차단시켰고 공급은 지나친 가격 규제를 도입해 공급을 더욱 줄어들게 만들었다.

##### 빈부 격차 및 소득 양극화 심화
노무현 정부 때는 임기 내내 소득 분배가 악화됐다. 지니계수는 2002년 0.293에서 노무현 정부 첫해인 2003년 0.283으로 낮아졌다가 이후 2004년 0.293, 2005년 0.298, 2006년 0.305, 2007년 0.316으로 올랐다. 반면 이명박 정부가 들어선 2008년 0.319에서 2009년 0.320으로 올랐으나 2010년 0.315, 2011년 0.313, 2012년 0.310으로 내려 소득 분배가 소폭이지만 개선됐다. 박근혜 정부에선 2013년 0.307, 2014년 0.308, 2015년 0.305로 비슷했다.[*https://www.hankyung.com/politics/article/2017043091677] 성장보다 분배를 강조했던 참여정부 시절에는 오히려 지니계수가 증가하면서 소득 불평등이 악화되었고, 참여정부보다 성장을 강조했던 이명박 정부 시절에는 오히려 지니계수가 감소하면서 소득 불평등이 개선되는 모습이 나타났다.
2018년 8월 23일 통계청이 발표한 2분기 가계동향조사(소득 부문) 결과에 따르면, 노무현정부(2004~2007년·2003년은 통계 작성 시작연도로 전년과 비교 불가)에서의 1분위 가구 연평균 소득성장률은 4.0%였으며, 5분위 가구는 5.0%를 기록해 큰 차이를 보이지 않았다. 보수정권으로 분류되는 이명박·박근혜정부에서는 오히려 1분위 가구의 소득성장률이 높게 나타났다. 이명박정부에서 1분위 가구의 가계소득은 연평균 6.6%나 오른 반면 5분위 가구 성장률은 4.6%에 그쳤다. 박근혜정부는 1분위 가구가 2.5%, 5분위 가구는 2.0%의 성장률을 보였다. 보수 정권기에는 소득 5분위 배율과 지니계수가 개선되었으나 진보 정권기에는 도리어 악화된 것으로 나타났다. 이두원 연세대 경제학과 교수는 "보수정권에서 양극화가 심해질 것이란 통념과 달리 2000년대 이후로는 보수·진보 정권을 가리지 않고 사회보장성 제도가 대폭 확대돼 왔다"며 "오히려 높은 경제성장을 통해 분배도 개선시키는 방식이 효율적임을 보여주는 지표"라고 말했다. 문재인 정부가 추진 중인 소득주도성장은 이번 2분기 가계소득 통계를 통해 그 실상이 적나라하게 드러났다고 평가된다. 그동안 정부는 최저임금 인상을 통해 취약계층의 소득을 올려주는 방식으로 새로운 성장 모델을 만들어낼 수 있다고 주장했으나 지난 1분기에 이어 이번 2분기에도 저소득층의 소득이 절대적으로는 물론 상대적으로도 큰 폭으로 감소한 게 확인됐기 때문이다.
2003년 7.23배였던 소득 5분위 배율은 해마다 증가해 2006년 7.64배까지 벌어졌고, 지니계수는 2003년 0.341에서 2006년 0.351로 증가해 소득 불평등이 심화됐다. 소득 5분위 배율은 상위 20% 소득을 하위 20% 소득으로 나눈 값이고, 지니계수는 1에 가까울수록 불평등하고 0에 가까울수록 평등함을 나타낸다. 양극화를 해소할 참여정부의 정책이 없었다는 비판이 있으며, 관료들이 주도한 정책은 양극화를 더 심화시켰다는 비판 역시 존재한다. 유종일 한국개발원(KDI) 국제정책대학원 교수(경제학)는 “참여정부는 출범 초기에 ‘국민소득 2만불론’이라는 성장우선주의 담론을 내걸었고, 집권하자마자 법인세 인하 조치를 취했다고 비판했다.

#### 사회 문화

##### 나이스도입 논란
2003년 4월 교육행정정보시스템(NEIS)의 논쟁이 뜨거웠다. 토론회, 집회 등에 여러 가지 양상으로 도입 반대 의견들이 쏟아졌다. 결국 출결, 성적만 관리하는 형태인 호주의 경우와 달리 모든 업무를 관리하는 초기 설계로 관철 되었다. 반대측에 우려대로 운영 초기 시스템 부하 문제 등이 발생하였으나 일선 교사들은 전산화로 업무가 편해졌다고 찬사를 보낸다. 산간 벽지에 폐교 위기의 학교가 아닌 부촌에 사립 학교 조차 IoT, Cloud 등을 도입하여 전산 시스템을 증설하기 힘든 결함이 존재한다.

##### 황우석 사건
황우석 사건에서의 태도 또한 비판의 대상이 되고 있다. 2005년 11월 27일, 청와대 홈페이지에 "PD수첩이 황당한 취재를 한다는 이야기를 들었다. 심지어 협박과 위협도 한다고 한다. 말도 안 된다고 생각한다"라는 글을 올리면서 PD수첩의 줄기세포에 진위에 대한 취재에 대해 부정적인 언급을 했으며, 이후 줄기세포가 가짜로 판명된 후에도 "자, 이걸로 정리를 하자"라는 말로 상황을 무마시키려 했다는 비판이 있다.
이후 2006년 12월 28일에는 황우석 사건을 통해 대통령에게 제대로 보고하지 않은 책임을 지고 같은 해 1월에 물러난 박기영 전 대통령 정보과학기술 보좌관이 정책기획위원으로 발탁되었는데, "박 전 보좌관이 정책기획위원을 맡을 수 없을 정도로 심각한 도덕적 문제를 일으켰다고 판단하지는 않는다"라고 발언을 해 논란이 되기도 하였다.

##### 노동 정책
한편 2007년 12월 노동운동계에서는 노무현 정권에서 구속되거나 희생당한 노동자 수가 김영삼 정권의 두 배라며 비판하였다. 일부 노동단체는 노무현 정권에게 인권을 유린당했다고 주장하였으며 20여 명의 구속 노동자가 무기한 단식 농성에 돌입한 일도 있었다. 단식 농성에 참여한 구속 노동자들은 "하중근 사망 사건" 관련 싸움을 진행했던 포항건설 노조의 9명, 타워크레인 노동자 5명, 뉴코아-이랜드 관련 2명, 비정규직 철폐와 한미 FTA 반대 집회에서 연행 구속된 3명, 노사관계 로드맵 야합에 반대하며 한국노총 점거 농성을 진행한 2명의 노동자 등이다. 언론에서는 이렇게 많은 수가 감옥에서 단식 농성에 돌입한 것은 독재 타도를 외치던 80년대 이후 처음이라는 주장도 나왔다.
한편 언론지 '참세상'의 조사에 따르면, 구속 노동자 후원회가 집계한 2007년 11월 30일 당시 구속 노동자는 총계 62명으로 집계하였으며, 노무현 정권에만 1천 37명의 노동자가 구속된 바 있다고 주장했다. 그중 2007년 11월에만 17명이 구속되었다. 이는 문민정부가 들어섰다는 김영삼 정권 때 632명보다 두 배에 가까운 수치이다. 구속 노동자들은 그 외에 "강제 구금당한 이주 노동자의 수는 너무 많아서 집계가 불가능할 정도"라고 주장하기도 했다.

#### 외교
노무현은 2003년 6월의 일본 방문에서 한 "김구는 실패한 정치인" 발언과, 2004년 7월의 한일 정상회담에서 독도를 다케시마라 발언한 것을 두고 비판 여론이 제기되었다. 당시 한나라당에서는 그의 외교 정책을 "굴종 외교"로 규정하였다.
2004년 한일정상회담 직후에는 한나라당 이상배 정책위의장이 그의 외교를 '등신외교'라고 비판하자 청와대와 민주당이 강력 반발, 국회 본회의를 거부하는 등 여야가 정면 충돌하기도 했다. 이때문에 국회 의사 진행이 중단되는 등의 파행이 벌어지기도 했다.

##### 대북 안보관 논란
2007년 남북정상회담에서 NLL을 포기했다는 주장이 있었다. 이에 따르면 노무현 대통령이 "실질적으로는 거의 아무 이해관계가 없는 문제를 놓고 괜히 어릴 적 땅따먹기.할 때 땅에 줄 그어놓고 니 땅 내 땅 그러는 것 같다"면서 NLL이 안보상의 실질적 문제가 아닌 정서적인 문제라고 발언했다고 한다. 이어 "대강 그려도 아무 문제가 없는데 어느 쪽도 대강그릴 수 없는 심리적 상태, 이것이 우리의 비극"이라고 덧붙였다고 한다. 그리고 NLL이 '영토선'이라는 시각에 대해서도 "내가 NLL이 무슨 영토선이냐고 했더니 '목숨 걸고 지킨 우리의 영토선이고 방위선'이라고 하던데 일리가 있지만 한편으로는 그 선 때문에 아까운 목숨을 잃은 것이니까 그 선이 합의가 되어있는 선이라면 목숨을 잃지 않아도 되는 거 아니냐"면서 NLL에 대한 새로운 합의 필요성을 역설적으로 설명했다고 한다.
이에 송대성 세종연구소 수석연구위원은 노무현의 민주평통 NLL발언에 대해 "어떻게 국군통수권자로서 농담처럼 NLL문제를 얘기할 수 있냐"고 반문하면서 "영토문제에 대해 통수권자가 이렇게 말하는 경우는 세계에 유례가 없을 것"이라고 비판했다. 이어 "북측은 NLL이 일방적으로 그어졌다고 주장하면서도 70년대 중반까지 실제적인 영토선으로 준수해왔으나 대북햇볕정책이 실시되면서부터 북한이 본격적으로 시비를 걸기 시작했다"고 지적했다.
김영호 성신여자대학교 정치외교학과 교수는 "대한민국을 수호해야 하는 대통령으로서 대단히 부적절한 발언"이라고 말했다. 이어 "NLL이 무너질 경우 수도권 방어가 어렵고, 국익과 안보에 위해가 올 것이기 때문에 NLL 준수가 바람직하다고 생각하는데 대통령은 국민들보다도 안보의식이 해이한 것 같다"면서 "노 대통령이 임기말 대북관계에서 억지 성과를 내려는 데 집착해 누가 봐도 납득이 안 되는 이상한 망언들을 하고 있다"고 비판했다.
이렇게 보수적인 색채를 띄는 사람들이 NLL(북방한계선)에 대하여 기본적으로 영토선적인 인식을 가지고 노무현 정부를 비판하지만, 이런 문제는 김영삼 정부 시절 국방부 장관이 국회에서 한 발언을 볼 때 단순히 '트집잡기'에 지나지 않으므로 건설적인 대안을 마련해야 한다는 시각도 있다.
한편 대북低(저)자세 외교라는 비판과 함께 민간 차원의 북한 반대 운동을 탄압하여 표현의 자유를 억압하였다는 주장이 있었다. 민간단체의 인공기 소각 퍼포먼스에 대해 대통령이 직접 북한에 사과한 것에 대해서도 대북 굴종 외교 논란이 있다.
이런 태도에 대하여 반론도 있다. 대한민국 헌법에 의하여 조국의 평화적 통일을 위한 성실한 의무(헌법 제66조 제3항)를 다하여야 하는 대통령 입장에서 대북 적대를 하여 괜히 국익에 이로울 것이 없다고 판단하여 남북관계개선의 기반이 된다고 할 수 있는 남북신뢰를 다지기 위한 전략적 발언이라고 볼 수 있으며, 그 결과 2007년 남북 정상 회담을 통한 2007 남북정상선언문을 이끌어낼 수 있었다.

### 기타

#### 서민 대통령
진보적 가치 실현, 사회적 약자에 대한 관심 등등을 노무현 정신으로 이야기하는 사람들이 많다. 하지만 노무현 정신의 핵심을 한마디로 정리하면 바보 노무현
의 삶처럼 사람 냄새 나는 삶의 실현이었던 듯하다. '대통령의 언어'가 아닌 '서민의 언어'로 말하고 서민의 몸짓으로 행동하던 노무현 전 대통령의 언행은 오해를 불러일으키는 일도 많았고, 그로 인해 안티도 많았다. 이 모든 해프닝은 노무현 전 대통령이 청와대에 입성한 뒤에도 털어내지 못한 서민적 언행에서 비롯된 것들이었다. 노무현 전 대통령의 서민적 풍모는 전직 대통령으로는 처음으로 낙향해 살면서 보여준 봉하마을 생활에서도 그대로 드러났다.

#### 여론 조사
2011년, 미국의 폭로 전문 웹사이트 위키리크스는 노무현에 대한 미국 대사관의 평가를 공개했다. 이 문서에서는 노무현을 "고졸 출신의 대통령으로서 국제 무대에서는 신인이지만 주관이 뚜렷하고 신념이 확고하다"고 평가했다.
2010년 10월, 30여개 분야 전문가 1,500여명을 대상으로 시행된 조사에서 응답자 가운데 가장 많은 11.1%가 노무현 전 대통령을 '우리 시대 영웅'으로 꼽았다. 이어 김대중 전 대통령과, 박정희 전 대통령이었다. 또한 정치, 통일, 국제, 외교 분야에서 가장 존경받는 인물로는 김대중 전 대통령에 이어 2위를 기록했다. 이어 12월 4일 중앙일보가 실시한 여론조사에서도 정치발전에 대한 긍정 평가가 67.9%에 달해 박정희 전 대통령에 이어 2위를 차지했다. 특히 남북 화해 부분에서는 80% 이상이 긍정적인 평가를 내렸다.
2011년 5월 12일에 더 좋은 민주주의 연구소가 리서치뷰에 의뢰해 실시한 여론조사에 따르면 노무현 전 대통령은 다시 대선에 출마할 경우 다시 뽑겠다는 응답이 47.4%로 나타나 박정희 전 대통령에 이어 2위를 기록했다. 또한 전현직 대통령들 중 가장 호감 가는 인물을 묻는 단순 호감도 조사에서도 30.3%로, 31.9%를 기록한 박정희 전 대통령에 이어 2위를 차지했다.

## 논란과 의혹

#### 한미 FTA 추진
2006년 1월 18일 그는 2006년도 대국민 신년연설을 통해 한미 FTA 협상 의지를 발표 하였다. 2월 3일 당시 미국시각으로는 2월 2일 그는 미국으로 간 통상교섭본부장 김종훈을 통해 미국 의회에서 협상 출범을 선언했다. 이후 노무현이 대통령에 재임 중인 2007년 4월 2일 한미 FTA가 타결되었다.
6월 5일부터 6월 9일 미국 워싱턴 D.C.에서 한미 자유무역협정(FTA) 1차 협상이 개최되었다.
2006년부터 그는 한미 FTA 추진을 강행한다. 그러나 한미 FTA 반대운동에 적극 참여하던 허세욱은 결국 협상이 타결 직전에 이르러 가자 2007년 4월 1일 협상장인 서울 하얏트 호텔 정문 부근에서 분신하였다. 그는 의식이 혼미한 상태로 실려 가면서까지 한미FTA 중단과 노무현 정권 퇴진을 요구하였다.
4월 3일 민주노동당은 지역위원회별로 모금운동을 시작했다고 언론에 밝혔고, 4월 4일 참여연대 등도 '병원비가 많이 나올 텐데 조금이라도 힘이 되어주자'며 성금 모금 활동이 있었다. 참여연대 게시판 등에도 많은 네티즌들의 격려와 후원이 있었다. 그러나 그는 사망하면서 모두가 비정규직이니 모금성금은 하지 말아달라는 유언을 남기기도 했다. 2007년 3월 8일부터 3월 12일 한미 FTA 8차 협상이 서울에서 개최되었다. 협상은 1개월만에 체결된다.
2007년 4월 2일 한미 FTA가 최종 타결된다. 그러나 6월 16일 미국 측에서 노동, 환경 등 7개 분야 수정안 제의하여 6월 21일부터 6월 22일 FTA 추가협상 1차 협상을 개최하여 6월 29일 추가협상도 최종타결되었다.
한편 분신자살기도로 입원중인 허세욱을 문병왔다가 허세욱으로부터 입당 권유를 받은 경제학자이자 노무현 정부의 청와대 경제비서관 출신정태인(鄭泰仁)은 그의 뜻에 따라 민주노동당에 입당했다. 정태인은 이후 노무현 정부와 결별했고, 더불어 그의 30년 친구인 유시민 등과도 결별을 선언하기도 했다. 2008년 진보신당 창당 이후 정태인은 진보신당에 입당하였다.

### 사돈 배병렬의 권력형 비리 의혹
노무현 전 대통령의 사돈인 배병렬(62) 전 NH-CA자산운용(구 농협CA투자신탁운용, 이하 CA자산운용) 상임감사가 검찰의 조사를 받았다. 2005년 자신의 삼촌이 회장으로 있던 회사가 농협에서 수십억원대의 대출을 받는 과정에서 개입, 압력을 행사했다는 의혹이 불거졌기 때문이다.
경남 김해시 소재 농협 내외동지점 부지점장을 역임한 김모 씨 주장에 따르면, 배씨는 자신의 삼촌 배OO이 회장으로 일하던 T개발이 아파트를 짓는 과정에서 농협 대출이 원활히 이뤄지지 않자 농협 김해 내외동지점과 심사를 맡은 농협중앙회 등에 압력을 행사해 대출이 가능토록 했다. 김 전 부지점장은 당시 대출을 진행하는 과정에서 여러 차례 배 전 감사를 만났고 압력에 가까운 지시를 받았다고 주장하였다.
당시 T개발에 대한 대출이 문제가 있었음은 이 대출에 직간접적으로 관여한 농협 인사들을 통해서도 확인된다.

### 북방한계선 포기 논란
2007년 남북정상회담에서 서해상 북방한계선을 포기하겠다는 발언을 했다고 새누리당 서상기, 정문헌 의원이 주장하여 논란이 일었다. 당시 공세를 주도했던 윤상현 새누리당 의원은 2007년 남북정상회담 당시 노무현 대통령이 서해 북방한계선(NLL) 포기 발언을 하지 않았다고 훗날 밝혔다.

## 언론과 노무현
노무현이 3당 합당을 거부하고 통합민주당 대변인이 된 직후인 1991년 10월 조선일보는 주간조선 보도를 통해 이력과 재산을 문제 삼았다. 노무현은 주변의 만류에도 불구, 정치인으로는 이례적으로 조선일보를 상대로 명예훼손 소송에 나서 승소했다. 국민의 정부 때 해양수산부 장관으로서 언론사 세무조사를 앞장서 지지하고 2002년 민주당 대선 후보 경선 당시 언론사 소유 지분 제한에 공개 찬성했다. 보수 언론과의 적대적 관계가 고착화되기 시작했다.
처음 '이인제 대세론'에 묻혀 있다가 2002년 3월 16일 광주 지역 경선부터 본격적인 노풍(盧風)을 일으켰고, 언론들은 이 현상을 신기한 듯 부쩍 관심을 보였다. 그러나 노무현 바람에 심상치 않은 무게가 실리자 보수 언론의 견제가 본격화됐다. 대선 당일 조선일보가 사설에서 "지금 시점에서 분명한 것은 후보 단일화에 합의했고, 유세를 함께 다니면서 노무현 후보의 손을 들어줬던 정몽준 씨마저 '노 후보는 곤란하다'고 판단한 상황"이라며 "이제 최종 선택은 유권자들의 몫"이라고 방점을 찍은 일은 두고두고 회자되었다.
대권을 잡은 이후에는 집권 1년 만에 보수 언론의 포화 속에 헌정 사상 유례없는 탄핵을 당하기도 했다. 탄핵 반대 촛불 여론으로 권좌를 되찾은 후에도 보수 언론의 공격은 그치지 않았으며, 여기에 이라크 파병과 한미 FTA 협정 추진, 대연정 구상 등으로 인해 진보 언론도 노무현에게 칼을 겨누기 시작했다. 임기 말에는 취재 지원 시스템 선진화 방안이 기자실 폐쇄로 이어지면서 보수와 진보를 가리지 않은 모든 언론이 비판을 퍼부었다.
'박연차 회장 비리 사건'에 연루된 정황이 드러나면서 진보 언론마저 완전히 등을 돌리고 말았다. 언론들은 검찰발로 노무현의 가족과 관련된 비리를 낱낱이 보도하며 노무현을 부도덕과 비리의 몸통인 양 매도했다고 해도 과언이 아니었다.
사망으로 노무현의 생애가 역사의 뒤안길로 넘어가면서 언론의 긍정적인 평가들이 등장했다. 한국 정치사에서 언론과의 관계가 가장 순탄치 않았던 정치인으로 평가되었다.

## 종교

### 천주교 관련
1986년 당시 천주교 부산교구 당감 본당의 주임신부였던 송기인 신부로부터 영세를 받아 '유스토'라는 세례명을 얻었지만 열심히 신앙생활도 못하고 성당도 못 나가 프로필의 종교란에는 무교로 쓴다고 밝힌 적이 있다.
대통령 후보 시절인 2002년 6월 20일에 서울 종로구 혜화동 가톨릭대 주교관이던 김수환 추기경을 방문했다. 서로 이야기를 주고받다가 노무현이 먼저 신앙 문제를 화제로 꺼냈다. 노무현은 "1986년 부산에서 송기인 신부로부터 영세를 받아 '유스토'라는 세례명을 얻었다."라고 소개하고 "하지만 열심히 신앙생활도 못하고 성당도 못 나가 프로필 쓸 때 종교란에 '무교'로 쓴다."라고 고백했다.
이에 김수환은 "하느님을 믿느냐."고 물었고, 노무현은 "희미하게 믿는다."라고 답했다. 김수환이 "어려울 때 하느님께 모든 것을 맡기라."고 말하자 노무현은 "앞으로는 종교란에 '방황'이라고 쓰겠다."고 대답했다.

### 불교 관련
노무현은 자택 옆에 있던 정토원이라는 사찰에서 사시 공부를 하였다. 이후에는 김해시 장유면 대청리 장유암에 머무르면서 사시를 준비했으며, 틈틈이 불교 경전을 탐독했다. 9년간 사시 공부를 하여 1975년 3월 30세에 제17회 사법시험에 합격하였다. 평소 불심이 깊은 것으로 알려진 아내 권양숙은 2002년 10월 1일 당시 대선을 앞두고 합천 해인사에 머물고 있는 조계종 종정인 법전 스님으로부터 보살계와 '대덕화'(大德花)라는 법명을 받았는데, '대덕화'는 대한민국 제5·6·7·8·9대 대통령 박정희의 아내 육영수가 받은 법명과 같은 것이었다. 이러한 법명 수계는 불교계의 민심이 실린 것으로 볼 수 있으며, 불교계의 기대를 받고 있음을 보여주는 것이다. 이후 노무현은 재임 기간 동안 해인사를 무려 세 차례나 방문해 현직 대통령으로서는 최다 방문을 하였다. 2003년 12월 22일에 노무현은 아내와 함께 경남 합천 해인사를 불시 방문해 조계종 종정 법전스님, 총무원장 법장스님과 환담한 뒤 오찬을 함께 했다. 사패산 터널 문제에 대한 공약을 지키게 못하게 되었다면서 양해를 구했다.
또한 노무현은 2005년 8월 30일에 T-50 골든이글 양산 1호기 출고식에 참석했다. 그리고 대한민국 최고 목조 불상인 쌍둥이 비로자나불이 발견되었다는 소식에 해인사에 들러 비행기 사고 없이 잘 날아다니고 잘 팔아 달라고 부처님께 기도를 했다. 취임 이래 2번째로 해인사를 방문했고 해인사 대비로전 건립에 30여억 원의 국고 지원을 즉석에서 약속했다. 2007년 11월 24일 해인사 대비로전(大毘盧殿) 낙성 대법회에 참석하면서 축사를 하였는데 3번째로 해인사를 방문했다.
2009년 5월 23일에 과거 사시 공부를 했던 정토원의 법당에 모셔진 부모와 장인의 위패에 예를 표한 뒤 그 옆의 부엉이 바위에서 투신자살하였다.봉하마을 뒤편 봉화산에 자리 잡은 정토원은 그가 투신한 부엉이 바위에서 약 200M 거리에 위치한 사찰이다.2009년 5월 24일 해인사의 승려 300여 명이 분향소를 찾아 노무현의 죽음을 애도했다.

## 학력
- 1959년 진영대창국민학교 졸업
- 1963년 진영중학교 졸업
- 1966년 부산상업고등학교 졸업

### 비학위 수료
- 1998년 고려대학교 노동대학원 노동정책과정 수료
- 1999년 고려대학교 정책대학원 최고위정책과정 수료

### 명예 박사 학위
- 2004년 모스크바 대학교 명예정치학 박사
- 2006년 알제대학교 명예정치학 박사
- 2007년 원광대학교 명예정치학 박사

## 경력
- 1966. 삼해공업 사원
- 1966. 제7회 사법 및 행정요원 예비시험 합격
- 1971. 육군 제1군사령부 제3군단 제12보병사단 제52보병연대 2대대 상병 만기 제대
- 1975.3. 제17회 사법시험 합격
- 1977.8. 제7기 사법연수원 수료
- 1977.9. 대전지방법원 판사 (형사합의부 左배석 판사)
- 1978. 변호사 개업
- 1978. 노무현 법률사무소 변호사
- 1981. 부산YMCA 이사
- 1981. 부림 사건 변론 이후 인권변호사 활동
- 1982. 노무현·문재인 법률사무소 변호사
- 1984. 부산공해문제연구소 이사
- 1985. 부산민주시민협의회 상임위원장
- 1987. 민주헌법쟁취국민운동본부 상임집행위원장, 6월 민주 항쟁 주도로 인해 구속, 변호사 업무 정지 처분
- 1987. 부산민주헌법쟁취국민운동본부 상임집행위원장
- 1987. 공정선거감시운동 부산지부부장
- 1988. 민변 창립회원
- 1988. 통일민주당 입당
- 1988년 4월 26일: 대한민국 제13대 국회의원 선거 당선(부산 동구, 통일민주당, 초선)
- 1988.5.30. ~ 1992.5.29. 제13대 국회의원(부산 동구, 통일민주당→무소속→민주당→민주당, 초선)
  - 1988.6. 제13대 국회 전반기 노동위원회 간사
  - 1988.11. 제13대 국회 제5공화국에있어서의정치권력형비리조사특별위원회 위원
- 1988. 통일민주당 노동정책연구소 위원장
- 1988. 통일민주당 노·사문제특별위원장
- 1990.7. 민주당 기획조정실장
- 1990.~1991. 민주당 부산광역시 지부 동구 지구당위원장
- 1991.~1995. 민주당 부산광역시 지부 동구 지구당위원장
- 1991.9. 민주당 대변인
- 1992.10. 제14대 대통령 선거 민주당 김대중 대통령 후보 선거대책위원회 청년특별위원장 겸 물결유세단장
- 1993.3. 민주당 최고위원
- 1993. 지방자치실무연구소 소장
- 1993. 법무법인 해마루 변호사
- 1995.6. 제1회 전국동시지방선거 민주당 부산광역시장 후보
- 1995. 통합민주당 부총재
- 1995. 통합민주당 서울특별시 지부 종로구 지구당위원장
- 1996. 국민통합추진회의 상임집행위원
- 1997.11. 새정치국민회의 부총재
- 1997.11. 제15대 대통령 선거 새정치국민회의 김대중 대통령 후보 선거대책위원회 파랑새유세단장
- 1998.~1999. 새정치국민회의 서울특별시 지부 종로구 지구당위원장
- 1998년 7월 21일: 1998년 7월 재보궐선거 당선(서울 종로구, 새정치국민회의, 재선)
- 1998.7.22. ~ 2000.5.29. 제15대 국회의원(서울 종로구, 새정치국민회의→새천년민주당, 재선)
  - 1998.7.~2000.5. 제15대 국회 후반기 교육위원회 위원
  - 1998.7.~2000.5. 제15대 국회 후반기 예산결산특별위원회 위원
- 1998. 새정치국민회의 부당노동행위대책특별위원장(현대자동차 파업 중재)
- 1999.2. 새정치국민회의 경상남도 지부 위원장
- 1999. 새정치국민회의 신당창당발기인
- 1999.~2000. 새정치국민회의 부산광역시 지부 북구·강서구 을 지구당위원장
- 1999. 새정치국민회의 동남지역발전특위위원장
- 1999. 새정치국민회의 실업대책특별위원회 자문위원장
- 2000. 새천년민주당 부산광역시 지부 북구·강서구 을 지구당위원장
- 2000. 새천년민주당 당무위원
- 2000.8.7. ~ 2001.3.25. 제6대 해양수산부 장관
- 2001. 새천년민주당 상임고문
- 2001. 법무법인 부산 변호사
- 2001. 새천년민주당 최고위원
- 2002.3.~2002.4. 제16대 대통령 선거 새천년민주당 경선후보(최종 1위)
- 2002.4.~2002.12. 제16대 대통령 선거 새천년민주당 후보
- 2002년 12월 19일: 제16대 대한민국 대통령 당선
- 2002.12.20. ~ 2003.2.24. 제16대 대한민국 대통령 당선인
- 2003.9.29. 새천년민주당 탈당
- 2004.5.20. 열린우리당 입당
- 2003.2.25. ~ 2008.2.24. 제16대 대한민국 대통령
- 2007.2.28. 열린우리당 탈당
- 2008.2.25. ~ 2009.5.23. 대한민국 전직대통령
- 2008. 맑은물사랑사람들 명예고문
- 2008. 영농법인 주식회사 봉하마을 이사

## 방송 출연

### TV
- SBS 《남편은 요리사》 (1993년 5월 3일)
- SBS 《뉴스추적》 (1997년 9월 30일)
- MBC 《일요일 일요일 밤에 - 이경규가 간다》 (1997년 12월 21일)
- KBS1 《TV내무반 신고합니다》 (1999년 3월 1일)
- MBC 《100분 토론 - 21세기 한국정치, 희망은 있는가》 (2000년 1월 6일)
- MBC 《100분 토론 - 4.13 총선, 또 지역선거인가?》 (2000년 3월 2일)
- MBC 《100분 토론 - 2000년 한국 희망은 있는가》 (2000년 9월 21일)
- KBS2 《체험 삶의 현장》 (2000년 10월 15일)
- MBC 《손석희의 미디어비평》 (2001년 6월 2일)
- MBC 《100분 토론 - 편 가르기 사회, 해법은 없나》 (2001년 7월 26일)
- MBC 《100분 토론》 (2001년 12월 14일)
- MBC 《100분 토론 - 7인후보 합동대토론 - 새천년민주당》 (2002년 3월 8일)
- MBC 《100분 토론 - 3인후보 쟁점토론 - 새천년민주당》 (2002년 4월 4일)
- itv 《봉두완의 진단 2002》 (2002년 7월 5일)
- BBS불교방송 《유창선의 아침저널》 (2002년 7월 9일)
- MBN 《MBN 특별대담》 (2002년 7월 31일)
- MBC 《100분 토론 - 노무현 후보에게 듣는다》 (2002년 10월 3일)
- KBS1 《심야토론》 (2002년 10월 12일)
- YTN 《YTN포커스》 (2002년 10월 16일)
- SBS 《특별기획 2002 대선후보 토론회 - 새천년민주당 노무현 후보》 (2002년 10월 18일)
- MBC 《미디어 비평》 (2002년 11월 1일)
- SBS 《2002 국민의 선택 새 시대를 연다》 (2002년 12월 20일)
- KBS1 《대통령 당선자 다큐멘터리》 (2002년 12월 20일)
- SBS 《대통령을 만든 사람들》 (2002년 12월 20일)
- SBS 《한선교, 정은아의 좋은 아침 - 노무현 대통령 당선자 부부》 (2003년 1월 31일)
- KBS1 《노무현 대통령 - 검사와의 대화》 (2003년 3월 9일)
- MBC 《100분 토론 - 노무현 대통령 초청 토론, 참여정부 두 달을 말한다》 (2003년 5월 1일)
- TBS-KBS1 《노무현 대통령 - 일본 국민과의 대화》 (2003년 6월 8일)
- MBC 《느낌표 책을 읽읍시다 - 노무현 대통령 내외분》 (2003년 7월 19일)
- KBS1 《KBS 특별대담- 도올이 만난 대통령》 (2004년 2월 20일)
- MBC 《시사매거진 2580 - 노무현 대통령과의 대담》 (2004년 9월 5일)
- KBS1 《사랑의 리퀘스트》 (2004년 12월 25일)
- MBC 《어린이날 특집 - 대통령과 함께 하는 드림! 드림! 드림!》 (2005년 5월 5일)
- KBS1 《KBS 특별토론 - 국민과의 대화》 (2005년 8월 25일)
- KBS2 《도전 골든벨 - 300회 특집》 (2005년 11월 27일)
- MBC 《성탄특집 MBC 희망콘서트》 (2005년 12월 25일)
- KTV-YTN 《국민과의 인터넷 대화》 (2006년 3월 23일)
- KBS1 《KBS 어린이날 특집생방송 - 우리는 꿈꾸러기》 (2006년 5월 5일)
- MBC 《100분 토론 - 노무현 대통령에게 듣는다》 (2006년 9월 28일)
- MBC 《어린이날 특집 - 대통령의 특별한 초대》 (2007년 5월 5일)
- MBC 《정치 다큐멘터리 2부작 대한민국 대통령》 (2008년 2월 14일 ~ 15일)
- KBS2 《생방송 세상의 아침 - 표영호의 세상읽기》 (2008년 4월 4일)
- tvN 《tvN E News - 퇴임 후, 노무현 전 대통령은 지금?》 (2008년 4월 9일)
- YTN 《돌발영상 - 말을 하다》 (2008년 4월 11일)
- KBS1 《다큐멘터리 3일 - 대통령의 귀향, 봉하마을 3일간의 기록》 (2008년 5월 3일)
- KBS2 《30분 다큐 - 노무현 전 대통령 검찰소환 12시간의 기록》 (2009년 4월 30일)
- MBC 《노무현 전 대통령 서거 특집 - 파란만장 63년》 (2009년 5월 23일)
- KBS1 《다큐멘터리 3일 - 바보 노무현, 봉하마을에서의 두 번째 만남 / 추모다큐》 (2009년 5월 30일)
- MBC 《MBC 스페셜 - 노무현이라는 사람》 (2009년 7월 10일)
- MBC 《PD수첩 - 바보, 노무현 봉하에서 지다》 (2009년 9월 25일)
- MBC 《다큐 그 날 - 봉하마을의 그 날》 (2011년 5월 24일)
- SBS 《SBS 스페셜 - 노무현: 왜 나는 싸웠는가?》(2019년 5월 19일)

### 라디오
- 1997년 6월 30일 ~ 1997년 9월 26일 : SBS 러브FM 792 뉴스대행진 1, 2부
- 2002년 6월 20일 : MBC 표준FM 손석희의 시선집중
- 2002년 10월 17일: 평화방송 《열린세상오늘》

### 기타 출연
- MBC 주간시트콤 《안녕 프란체스카》 (2005년 10월 3일 / 까메오 출연)[345]
- MBC 일일시트콤 《거침없이 하이킥》 (2006년 11월 29일 / 까메오 출연)[346]

## 별명
노짱은 노무현의 애칭이다. 노무현 짱의 줄임말로, 한국어 '짱'이 아닌 일본어: ちゃん 짱, 쨩[*]을 붙인 것으로 오해하는 경우도 있다. 다만 사용하는 의미는 ちゃん(친하게 부르는 접미사)와 같아서 큰 문제는 되지 않는다.
2000년대 초, 노사모의 회원들은 노무현을 노무현 짱이라는 말을 줄인 '노짱'으로 친근하게 불렀다. 또한 노무현 자신도 자신을 노짱이라고 언급한 적이 있다.
| “ | 대통령은 끝났지만은 노짱은 살아있다! 노무현은 죽어도 노사모는 살아있다! | ” |

또한 언론에서도 사용된다.
- '노사모' 명계남 "이재명, 강인함 배짱은 '노짱' 닮아…지지 당연", 메일경제
- 노짱의 추억 : 22년 전, 그에게 받았던 답장, 딴지일보
- ‘노짱’ 노무현 떠난 지 벌써 10년...전국 곳곳에 추모 물결, 한겨레

## 상훈
- 2004년 - 영국 최고 훈장 배스 대십자훈장(GCB)
- 2004년 - 폴란드 흰 독수리 훈장(Order Orła Białego)
- 2005년 - 미국 조지 부시 전 대통령 ‘밴 플리트’ 수상
- 2007년 - 카타르 독립대훈장
- 2007년 - 스페인 시민 훈장
- 2007년 10월 8일 - 덴마크의 코끼리의 기사 수훈
- 2008년 - 대한민국 무궁화대훈장

## 저작물

### 저서
- 생전에 출간된 저서
  - 《사람 사는 세상》 (1989.09.19)
  - 《여보, 나좀 도와줘》 (새터, 1994.09.01) ISBN 89-87175-19-7
  - 《의원님들 요즘 장사 잘돼요?》 (공저 노무현 외 10인, 1997.09.25)
  - 《마음 먹었을 때 시작해라》 (공저 노무현 외 54인, 우민OK논술교실, 2000.06.01) ISBN 89-91499-27-9
  - 《노무현이 만난 링컨》 (학고재, 2001.11.30) ISBN 89-85846-89-2
  - 《노무현: 상식, 혹은 희망》 (공저 노무현 외 13인, 행복한책읽기, 2002.02.28) ISBN 978-89-89571-03-2
  - 《노무현의 리더십 이야기》 (행복한책읽기, 2002.10.15) ISBN 89-89571-07-3
  - 《성공하고 싶다면 군대에 가라 2》 (공저 노무현 외 48인, 국방일보, 중앙M&B, 2003.12.12) ISBN 89-8375-824-4
  - 《로마의 논리와 감성》 (공저 노무현 외 81인, 우민OK논술교실, 2005.12.01) ISBN 89-91499-27-9
- 사후 출간된 저서
  - 《성공과 좌절 (노무현 대통령 못 다 쓴 회고록)》 (노무현 저, 학고재, 2009.09.22) ISBN 978-89-5625-096-0
  - 《진보의 미래 (다음 세대를 위한 민주주의 교과서)》 (노무현 저, 동녘, 2009.11.27) ISBN 978-89-7297-608-0
  - 《운명이다 (노무현 자서전)》 (노무현 저, 유시민 정리, 노무현재단 엮음, 돌베개, 2010.04.26) ISBN 978-89-7199-386-6
  - 《봉하일기 (그곳에 가면 노무현이 있다)》 (공저 노무현 외 11인, 부키, 2012.01.12) ISBN 978-89-6051-192-7
  - 《노무현의 사람 사는 세상》 (2018.05.21)
  - 《그리하여 노무현이라는 사람은》 (2019.05.03)

### 어록
- "제가 생각하는 이상적인 사회는 더불어 사는 사람 모두가 먹는 것 입는 것 이런 걱정 좀 안 하고 더럽고 아니꼬운 꼬라지 좀 안 보고 그래서 하루하루가 좀 신명나게 이어지는 그런 세상이라고 생각합니다. 만일 이런 세상이 좀 지나친 욕심이라면 적어도 살기가 힘이 들어서 아니면 분하고 서러워서 스스로 목숨을 끊는 그런 일은 좀 없는 세상, 이런 것이라고 생각합니다." (1988년 13대 국회 대정부질의)[347]
- 남북대화 하나만 성공시키면 나머지는 깽판쳐도 괜찮다. (2002년 5월 인천 부평 정당연설회)[348]
- 인공기, 그리고 김정일 위원장의 초상을 불사르고 이런 것은 좀 적절치 못했던 것 같다, 유감스럽고 앞으로 이런 일이 없었으면 좋겠다. (2003년 8월 19일 청와대 수석 보좌관 회의)[349]
- 인민의 행복이 나오는 인민주권의 전당 (2007년 10월 2일 조선민주주의인민공화국의 만수대의사당)[350]
- TV 토론 등에서 "맞습니다, 맞고요"라는 발언을 하여, 이 발언이 대통령 취임 초기 한동안 유행어로 회자되기도 했다. 당시 KBS의 예능 프로그램인 《개그콘서트》에서 출연하고 있는 개그맨 김상태를 비롯한 여러 연예인들이 그를 흉내내기도 했다. 넷피아의 한글인터넷 도우미를 설치한 컴퓨터에서 "맞습니다맞고요"라는 한글 주소를 입력하면 청와대 홈페이지에 연결되었다.[351] 그러나, 노무현이 퇴임한 현재는 그의 개인 사이트인 '사람사는 세상'으로 연결된다.
- 민주평화통일자문회의에 참석해 연설하던 도중 전직 국방부 장관 등의 군 인사들이 전시작전통제권 환수에 반대하는 것에 대해 격하게 말한 "부끄러운 줄 알아야지!"라는 발언이 플래시, UCC 등으로 편집되어 누리꾼들 사이에서 많은 인기를 누렸다.

## 기타 사항

### 유행어
- 집권 당시 네티즌 사이에서 노무현과 전혀 무관한 인터넷 기사에 대해서도 '이게 다 노무현 때문이다'라는 댓글을 다는 것이 유행했다. 진담과 농담이 섞인 이러한 풍조의 발생은 각종 정책과 사건마다 대통령을 비판하는 데 주력했던 주요 언론사의 논조에 힘입은 바가 크다.[352]
- 참여정부 시기에 삼성의 경제적 비중이 확대되고, 삼성의 전방위 로비활동이 일부 드러나면서 '삼성공화국' 이란 말이 유행했다.
- 후보 시절 그의 말버릇으로 '맞습니다 맞고요' 가 유행을 타기도 하였다. 특히 KBS2 《개그콘서트》 코너 '봉숭아 학당' 에서 개그맨 김상태가 노무현을 패러디해 연기한 노통장 캐릭터의 주된 대사 역시 '맞습니다 맞고요'였다. 한 검색엔진에서는 사이트 URL에 '맞습니다 맞고요' 를 검색하면 청와대 홈페이지로 리다이랙트 되도록 설정해 놓기도 했다.[353]

### 발명품
노무현은 청와대 온라인 행정업무 처리 표준화 시스템인 'e지원'을 개발하게 하였다. e지원 시스템으로 청와대에서 종이 서류를 없애고 대신, 대통령의 모든 지시가 'e지원' 을 통해 이뤄지고 있다고 설명했다. 또한 e지원으로 인해 행정관이나 비서관의 업무 기안이 온라인에서 이뤄지고 대통령을 비롯해 간부들은 실시간으로 추진 중인 업무에 대해 댓글로 지시, 보완하고 결재까지 해서 간소화되었다. 노무현은 임기 후 e지원의 복사본을 제작해 봉하 마을에 설치하였는데, 국가정보 보안과 관련하여 문제가 제기되었고, 복사본을 제작하여 사유하는 것에 대하여 법적 근거가 없다는 법제처의 해석이 나오기도 했다. 차후 국가기록원에 반납 처리되었다.
사법 시험 준비생 시절 그는 '개량 독서대'를 고안해 특허받기도 했다. 아울러 민주당 최고위원 시절인 지난 1994년에는 정치인을 위한 인명록 통합 관리 프로그램인 '한라 1.0'을 개발했고, 이는 버전 업을 거쳐 몇 년 후 '노하우(KnowHow) 2000'으로 업그레이드하기도 했다. 또한 의자 등받이를 높게 해 윗부분을 옷걸이 모양으로 해 웃옷을 걸어놓은 '옷걸이 의자'도 발명했지만 큰 빛을 보지 못했다. 퇴임 후에는 인터넷 토론 사이트 《민주주의 2.0》을 개설했다.

### 사람사는세상 노무현재단
2009년 9월 23일, 참여정부 시절 인사들로 구성된 재단준비위원회는 사람사는세상 노무현재단을 출범시켰다. '사람사는세상' 은 노무현의 정치 슬로건 중 하나였으며, 1989년 통일민주당 소속으로 국회의원에 당선됐을 때부터 사용했다. '사람사는세상' 의 어원은 노무현이 생전 즐겨부르던 민중가요 《어머니》의 가사 첫 줄인 '사람사는세상이 돌아와~'이다. 2000년 총선에서 낙선한 뒤 노무현은 개인 인터넷 홈페이지를 개설했고, 홈페이지의 이름 역시 '사람사는세상' 이었다. 이 홈페이지는 2003년 2월 노무현이 대통령으로 취임한 이후 일시 폐쇄되었다가, 노무현이 임기를 마치고 봉하마을로 낙향한 뒤 다시 개설하여 서거 직전까지 사용하였다. 노무현의 서거 이후 노무현재단이 출범한 뒤에는 노무현재단의 홈페이지로 개편되었다.
사람사는세상 노무현재단은 전직 대통령에 대한 예우 관련 법률에 의거, 전직 대통령 기념사업 및 민주당계 정치세력의 싱크탱크 역할을 한다. 초대 이사장은 한명숙이 맡았으며, 이 후 문재인, 이병완, 유시민 등이 이사장직을 거쳐갔다. 2022년 9월 정세균이 이사장으로 취임하였다. 본사는 서울특별시 종로구 창덕궁길 73에 있으며, 노무현시민센터 건물 내에 위치해있다.
한편 '재단법인 봉하'는 부인 권양숙이 이사장을 맡아 출범시켰다. 재단법인 봉하는 봉하마을 내 대통령 묘역 및 시설 관리 등을 주된 업무로 두고 있으며, 재단의 성격상 노무현재단과 분리되어 운영된다.

### 노래와 음악
노무현은 생전 노래를 즐겨불렀고, 대중문화에 큰 관심을 가진 정치인으로 평가받았다. 그가 생전 자주 즐겨부르던 노래는 양희은의 《상록수》, 해바라기의 《사랑으로》, 민중가요 《어머니》, 《바위처럼》, 《작은 연인들》, 문성재의 《부산갈매기》 등이었다. 2002년 대통령 선거 당시 노무현은 대선 광고에서 직접 기타를 치며 《상록수》를 불렀고, 《사랑으로》는 연주자의 피아노 연주에 맞춰 불렀다. 또한 부산에서 열린 유세에서는 《부산갈매기》를 직접 부르며 지지를 호소하기도 하였다.
또한 2002년 11월 9일 서울극장에서 열린 '문화예술인의 밤'에 참석하여 직접 문화융성정책을 발표하고 《상록수》를 부르기도 했다.

## 가족 관계
- 아버지 : 노판석 (盧判石, 1900년 ~ 1976년)
- 어머니(전모) : 조영희 (趙英希)[357]
  - 누나 : 노명자 (盧明子, 1928년 ~ 2013년 5월 19일)
- 어머니(친모) : 이순례 (李順禮, 1914년 ~ 1998년)
  - 형 : 노영현 (盧英賢, 1932년 ~ 1972년)
    - 조카 : 노태국 (盧泰國, 1959년 ~ )
    - 조카 : 노지원 (盧智源, 1965년 ~ )
    - 조카 : 노태진 (盧泰鎭, 1966년 ~ )

  - 누나 : 노영옥 (盧英玉, 1938년 ~ )
    - 조카사위 : 정재성 (1960년 ~ )[358]

  - 형 : 노건평 (盧建平, 1942년 1월 30일 ~ )
  - 형수 : 민미영 (閔美迎, 1945년 ~ )
    - 조카 : 노지연(盧志姸, 1972년 ~ )
    - 조카 : 노상욱 (盧尙煜, 1975년 ~ )[359]
    - 조카 : 노희정 (盧希正, 1981년 ~ )[360]

  - 배우자 : 권양숙 (權良淑, 1948년 2월 2일 ~ )
    - 아들 : 노건호 (盧建昊, 1973년 ~ )
    - 자부 : 배정민 (裵晶旻, 1976년 ~ )
      - 손녀 : 노서은 (盧敍銀, 2004년 ~ )
      - 손자 : 노하진 (盧荷蓁, 2008년 ~ )
      - 손녀 : 노영진 (盧映臻, 2010년 ~ )

    - 딸 : 노정연 (盧靜姸, 1975년 ~ )[361]
    - 사위 : 곽상언 (郭相彦, 1971년 11월 18일 ~ )[358]
- 장인 : 권오석 (權五錫, 1918년 12월 22일 ~ 1971년 8월 30일)
- 장모 : 박덕남 (朴德南, 1922년 4월 29일 ~ 2017년 2월 24일)
  - 처형 : 권창좌 (權昌左, 1945년 ~ )
  - 처제 : 권진애 (權珍愛, 1950년 ~ )
  - 처남 : 권기문 (權奇文, 1952년 ~ )

## 같이 보기
- 대한민국의 대통령
- 제6공화국
- 대한민국의 대통령
- 대한민국의 해양수산부 장관
- 새천년민주당
- 열린우리당
- 대한민국 제16대 대통령 선거
- 대한민국 제13대 국회의원 선거
- 대한민국 제14대 국회의원 선거
- 제1회 전국동시지방선거
- 대한민국 제15대 국회의원 선거
- 1998년 대한민국 재보궐선거
- 대한민국 제16대 국회의원 선거
- 부산 동구의 국회의원
- 서울 종로구의 국회의원
- 동구 (1988년 부산 선거구)
- 종로구 (1988년 선거구)
- 노무현 정부(참여정부)
- 노무현 정부의 국무위원
- 권양숙
- 노건평
- 문재인
- 이해찬
- 김대중
- 김영삼
- 김종필
- 전두환
- 노태우
- 이명박
- 박근혜
- 이재명
- 고건
- 반기문
- 이회창
- 이인제
- 권영길
- 문희상
- 김원기
- 이기택
- 신상우
- 이철
- 김근태
- 유인태
- 정동영
- 유시민
- 한명숙
- 사람사는세상 노무현재단
- 강금실
- 강금원
- 정몽준
- 안희정
- 이광재
- 천호선
- 김경수
- 노건호
- 노정연
- 곽상언
- 친노
- 친문
- 노사모
- 통일민주당
- 민주당 (1990년 대한민국)
- 민주당 (1991년 대한민국)
- 민주당 (1995년 대한민국)
- 새정치국민회의

## 노무현을 연기한 배우들
- 배칠수 - 2003년 MBC 코미디 하우스 삼자 토론
- 김상태 - 2003년 KBS2 개그콘서트 봉숭아학당
- 송강호 - 2013년 영화 《변호인》 (영화에서 실제로 맡은 역할은 노무현을 모티브로 한 "송우석"이라는 가상의 캐릭터)[362][363][364][365]
- 김대성 - 2014년 KBS 2TV 개그콘서트 우리동네 청문회 (영화 《변호인》'송우석' 패러디)
- 서진원 - 2022년 영화 《하로동선》(영화에서는 김경백이라는 이름으로 등장한다.)
- 남명렬 - 2023년 영화 《교섭》 (영화에서는 현직 대통령으로 등장한다.)

## 참고 서적
- 《여보, 나 좀 도와줘》(새터, 1994) : 자전적 일대기
- 《노무현은 배신자인가(강준만의 정치비평집)》(강준만, 인물과사상사, 2003.12.16) : 인물 비평
- 《노무현은 왜 조선일보와 싸우는가》(유시민, 개마고원, 2002.08.26)
- 《노무현 죽이기》(강준만, 인물과사상사, 2003.07.21)
- 《노무현과 국민 사기극('인질'로 잡힌 한국인은 개혁을 원치 않는다)》(강준만, 인물과사상사, 2001.04.01)
- 《조선 바보 노무현(바다에 빠져죽은 명계남이 토해내는 이야기)》(명계남, 원칙과상식, 2007.03.03)
- 《노무현, 반DJ 신드롬을 넘어서(2002 대선 코드 읽기 - 왜 노무현 대통령인가)》(장신기, 시대의창, 2002.10.28)
- 《노무현의 亂》(김성욱, 조갑제닷컴, 2007.03.01) : 노무현 비판서 (ISBN 89-92421-11-7)
- 《노무현의 정체 - 신혜식의 패러디》(신혜식, 조갑제닷컴, 2006.07.14) : 노무현 패러디 (ISBN 89-957721-4-X)

## 역대 선거 결과
|  | 51.00% |

|  | 32.25% |

|  | 37.58% |

|  | 17.66% |

|  | 54.44% |

|  | 35.69% |

|  | 48.91% |

## 소속 정당
| 소속 정당 | 소속 정당      | 소속 기간 | 비고                |
| --------- | -------------- | --------- | ------------------- |
|           | 통일민주당     | 1988~1990 | 정계 입문           |
|           | 무소속         | 1990      | 탈당                |
|           | 민주당         | 1990~1991 | 창당                |
|           | 민주당         | 1991~1995 | 합당                |
|           | 통합민주당     | 1995~1996 | 합당                |
|           | 민주당         | 1996~1997 | 당명 변경           |
|           | 무소속         | 1997      | 탈당                |
|           | 새정치국민회의 | 1997~2000 | 입당                |
|           | 새천년민주당   | 2000~2003 | 합당                |
|           | 무소속         | 2003~2004 | 탈당                |
|           | 열린우리당     | 2004~2007 | 입당                |
|           | 무소속         | 2007~2009 | 탈당 정계 은퇴 사망 |

## 노무현 관련 영화
- 《변호인》(2013)
- 《무현, 두 도시 이야기》(2016)
- 《노무현입니다》(2017)
- 《노무현과 바보들》(2019)
- 《물의 기억》(2019)
- 《시민 노무현》(2019)
- 《하로동선》(2022)